# Lista de personagens de The Flash

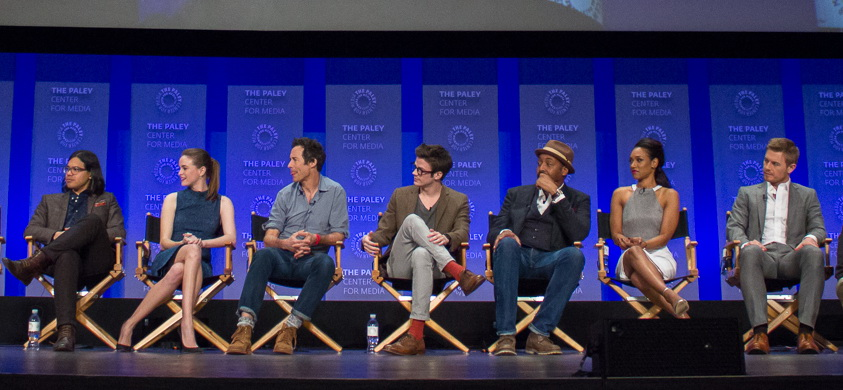
Elenco principal de The Flash no Playfest 2015. Da esquerda para a direita: Valdes, Panabaker, Cavanagh, Gustin, Martin, Patton e Cosnett

The Flash é uma série de televisão americana desenvolvida por Greg Berlanti, Andrew Kreisberg e Geoff Johns, transmitida pela emissora The CW desde 7 de outubro de 2014. A série é baseada no personagem Barry Allen / Flash da DC Comics, um super-herói fantasiado que combate o crime com o seu poder de se mover em velocidades inacreditáveis. É uma série spin-off de Arrow e se passa no mesmo universo fictício.
A primeira temporada segue o investigador forense da polícia Barry Allen (Grant Gustin), que desenvolve super velocidade depois de ser atingido por um raio. Ele é ajudado pelos cientistas dos Laboratórios S.T.A.R., a Dra. Caitlin Snow (Danielle Panabaker), Cisco Ramon (Carlos Valdes) e Harrison Wells (Tom Cavanagh), em suas tentativas de usar seus poderes para o bem e descobrir o assassino de sua mãe. A investigação do assassinato prendeu injustamente seu pai (John Wesley Shipp), deixando o detetive Joe West (Jesse L. Martin), pai de sua melhor amiga, Iris (Candice Patton), para cuidar do jovem Barry. A lembrança do assassinato de sua mãe e trama de seu pai motiva a Barry mais tarde, a deixar suas necessidades pessoais de lado e usar seus poderes para lutar contra aqueles que ferem os inocentes, assim, se tornando o Flash.
A seguir se apresenta a lista de personagens apresentados na série. Muitos dos personagens que apareceram na série são adaptados de personagens da DC Comics.

## Visão Geral
| Elenco Principal                                   |                        |                                                                                            |              |              |              |              |              |              |              |              |              |  |  |  |  |
| Barry Allen / Flash / Savitar                      | Grant Gustin           | Alexandre Drummond                                                                         | Principal    | Principal    | Principal    | Principal    | Principal    | Principal    | Principal    | Principal    | Principal    |  |  |  |  |
| Iris West-Allen                                    | Candice Patton         | Érika Menezes (ep. 1.01 - Piloto) Luisa Palomanes (1.02 - 6.09)ª Pamella Rodrigues (6.10-) | Principal    | Principal    | Principal    | Principal    | Principal    | Principal    | Principal    | Principal    | Principal    |  |  |  |  |
| Caitlin Snow / Nevasca / Khione                    | Danielle Panabaker     | Taís Feijó                                                                                 | Principal    | Principal    | Principal    | Principal    | Principal    | Principal    | Principal    | Principal    | Participação |  |  |  |  |
| Killer Frost / Frost                               | Danielle Panabaker     | Taís Feijó                                                                                 |              |              | Recorrente   | Recorrente   | Principal    | Principal    | Principal    | Principal    | Participação |  |  |  |  |
| Khione                                             | Danielle Panabaker     | Taís Feijó                                                                                 |              |              |              |              |              |              |              | Participação | Principal    |  |  |  |  |
| Eddie Thawne                                       | Rick Cosnett           | Reginaldo Primo                                                                            | Principal    | Participação | Participação |              |              |              |              | Participação | Recorrente   |  |  |  |  |
| Cisco Ramon / Vibro                                | Carlos Valdes          | Raphael Rossatto                                                                           | Principal    | Principal    | Principal    | Principal    | Principal    | Principal    | Principal    |              |              |  |  |  |  |
| Eobard Thawne / Flash Reverso                      | Tom Cavanagh           | Marco Antônio Costa                                                                        | Principal    | Participação | Participação | Participação | Principal    | Recorrente   | Participação | Recorrente   | Participação |  |  |  |  |
| Harrison Wells                                     | Tom Cavanagh           | Marco Antônio Costa                                                                        | Principal    | Principal    | Principal    | Principal    | Principal    | Principal    | Principal    | Principal    | Principal    |  |  |  |  |
| Joe West                                           | Jesse L. Martin        | Mauro Ramos                                                                                | Principal    | Principal    | Principal    | Principal    | Principal    | Principal    | Principal    | Principal    | Recorrente   |  |  |  |  |
| Wally West / Kid Flash                             | Keiynan Lonsdale       | Yuri Tupper                                                                                |              | Principal    | Principal    | Recorrente   | Participação | Participação |              |              | Participação |  |  |  |  |
| Clifford DeVoe / Pensador                          | Neil Sandilands        | Márcio Dondi                                                                               |              |              |              | Principal    |              |              |              |              | Recorrente   |  |  |  |  |
| Cecile Horton                                      | Danielle Nicolet       | Marcela Duarte (ep. 1.19) Carol Crespo (ep. 1.22) Izabel Lira                              | Participação |              | Recorrente   | Recorrente   | Principal    | Principal    | Principal    | Principal    | Principal    |  |  |  |  |
| Ralph Dibny / Homem Elástico                       | Hartley Sawyer         | Fabrício Vila Verde                                                                        | [ l ]        | [ l ]        | [ l ]        | Principal    | Principal    | Principal    | Stand-in     |              |              |  |  |  |  |
| Nora West Allen / XS                               | Jessica Parker Kennedy | Jennifer Gouveia                                                                           |              |              |              | Recorrente   | Principal    |              | Recorrente   | Recorrente   | Participação |  |  |  |  |
| Orlin Dwyer / Cicada                               | Chris Klein            | Desconhecido                                                                               |              |              |              |              | Principal    |              |              |              |              |  |  |  |  |
| Mar Novu / Monitor                                 | LaMonica Garrett       | Vinícius Barros                                                                            |              |              |              |              | Participação | Principal    |              |              |              |  |  |  |  |
| Mobius Novu / Anti-Monitor                         | LaMonica Garrett       | Vinícius Barros                                                                            |              |              |              |              |              | Principal    |              |              |              |  |  |  |  |
| Eva McCulloch                                      | Efrat Dor              | Desconhecido                                                                               |              |              |              |              |              | Principal    | Principal    | —            | —            |  |  |  |  |
| Allegra Garcia                                     | Kayla Compton          | Ana Elena Bittencourt                                                                      |              |              |              |              |              | Recorrente   | Principal    | Principal    | Principal    |  |  |  |  |
| Chester P. Runk                                    | Brandon McKnight       | Rodrigo Antas                                                                              |              |              |              |              |              | Participação | Principal    | Principal    | Principal    |  |  |  |  |
| Mark Stevens / Chillblaine                         | Jon Cor                | Desconhecido                                                                               |              |              |              |              |              |              | Recorrente   | Recorrente   | Principal    |  |  |  |  |
| Elenco Recorrente                                  |                        |                                                                                            |              |              |              |              |              |              |              |              |              |  |  |  |  |
| Nora Allen                                         | Michelle Harrison      | Desconhecido                                                                               | Recorrente   | Participação | Participação |              | Participação | Participação |              | Participação | Participação |  |  |  |  |
| Força de Aceleração                                | Michelle Harrison      | Desconhecido                                                                               |              | Participação | Participação |              |              | Participação | Recorrente   | Participação | Participação |  |  |  |  |
| Joan Williams                                      | Michelle Harrison      | Desconhecido                                                                               |              |              |              |              |              | Participação | Participação | Participação | Participação |  |  |  |  |
| David Singh                                        | Patrick Sabongui       | Desconhecido                                                                               | Recorrente   | Recorrente   | Participação | Recorrente   | Recorrente   | Recorrente   | Recorrente   | Recorrente   | Recorrente   |  |  |  |  |
| Henry Allen (Terra-1)                              | John Wesley Shipp      | Hélio Ribeiro                                                                              | Recorrente   | Recorrente   | Participação |              | Participação |              |              |              |              |  |  |  |  |
| Jay Garrick / Flash (Terra-3)                      | John Wesley Shipp      | Hélio Ribeiro                                                                              |              | Participação | Recorrente   | Participação |              | Participação | Participação | Participação | Participação |  |  |  |  |
| Barry Allen / Flash (Terra-90)                     | John Wesley Shipp      | Hélio Ribeiro                                                                              |              |              |              |              | Participação | Participação |              |              |              |  |  |  |  |
| Oliver Queen / O Capuz / Arqueiro Verde / Espectro | Stephen Amell          | Duda Ribeiro                                                                               | Recorrente   | Participação | Participação | Participação | Participação | Participação |              |              | Participação |  |  |  |  |
| Ronnie Raymond / Nuclear                           | Robbie Amell           | Felipe Drummond                                                                            | Recorrente   | Participação | Participação |              |              |              |              | Participação |              |  |  |  |  |
| Leonard Snart / Capitão Frio (Terra-1)             | Wentworth Miller       | Ettore Zuim                                                                                | Recorrente   | Participação | Participação | Participação |              |              |              |              | Participação |  |  |  |  |
| Leo Snart / Cidadão Frio (Terra-X)                 | Wentworth Miller       | Ettore Zuim                                                                                |              |              |              | Participação |              |              |              |              |              |  |  |  |  |
| General Wade Eiling                                | Clancy Brown           | Desconhecido                                                                               | Recorrente   |              |              |              |              |              |              |              |              |  |  |  |  |
| Tina McGee                                         | Amanda Pays            | Mônica Rossi                                                                               | Participação | Recorrente   |              |              |              |              |              |              |              |  |  |  |  |
| Mick Rory / Onda Térmica                           | Dominic Purcell        | Francisco Júnior                                                                           | Recorrente   | Participação | Participação | Participação | Participação | Participação |              |              |              |  |  |  |  |
| Gregory Wolfe                                      | Richard Brooks         | Desconhecido                                                                               | Participação |              |              | Recorrente   |              |              |              |              |              |  |  |  |  |
| Mason Bridge                                       | Roger Howarth          | Desconhecido                                                                               | Recorrente   |              |              |              |              |              |              |              |              |  |  |  |  |
| Martin Stein / Nuclear                             | Victor Garber          | Eduardo Borgerth                                                                           | Recorrente   | Recorrente   | Participação | Participação |              |              |              |              |              |  |  |  |  |
| Linda Park (Terra-1)                               | Malese Jow             | Marisa Leal                                                                                | Participação |              |              |              |              |              |              |              |              |  |  |  |  |
| Linda Park / Doutora Luz (Terra-2)                 | Malese Jow             | Marisa Leal                                                                                | —            | Participação |              |              |              |              |              |              |              |  |  |  |  |
| Kendra Saunders / Mulher-Gavião                    | Ciara Renée            | Adriana Albuquerque                                                                        | Participação | Recorrente   |              |              |              |              |              |              |              |  |  |  |  |
| Hunter Zolomon / Zoom                              | Teddy Sears            | Alexandre Moreno                                                                           |              | Recorrente   |              |              | Participação |              |              |              | Participação |  |  |  |  |
| Patty Spivot                                       | Shantel VanSanten      | Desconhecido                                                                               |              | Recorrente   |              |              |              |              |              |              |              |  |  |  |  |
| Francine West                                      | Vanessa A. Williams    | Desconhecido                                                                               |              | Recorrente   | Participação |              |              |              |              |              | Participação |  |  |  |  |
| Jesse Chambers Wells / Jesse Quick                 | Violett Beane          | Ana Lúcia Menezes                                                                          |              | Recorrente   | Recorrente   | Participação |              |              |              |              |              |  |  |  |  |
| Julian Albert / Doutor Alquimia                    | Tom Felton             | João Cappelli                                                                              |              |              | Recorrente   |              |              |              |              |              |              |  |  |  |  |
| Carla Tannhauser                                   | Susan Walters          | Desconhecido                                                                               |              |              | Participação |              | Recorrente   |              |              |              |              |  |  |  |  |
| Cynthia / Cigana                                   | Jessica Camacho        | Lina Mendes                                                                                |              |              | Recorrente   | Recorrente   | Participação |              |              |              |              |  |  |  |  |
| Tracy Brand                                        | Anne Dudek             | Desconhecido                                                                               |              |              | Recorrente   |              |              |              |              |              |              |  |  |  |  |
| Marlize DeVoe / Mecânica                           | Kim Engelbrecht        | Desconhecido                                                                               |              |              |              | Recorrente   |              |              |              |              |              |  |  |  |  |
| Matthew Norvock                                    | Mark Sweatman          | Desconhecido                                                                               |              |              |              | Recorrente   | Participação | Participação |              |              |              |  |  |  |  |
| Sharon Finkle                                      | Donna Pescow           | Desconhecido                                                                               |              |              |              | Recorrente   |              |              |              |              |              |  |  |  |  |
| Amunet Black / Forja                               | Katee Sackhoff         | Desconhecido                                                                               |              |              |              | Recorrente   |              |              |              |              |              |  |  |  |  |
| Oficial Jones                                      | Klarc Wilson           | Desconhecido                                                                               |              |              |              | Participação | Recorrente   |              |              |              |              |  |  |  |  |
| Vanessa Ambres                                     | Lossen Chambers        | Desconhecido                                                                               |              |              |              |              | Recorrente   |              |              |              |              |  |  |  |  |
| Grace Gibbons / Cicada II                          | Islie Hirvonen         | Desconhecido                                                                               |              |              |              |              | Recorrente   |              |              |              |              |  |  |  |  |
| Grace Gibbons / Cicada II                          | Sarah Carter           | Desconhecido                                                                               |              |              |              |              | Recorrente   |              |              |              |              |  |  |  |  |
| Kamilla Hwang                                      | Victoria Park          | Desconhecido                                                                               |              |              |              |              | Recorrente   | Recorrente   | Recorrente   | Participação | Participação |  |  |  |  |
| Ramsey Rosso / Hemoglobina                         | Sendhil Ramamurthy     | Desconhecido                                                                               |              |              |              |              |              | Recorrente   |              |              | Participação |  |  |  |  |
| Daisy Korber                                       | Stephanie Izsak        | Desconhecido                                                                               |              |              |              |              |              | Recorrente   | Recorrente   | Recorrente   | Recorrente   |  |  |  |  |
| Esperanza Garcia / Ultraviolet                     | Alexa Barajas          | Desconhecido                                                                               |              |              |              |              |              | Recorrente   | Participação | Participação |              |  |  |  |  |
| Alexa Rivera / Fuerza                              | Sara Garcia            | Desconhecido                                                                               |              |              |              |              |              |              | Recorrente   | Participação |              |  |  |  |  |
| Bashir Malik / Psych                               | Ennis Esmer            | Desconhecido                                                                               |              |              |              |              |              |              | Recorrente   | Participação |              |  |  |  |  |
| Deon Owens                                         | Christian Magby        | Desconhecido                                                                               |              |              |              |              |              |              | Recorrente   | Recorrente   |              |  |  |  |  |
| Kristen Kramer                                     | Carmen Moore           | Desconhecido                                                                               |              |              |              |              |              |              | Recorrente   | Recorrente   | Recorrente   |  |  |  |  |
| Sue Dearbon                                        | Natalie Dreyfuss       | Desconhecido                                                                               |              |              |              |              |              | Participação | Participação | Recorrente   |              |  |  |  |  |
| Arielle Atkins                                     | Jessica Hayles         | Desconhecido                                                                               |              |              |              |              |              |              | Recorrente   |              |              |  |  |  |  |
| Bart West-Allen                                    | Jordan Fisher          | Desconhecido                                                                               |              |              |              |              |              |              | Recorrente   |              |              |  |  |  |  |
| Despero                                            | Tony Curran            | Desconhecido                                                                               |              |              |              |              |              |              |              | Recorrente   |              |  |  |  |  |
| Taylor Downs                                       | Rachel Drance          | Desconhecido                                                                               |              |              |              |              |              |              |              | Recorrente   | Recorrente   |  |  |  |  |
| Mona Taylor / Queen                                | Agam Darshi            | Desconhecido                                                                               |              |              |              |              |              |              |              | Recorrente   |              |  |  |  |  |
| Tinya Wazzo / Phantom Girl                         | Mika Abdalla           | Desconhecido                                                                               |              |              |              |              |              |              |              | Recorrente   |              |  |  |  |  |
| Meena Dhawan / Fast Track                          | Kausar Mohammed        | Desconhecido                                                                               |              |              |              |              |              |              |              | Recorrente   |              |  |  |  |  |
| Owen Mercer / Capitão Bumerangue                   | Richard Harmon         | Desconhecido                                                                               |              |              |              |              |              |              |              |              | Recorrente   |  |  |  |  |
| Ryan Wilder / Batwoman / Morte Escarlate           | Javicia Leslie         | Desconhecido                                                                               |              |              |              |              |              |              |              |              | Recorrente   |  |  |  |  |
| Andrea Wozzeck / Fiddler                           | Magda Apanowicz        | Desconhecido                                                                               |              |              |              |              |              |              |              |              | Recorrente   |  |  |  |  |

## Elenco Principal

### Barry Allen / The Flash / Savitar

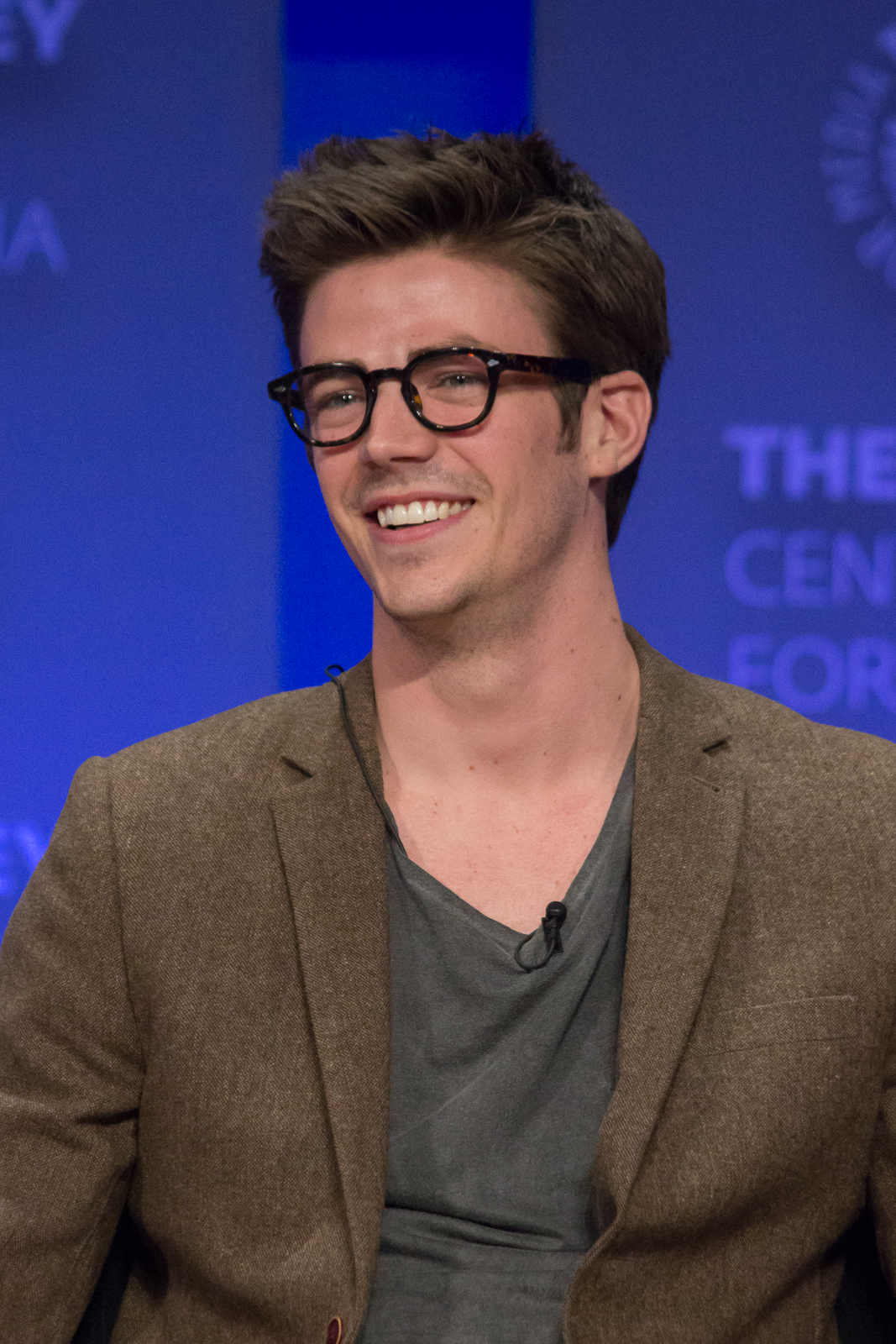
Grant Gustin

Bartholomew Henry "Barry" Allen (Grant Gustin) é o principal protagonista da série. Ele é um cientista florense (CSI) do Departamento de Polícia da Central City (CCPD) que a noite se torna o Flash. Barry sofreu um trauma quando criança (interpretado por Logan Williams) quando sua mãe, Nora, é assassinada pelo Flash Reverso e seu pai, Henry, é acusado pelo crime. Joe West se torna o pai adotivo de Barry, que tenta descobrir o que aconteceu naquela noite. Ele aparece pela primeira vez em Arrow, investigando um crime relacionado a meta-humanos em Starling City. Barry é um grande fã do Arqueiro e descobre que Oliver Queen é o vigilante, e se tornam bons amigos ao longo do tempo. Após retornar de Starling City para Central City, Barry é atingido em seu laboratório por um raio afetado pela matéria escura da explosão do acelerador de partículas dos laboratórios S.T.A.R..
Na primeira temporada, Barry acorda de um coma de nove meses e se vê com uma velocidade sobre-humana. Ele usa seus novos poderes para combater o crime e caçar outros meta-humanos em Central City como um super-herói mascarado conhecido como Flash, enquanto tenta descobrir o assassino de sua mãe. Ele revela seus sentimentos por sua amiga de infância Iris West, complicando uma amizade com Eddie Thawne. Barry encontra com um jornal de 2024 no Cofre do Tempo nos Laboratórios S.T.A.R. e descobre que ele pode eventualmente se casar com Iris. Ele se torna um bom amigo de Cisco Ramon, Caitlin Snow e seu ídolo e mentor Dr. Harrison Wells em missões. Embora Wells aconselhe Barry sobre como se adaptar e aumentar seus poderes, Barry desconfia de Wells, especialmente do seu conhecimento sobre velocidade, que é muito maior do que o cientista deveria saber e, eventualmente, descobre que seu mentor é Eobard Thawne (também conhecido como Flash Reverso) disfarçado. Depois que Wells é desmascarado, Barry é informado sobre o plano de Thawne de usar a velocidade do Flash e o acelerador de partículas para gerar um portal para o futuro (permitindo que Barry retorne à noite do assassinato de Nora para impedir). Barry viaja no tempo, mas é avisado por seu eu mais velho para não interferir. Como resultado, ele deixa o tempo seguir seu curso natural, mas usa sua viagem no tempo para se despedir de Nora antes de morrer. Barry retorna ao presente e luta com o Flash Reverso, impedindo-o de retornar ao futuro. Quando Barry está quase morto, Eddie se sacrifica para destruir Thawne. Isso cria um buraco negro em miniatura, que Ronnie Raymond para com sua própria vida.
Na segunda temporada, Barry está recluso após a morte de Eddie e Ronnie, até que uma experiência de quase morte o convence a trabalhar com seus amigos novamente. Ele descobre a confissão gravada por seu ex-mentor spbre assassinato de Nora que deixa Henry livre de todas as acusações, e deixando para Barry  a fortuna e recursos dos laboratórios S.T.A.R.. Mesmo rico, Barry escolhe continuar trabalhando para o CCPD enquanto usa o dinheiro de Wells para financiar as atividades dele e de seus aliados. Barry e sua equipe logo descobrem o multiverso quando os meta-humanos da Terra-2 o atacam sob ordens de Zoom, recebendo ajuda do Dr. Harrison "Harry" Wells da Terra-2. Barry luta com sua escolha de não salvar Nora e seu ódio por Eobard, e aceitando Harry como amigo ao saber que o mesmo está tentando salvar Jesse Wells. O grupo é auxiliado por Jay Garrick antes de descobrirem que o Flash da Terra-2 é na verdade um clone remanescente do tempo de Hunter Zolomon (também conhecido como Zoom) que está roubando a Força de Aceleração de Barry para curar uma doença terminal. Depois de sacrificar seus poderes para salvar Wally West de Zoom, Harry ajuda Barry a recriar os eventos que lhe deram velocidade, mas Barry desaparece na Força de Aceleração, pois o ajuda a se afastar da morte de Nora. Depois de retornar e derrotar o exército de Zoom, Barry é forçado a assistir a morte de Henry nas mãos de Zolomon em sua casa de infância. Ele vinga a morte de seu pai atraindo os Espectros do Tempo para pegarem Zolomon e levá-lo para Força de Aceleração, transformando-o no Flash Negro. Depois de libertar o verdadeiro Jay Garrick (o  doppelgänger da Terra 3 de Henry), Barry volta no tempo para evitar a morte de Nora sem considerar as consequências.
Na terceira temporada, Barry cria a nova linha do tempo o "Ponto de Ignição", na qual ele não é mais o Flash. Nesta linha do tempo, Barry é um CSI sem nenhuma conexão com a família West. As memórias de Barry são substituídas pela nova linha do tempo, além de perder seus poderes, forçando Barry a liberar o Flash Reverso, a fim de restaurar a linha do tempo. Barry descobre que suas ações fizeram grandes diferenças na linha do tempo e ele volta no tempo novamente, na tentativa de restaurar ainda mais a linha do tempo original. Garrick interrompe Barry e o convence a viver com seus erros ao criar a linha do tempo "Ponto de Ignição". Enquanto Barry aceita a transição de Wally para o Kid Flash, Barry luta contra a tentação de usar seus poderes para obter ganhos pessoais. Suas lutas pioram ao saber a identidade de Savitar, que é um clone remanescente de uma versão futura de si mesmo. Depois que seu remanescente do tempo é morto, Barry toma o lugar de Savitar na prisão da Força de Aceleração. Ele nomeia Wally como o novo Flash antes de sair.
Na quarta temporada, Barry está preso na Força de Aceleração por seis meses até ser libertado depois que a Cisco construiu um dispositivo que imitava sua essência para que ele pudesse ocupar seu lugar lá. Inicialmente, ele aparentemente perdeu a sanidade devido ao tempo que passou na Força de Aceleração. Mas depois que Iris é sequestrada por um samuroide enviado por alguém misterioso, Barry resgata Iris e sua saúde é restaurada. Ele afirma que não tem lembranças de sua loucura inicial. Barry e a equipe mais tarde percebem que quem enviou o samuroide está os perseguindo e manipulou estrategicamente os eventos que cercam o retorno de Barry, criando doze novos meta-humanos para desafiá-los por um objetivo ainda a ser conhecido. Barry descobre que o culpado é Clifford DeVoe, também conhecido como Pensador. Depois de derrotar os invasores da Terra-X, Barry e Iris são casados por John Diggle. No entanto, DeVoe acusa Barry por assassinato logo depois; não querendo arriscar comprometer seus entes queridos e aliados, revelando seus segredos, Barry se deixa condenar à prisão perpétua na Penitenciária de Iron Height pelo juiz Hankerson, permanecendo na cela de seu falecido pai. Um mês depois, Ralph Dibny usa o poder de mudança de forma para personificar DeVoe e ajudar a livrar Barry de todas as acusações. Através de sua prisão, Barry descobre que DeVoe precisa roubar os poderes dos metahumanos de ônibus para seu esquema. Barry é forçado a tirar uma licença do CCPD por causa de suspeitas persistentes e se torna um investigador particular com Ralph. Barry também descobre que poderia emprestar sua velocidade a pessoas próximas, permitindo que elas entrassem em seu Flashtime.
Na quinta temporada, Barry retorna ao CCPD depois que o Time Flash foi capaz de provar a existência do Pensador, mas fica tem de lidar com um novo problema inesperado quando sua filha Nora West-Allen chega do futuro, querendo mudar os eventos que levam a Barry desaparecer no futuro. Mas por causa de sua experiência no Ponto de Ignição, Barry teme que Nora esteja cometendo o mesmo erro que ele. Barry também enfrenta ameaça da serial killer metahumana, Cicada, criada inadvertidamente pelas ações da viagem no tempo de Nora, prova que sua futura filha poderia ser potencialmente um perigo para todos devido à irresponsabilidade, apesar das intenções de Nora; esse medo é validado quando Barry e Iris descobrem a parceria de Nora com Eobard Thawne. Depois de Nora brevemente visitá-ló preso, Barry envia sua filha de volta para casa por desconfiança. Mais tarde, ele a perdoa após uma conversa com Iris. Depois que Cicada é derrotada, Barry e Iris ficam arrasados ao descobrir que a nova linha do tempo apagou Nora. Os dois assistem a um vídeo que ela deixou, agradecendo por ter experimentado ser um super-herói. O jornal do Cofre do Tempo sobre a próxima crise muda de 2024 para 2019.
- Gustin também interpreta o doppelgänger não-metahumano de seu personagem da Terra-2 (um CSI doutorado da CCPD que é casado com Iris),[1] e uma versão alternativa do Flash de 2024 que foi morto em suas batalhas contra Savitar.

### Iris West-Allen

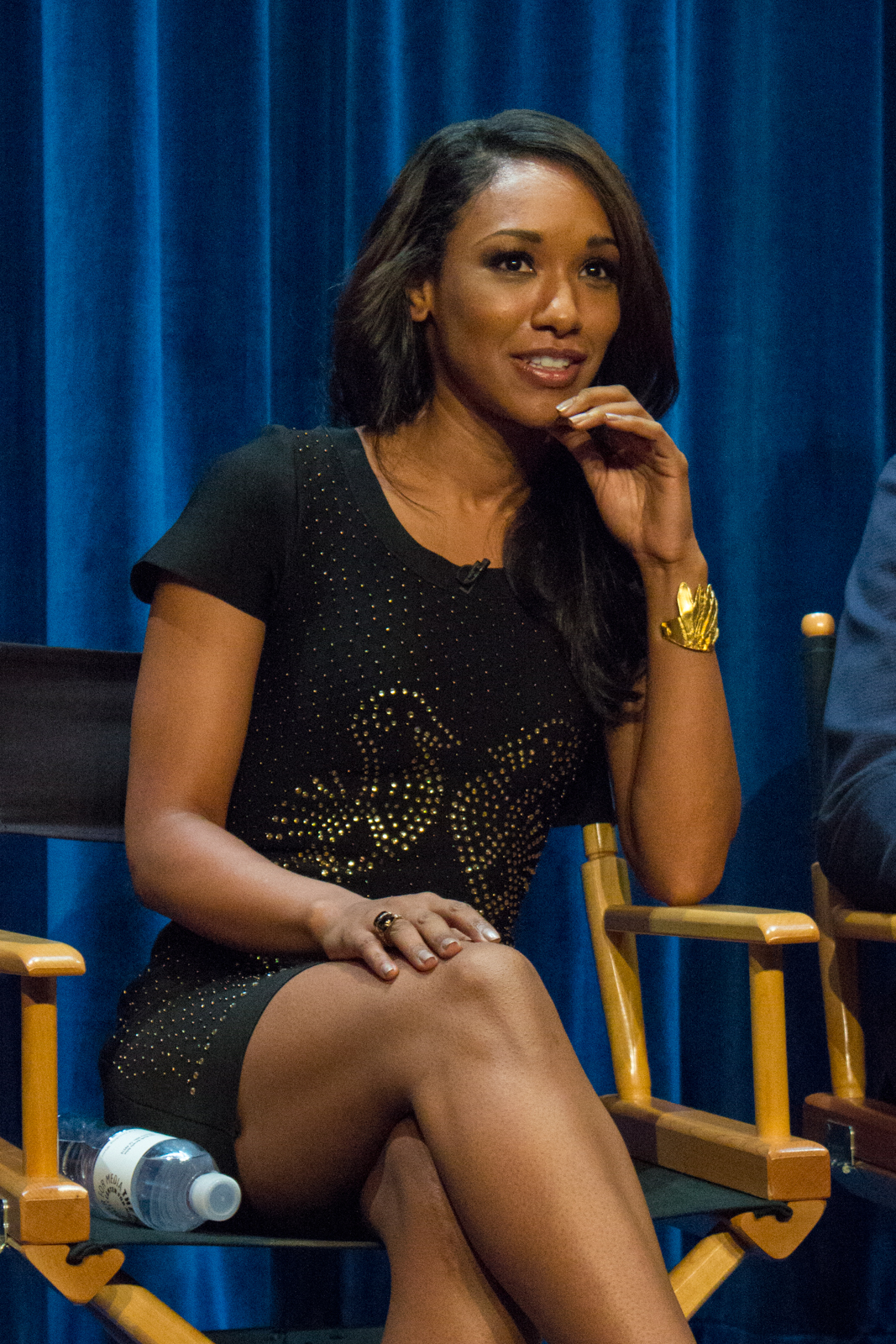
Candice Patton

Iris Ann West (Candice Patton) é filha do detetive Joe West e “irmã” do Barry Allen. Ela é baseada no personagem da DC Comics de mesmo nome.
Na primeira temporada, Iris é uma barista que estuda jornalismo, que pela persuasão de Barry, inicia um blog público sobre "The Streak". Ela se torna repórter investigativa do Central City Picture News através da sua fama no blog. Iris, fascinada pelo Flash, quer aprender mais sobre ele. Ela começa a namorar o parceiro de seu pai, Eddie Thawne, enquanto Barry está em coma. Quando Barry admite seus sentimentos por ela, ela fica em conflito. Mais tarde, ela confessa seu amor por Barry, mas ele volta no tempo e nega os eventos daquele dia. Iris descobre que Barry é o Flash depois que ele a salva do Flash Reverso. Ela se sente traída por Barry por guardar segredos e mais chateada com o pai por conspirar com ele. Iris escolhe Eddie, e ela e Barry decidem deixar as coisas acontecerem entre eles naturalmente. No entanto, Eddie se mata para impedir o Flash Reverso de nascer.
Na segunda temporada, Iris se envolve mais com a equipe dos laboratórios S.T.A.R.. Ela incentiva Barry a buscar um relacionamento com Patty Spivot. Iris descobre que sua mãe está em estado terminal e deu à luz um filho, Wally, depois de abandonar sua família. Ela conta ao pai sobre Wally, e eles o conhecem no Natal. Iris perdoa a mãe no leito de morte e se une a Wally depois que ela salva a vida dele. Ela aceita a morte de Eddie depois de ver sua mensagem em vídeo (gravada por Barry quando ele viaja no tempo), na qual ele diz a ela o quão feliz ela o faz.
Na terceira temporada, durante a linha do tempo do Ponto de Ignição, Iris ajuda Wally, que luta contra o crime como o Flash e não faz ideia de quem é Barry. Na linha do tempo redefinida, Iris se reconcilia com Joe depois que Barry revela as mudanças. Num futuro alternativo Iris é morta por Savitar, mas Barry tenta impedir seu assassinato. Por fim, H.R. toma seu lugar para Savitar matar-ló, o que muda o futuro. Ela, junto com Barry, tenta reprimir Savitar, outra versão de Barry, mas ele continua seu plano e ataca Barry. Iris atira em Savitar pelas costas para salvar Barry.
Na quarta temporada, Iris assume um papel de liderança dos laboratórios S.T.A.R., trabalhando com Cisco e Wally quando Barry está na Força de Aceleração. Ela era inflexível contra trazer Barry de volta da Força de Aceleração pensando que ele estava morto. Depois que Barry retorna pois, seus melhores amigos Cisco Ramon é Caitlin Snow tiraram ele da força de aceleração,após Íris negar, o casamento na igreja de Barry e Iris é interrompido por invasores da Terra-X, e Barry e Iris são casados por John Diggle. No entanto, os DeVoes acusam Barry de assassinato logo depois, levando os amigos de Barry a tentar provar sua inocência.
Na quinta temporada, Iris e Barry conhecem sua futura filha Nora. Iris descobre que seu eu no futuro implantou um amortecedor de poder em Nora desde a infância para esconder seus poderes. Ela também descobre seu futuro, apesar de ser uma boa mãe, escondeu o fato de que o pai de Nora era o Flash. Isso leva Nora a ter uma percepção negativa da mãe. Iris quer ter um relacionamento com Nora e evitar se tornar a mulher que ela conhecia no futuro. Após a derrota de Cicada, Iris e Barry ficam arrasados ao descobrir que a nova linha do tempo apagou Nora. Os dois assistem a um vídeo que ela deixou em seu livro, agradecendo por ter experimentado ser um super-herói. Sem o conhecimento do casal, as mudanças na linha do tempo também fazem com que o artigo de jornal sobre a "Crise", em 2024, que a futura Iris escreveu, muda, fazendo com que o evento ocorra em 2019. Com os apoios e as finanças de Barry, Iris fundou seu própria empresa de jornal, o Cidadão de Central City.
Na sexta temporada, Iris e Barry continuam feridos pela perda de Nora, apesar da expectativa de que uma versão dela possa nascer no futuro. Mantendo sua promessa a Nora, Iris promete apoiar sua filha a nascer para se tornar XS em memória de Nora. Ela também luta para manter a empresa funcionando e contratou a fotógrafa Kamilla Hwang e a repórter metahumana Allegra Garcia.
- Patton também interpreta o doppelgänger de seu personagem da Terra-2 uma detetive da CCPD que é casada com Barry.[1] Lamentando a morte do pai, Iris se consolá depois de ajudar o Time Flash a lidar com o Zoom.

### Caitlin Snow / Nevasca

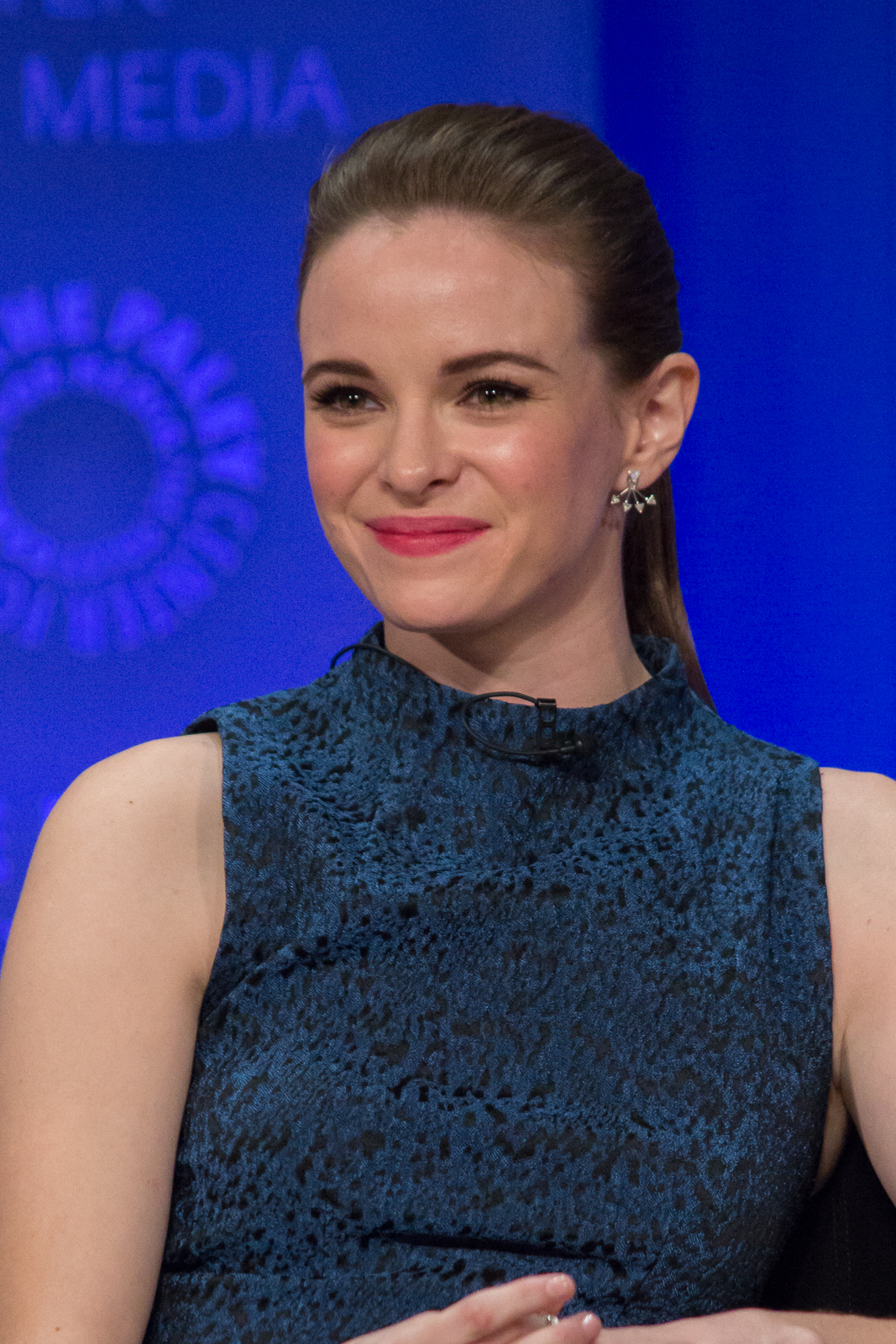
Danielle Panabaker

A Dra. Caitlin "Cait" Snow (Danielle Panabaker) é uma bioengenheira que trabalha nos laboratórios S.T.A.R. e é filha dos cientistas Thomas Snow e Carla Tannhauser. Ela é baseada no personagem da DC Comics de mesmo nome.
Na primeira temporada, ela fornece o suporte médico para a equipe de Barry Allen. Caitlin lamenta a morte de seu noivo Ronnie Raymond, que ela perdeu na explosão do acelerador de partículas. Depois deentender sua perda, ela se torna mais compassiva e gentil. Ela descobre que Ronnie sobreviveu e se fundiu com o professor Martin Stein no metahumano Nuclear. Caitlin convence Stein a deixar sua equipe ajudar-lós a separar os dois, o que é bem sucedido. Ronnie e Stein deixam Central City após um encontro com o general Wade Eiling. Depois que o Dr. Harrison Wells é exposto como o Flash Reverso, Caitlin fica cética até que Cisco e Joe encontram o verdadeiro cadáver de Harrison e descobrem a verdadeira identidade de seu mentor. Ronnie e Caitlin se casam quando seu noivo retorna para ajudar Barry e Oliver Queen contra o Flash Reverso.
Na segunda temporada, Caitlin é viúva após o sacrifício de Ronnie para parar a singularidade. Ela trabalha nos laboratórios Mercury antes de retornar aos laboratórios S.T.A.R. para ajudar Barry contra o Zoom. Ela não é certa em relação ao Dr. Harrison "Harry" Wells da Terra-2 e inicia um relacionamento romântico com Jay Garrick, o Flash da Terra-2. Caitlin e Harry desenvolvem a "Velocidade-6" para garantir velocidade temporária, uma vez que ela descobre que Jay está morrendo. É aperfeiçoado para o Velocidade-9, que repara as células danificadas de Jay e restaura a velocidade de seu interesse amoroso. Caitlin fica arrasada quando a equipe descobre que Jay é realmente Hunter Zolomon, também conhecido como Zoom. Hunter sequestra Caitlin para trazê-la para a Terra-2. Depois de conhecer sua doppelgänger Nevasca e quase ser assassinada, Hunter leva Caitlin à Terra-1 para assistir Zoom conquistar tudo. Hunter tenta manipulá-la para se tornar mal, acreditando que Caitlin tem escuridão dentro dela. Caitlin retorna aos laboratórios S.T.A.R. ilesa para ajudar o Time Flash, embora depois ela sofra um distúrbio de estresse agudo, tendo visões de Zoom.
Na terceira temporada, ela é oftalmologista pediátrica na linha do tempo do Ponto de Ignição. Na linha do tempo redefinida, Caitlin desenvolveu habilidades criocinéticas, sobre as quais ela tem muito pouco controle. Seus lábios ficam azuis e seu cabelo fica branco, o que leva Caitlin a usar algemas para amortecer seus poderes. Cisco vibra seu futuro como Nevasca, e Caitlin revela seus poderes para a equipe, com Barry se culpando por sua condição depois. Caitlin usa seus poderes para resgatar Barry de Savitar, o que piora sua condição. Seus poderes em desenvolvimento têm efeitos psicológicos, que a levam a desenvolver uma forma de transtorno dissociativo de identidade. Apesar dos esforços de Julian Albert, a personalidade de Nevasca assume e se alinha com Savitar depois de do mesmo se revelar como um remanescente de Barry. Savitar faz Nevasca matar o Flash Negro com seus poderes. No entanto, Caitlin recupera o controle sobre si mesma e ajuda o Time Flash contra Savitar. Apesar de Julian e sua mãe desenvolverem uma cura para sua condição, Caitlin sai para 'se encontrar'. Em 2024 alternativo, Nevasca é uma prisioneiro metahumana.
Na quarta temporada, Caitlin ajudou a Cisco a trazer Barry de volta da Força de Aceleração. Ela tem melhor controle de seus poderes, que podendo suprimir à vontade. Ela luta pelo controle com sua personalidade Nevasca como resultado da cura, o que parcialmente funcionou. Caitlin também tem problemas com o lado criminoso da cidade depois de trabalhar para o criminosa metahumana Amunet Black quando Barry estava na Força de Aceleração. Iris ajuda as duas personalidades de Caitlin a se aceitarem. No entanto, Caitlin perde seus poderes depois de uma briga com Clifford DeVoe. Após uma briga com Siren-X, Caitlin vê em uma análise que a Nevasca ainda está nela e trabalha para encontrar uma maneira de trazê-la de volta. Enquanto isso, ela usa um armamento crônico da Cisco que simula o uso de seus poderes perdidos. Amunet teoriza que Caitlin não conseguiu acessar a Nevasca devido ao efeito placebo. Após a derrota de Norvak, Caitlin diz a Joe West sobre essa teoria e planeja testá-la. Mais tarde, Caitlin pede à Cisco para ajudar-lá com uma lembrança de que ela se transformou em Nevasca quando era criança; portanto, ela já era uma metahumana muito antes da explosão do acelerador de partículas e as ações de Barry no tempo não são responsáveis por sua condição como se acreditava anteriormente.
Na quinta temporada, enquanto Caitlin trabalha para restaurar sua personalidade de Nevasca, ela descobre que Thomas ainda pode estar vivo. Além disso, Caitlin suspeita que seus pais secretamente estevam cientes dos desenvolvimentos de seus poderes criocinéticos. Caitlin se torna Nevasca novamente durante a luta com a forma de sincelo de seu pai; portanto, Caitlin herdou seus poderes de Thomas; ela seria a Nevasca de qualquer maneira, mesmo que Barry resistisse à tentação de manipular a linha do tempo. Caitlin recebeu seus poderes depois que seu pai tentou curar sua ELA com tratamentos criogênicos, e seu alter-ego a chamou de persona metahumana 'Khione', em homenagem a uma ninfa da mitologia grega. Depois que Icicle escapa, Caitlin mostra uma análise em que foi revelado que DeVoe usava o poder de Brain Storm e não o poder de Melting Pot para suprimir a Nevasca. Ela também descobre que, apesar de ser um metahuman, seus poderes não são originários da matéria escura, e isso lhe dá imunidade ao punhal de amortecimento do poder de Cicada, porque ele só pode anular os poderes dos metahumanos movidos a matéria escura. Usando um dispositivo mental na testa, Caitlin ouve a voz da Nevasca enquanto afirma que eles têm muito o que fazer. Nevasca mais tarde ajuda na luta contra as diferentes Cicadas, com a segunda matando seu pai.
- Panabaker também interpreta  o doppelgänger de sua personagem da Terra-2, a vilã metahumana de seu personagem, Nevasca, a esposa de Morte Nuclear (Ronnie Raymond da Terra-2) e trabalha para Zoom junto com Reverb.[1] Ela não terminou a faculdade de medicina e se tornou criminosa. Após a explosão do acelerador de partículas na Terra-2, ela desenvolve os poderes da criocinese como a Nevasca. Seus poderes tornaram seus cabelos brancos e seus lábios e olhos azuis; ela é incapaz de tocar em alguém sem expô-los a temperaturas abaixo de zero absolutas e matá-los. A única pessoa imune a isso é o Morte Nuclear. Traindo inicialmente os inimigos de Zoom da Terra-1, Caitlin os ajuda a escapar da Terra-2. Depois de Zoom assassinar o Morte Nuclear, Caitlin tenta assassinar seu doppelgänger por vingança; Zoom a mata por isso.

### Eddie Thawne

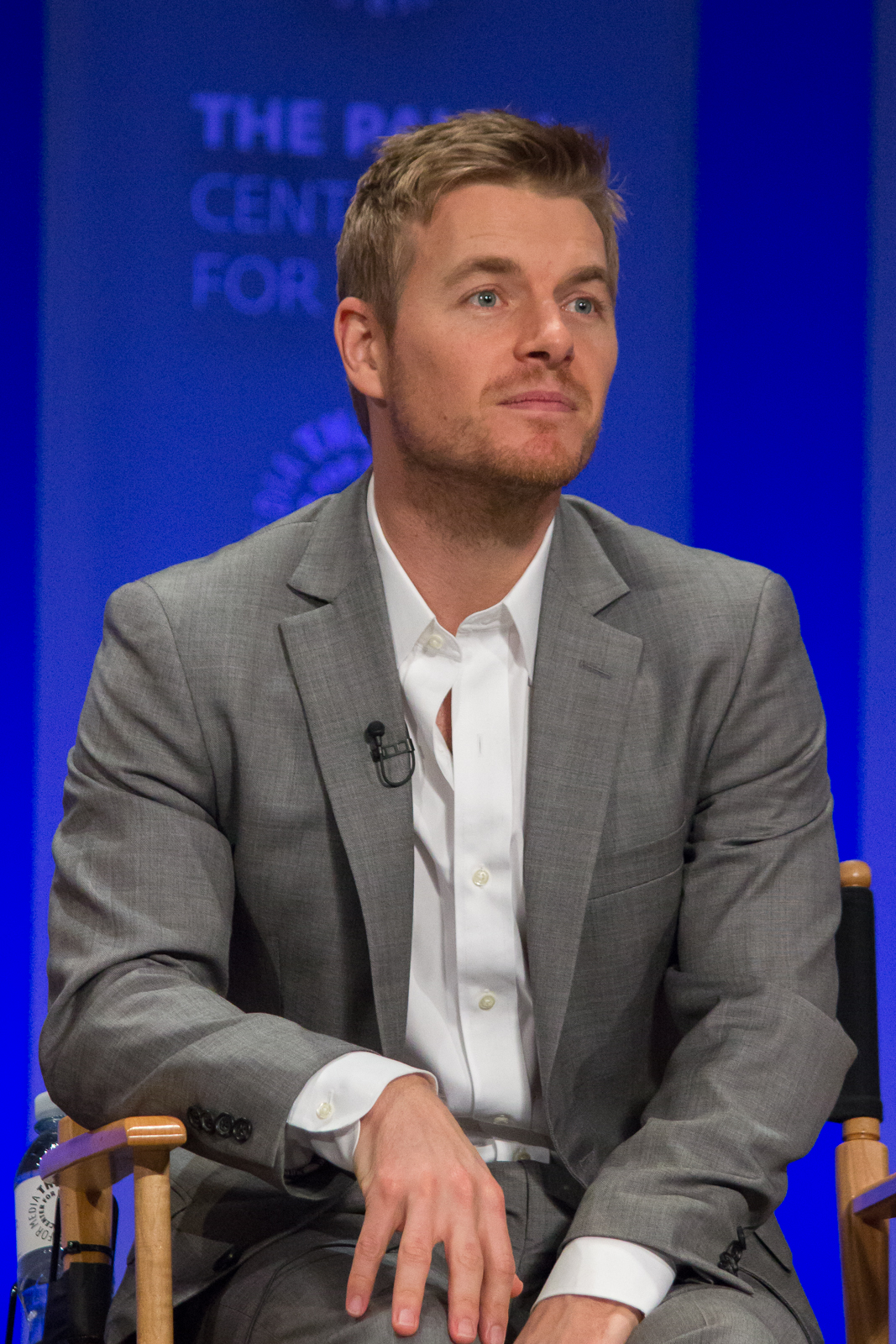
Rick Cosnett

Edward "Eddie" Thawne (Rick Cosnett) é um detetive da CCPD que se transferiu de Keystone City.
Na primeira temporada, Eddie é o parceiro de Joe West e o namorado de Iris West. Ele está inicialmente com ciúmes por causa do vínculo de infância de Barry Allen com Iris. Eddie desconfia dos verdadeiros sentimentos de Barry por Iris, apesar das negações, embora Barry e Eddie acabem por ser bons amigos. Eddie ensina Barry a lutar boxe, o que (além dos treinamentos de Oliver Queen) ajuda Barry a ser um combatente capaz. Eddie inicialmente vê o Flash como uma ameaça e é chefe de uma força-tarefa dedicada à captura do Flash. Ele muda sua percepção sobre o Flash após uma experiência de quase morte com o Flash Reverso. Mais tarde, ele descobre a identidade secreta de Barry e ajuda na investigação de Harrison Wells como o Flash Reverso. Eddie também descobre que é um ancestral de Eobard Thawne e que Iris pode se casar com Barry. Mas depois de uma conversa com Martin Stein, Eddie percebe que o futuro não está definido e escolhe parar o Flash Reverso, matando a si mesmo, morrendo nos braços de Iris e apagando da existência seu descendente sociopata. Seu corpo é sugado para um buraco de minhoca causado pelas manipulações de Eobard.
Na segunda temporada, Eddie aparece brevemente em uma visão como resultado da culpa de Barry por sua morte, e um memorial é montado no recinto em sua homenagem. Eddie mais tarde aparece novamente quando Barry viaja de volta no tempo. Barry faz uma mensagem de vídeo com Eddie para que Iris possa aceitar sua morte e seguir em frente.
Na terceira temporada, a Força de Aceleração usa a forma de Eddie para ajudar Barry a perceber o verdadeiro significado do sacrifício.
O nome do personagem é referenciado na Terra-2 a partir de uma lista de contatos em um telefone na casa de Barry e Iris, implicando a existência de seu doppelgänger na Terra-2.
Cosnett foi originalmente escalado para interpretar Jay Garrick no piloto antes que o personagem fosse mudado para Eddie Thawne.

### Cisco Ramon / Vibro

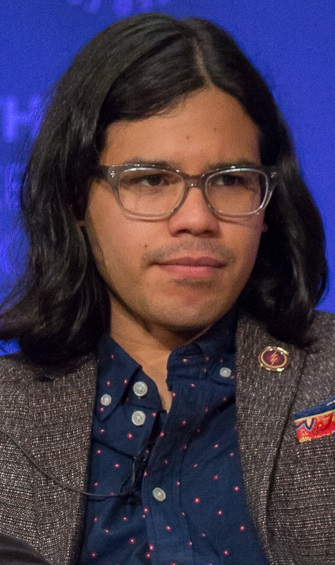
Carlos Valdes

Francisco Baracus "Cisco" Ramon (Carlos Valdes) é um gênio da engenharia mecânica que trabalha nos laboratórios S.T.A.R., também conhecido pelo codinome de super-herói Vibro. Ele é baseado no personagem da DC Comics de mesmo nome.
Na primeira temporada, Cisco é cientista dos laboratórios S.T.A.R., e tem um humor cômico muito descontraído, pois cita e faz alusão regularmente a filmes e thrillers de ficção científica. Ele gosta de apelidar os vilões metahumanos que eles enfrentam e passa a considerar isso seu próprio privilégio pessoal. Ele desenvolve equipamentos e um arsenal para Barry e seus aliados vigilantes. Cisco forma um vínculo amigável com Ray Palmer (o Átomo) por causa de seus intelectos geniais e é admirador de Dinah Laurel Lance (a (Canário Negro)). Cisco está em más condições com seu irmão Dante. Apesar de sua estreita amizade com Barry, Cisco tem medo dos metahumanos e teme que seu amigo possa ser desonesto como seus inimigos. Ele desenvolve várias medidas, incluindo armas crônicas e de calor, para combater os poderes do Flash, mas elas são roubadas pelos criminosos Leonard Snart e Mick Rory para esse mesmo objetivo. Embora Wells o considere um filho substituto, Wells mata a Cisco por descobrir a verdadeira identidade de Wells. Barry mais tarde redefine a linha do tempo, mas a Cisco mantém a memória de seu assassinato e o conhecimento da verdadeira identidade do Flash Reverso dentro de seu subconsciente. Mais tarde,  Cisco descobre que isso ocorre que ele também foi afetado pela explosão do acelerador de partículas, tornando-se um metahumano com a capacidade de ver cronogramas e realidades alternativos.
Na segunda temporada, a Cisco é consultor técnica e armador da força-tarefa metahumana do CCPD, construindo meios para combater os super-criminosos. Ele freqüentemente trabalha com Joe West. As habilidades metahumanas de Cisco se desenvolvem ainda mais, permitindo que ele tenha visões (ou vibrações), incluindo pré-reconhecimento. Ele usa suas habilidades para localizar os metahumanos da Terra-2 através do toque, embora ele ainda não esteja no controle total deles. Martin Stein é o primeiro a descobrir seu segredo. Cisco é forçado a revelar seus poderes à equipe por causa de Harry Wells, da Terra-2. Cisco adota o codinome "Vibro" e recebe um visor adaptado que pode ajudá-lo a controlar seus poderes. Ele inicialmente luta para confiar em Harry devido à sua experiência com Eobard, mas ele percebe que Harry não é como Eobard. Ele ainda não consegue se dar bem com Harry devido a personalidades contrastantes, e admite que Eobard era um cara mais legal. Ele namora brevemente Kendra Saunders. Depois de encontrar seu doppelgänger na Terra 2, Reverb, Cisco teme que ele também esteja no caminho de se tornar um vilão. No entanto, a Cisco trabalha para aproveitar seus poderes para fins heróicos. Cisco também conhece o doppelgänger Terra-2 de seu irmão, Rupture, após Zoom o enquadrar pela morte de Reverb. Depois disso, Cisco e Dante se reconciliam. Durante um encontro com o doppelgänger Terra-2 do Canário Negro, Sereia Negra, a Cisco usa brevemente um poderoso ataque sônico contra ela. Ele também desenvolve a capacidade de abrir portais para universos paralelos.
Na terceira temporada, a Cisco é um magnata da tecnologia bilionário na linha do tempo do Ponto de Ignição, lucrando com suas invenções, mas também secretamente ajudando Flash (Wally West) e Iris. Na linha do tempo redefinida, Cisco está aceitando a morte de seu irmão, mas sua tristeza piora quando a Cisco descobre que Barry foi inadvertidamente responsável pela morte de Dante: a amizade deles fica tensa por um tempo. No entanto, Cisco e Barry se reconciliam depois que a Cisco inadvertidamente altera a história para pior durante a invasão dos Dominadores. A Cisco começa a usar seus poderes mais, mas ele se recusa a utilizar o potencial destrutivo deles como Reverb. Ele ganha confiança de que não está no mesmo caminho que seu doppelgänger da Terra-2 e constrói um protótipo antes da morte de Dante. A recusa da Cisco em usar totalmente seus poderes contra Nevasca lhe dá uma vantagem psicológica sobre ele. Sua rejeição de seu lado sombrio eventualmente inspira Caitlin a fazer o mesmo. A Cisco compartilha um romance com Cynthia Reynolds (Cigana), uma caçadora de recompensas metahumanas da Terra-19. A Cisco também luta para construir uma amizade com Harrison "H.R." Wells da Terra-19, não por causa de sua experiência com Eobard Thawne, mas porque ele e Harry o veem como um incômodo. Em uma versão alternativa da linha do tempo de 2024, a Cisco perdeu as mãos e, portanto, o uso de seus poderes, após a luta com Nevasca, ele os substituiu por próteses cibernéticas e ficou desanimado depois que os ataques de Savitar deixaram Central City sem um senso de esperança.
Na quarta temporada, a Cisco conseguiu trazer Barry de volta da Força de Aceleração, após seis meses construindo um dispositivo que espelha a essência de Barry - com a ajuda de Felicity, Harry, Caitlin, Tracy, Christina "Tina" McGee e Curtis Holt. Depois que Barry é condenado à prisão porque os DeVoes o acusaram de assassinato, a Cisco trabalha com Ralph Dibny, que substitui o Flash como o Homem Borracha. Cisco e Cigana terminam quando percebem que suas carreiras e vidas estão mantendo-os separados.
Na quinta temporada, a Cisco finge a morte de seu alter-ego de super-herói após o ataque de Cigada. Ele é forçado a se despedir da sua vida de heroí e é temporariamente incapaz de usar seus poderes porque os traços de energia da adaga de Cicada os anularam. Com o tempo, antes que seus poderes sejam restaurados, Cisco gosta de ser uma pessoa comum que depende de seu intelecto. Com a ajuda de Ralph,Cisco começa a superar o seu término com a Cigana e vê outras pessoas. No final da temporada, a Cisco recebe a cura metahumana que ele desenvolveu para se livrar de seus poderes, para que ele possa ter um relacionamento normal com sua nova namorada Kamilla.
Na sexta temporada, Cisco se adaptou à vida civil e continua trabalhando como especialista em tecnologia para os laboratórios S.T.A.R. e Departamento de Polícia da Central City. Quando Barry olha o futuro, ele vê a Cisco como Vibro; que mais tarde se tornaria realidade durante a Crise, quando o Monitor restabelecer seus poderes para que ele possa ajudar a evitar a Crise.
- Valdes também interpreta o doppelgänger de seu personagem da Terra-2, o vilão metahumano Reverb, um executor de Zoom e parceiro de Nevasca e Morte Nuclear. Reverb tem mais experiência e controle de seus poderes do que seu eu na Terra 1; ele estava ciente da existência e dos poderes do Vibro mesmo antes do Vibro aparecer na Terra-2. Ele pode manipular vibrações sônicas para criar ondas de choque poderosas de força considerável, e deixa implícito que o nível de poder ultrapassa o de Nevasca e Morte Nuclear, que são intimidados por ele. Ele é morto por Zoom.[1] A tecnologia de viseira do Reverb é pega pelo seu doppelgänger da Terra-1 após sua morte, a qual Harry usa mais tarde seus componentes para modificar a própria viseira do Vibro.
- Valdes também interpreta o doppelgänger de seu personagem da Terra-19, Echo, um hacker responsável pelo assassinato da Cigana. Breacher e seus colegas coletores pensaram que a Cisco era responsável, pois ele e Echo compartilham a mesma face, mas a Cisco é capaz de distrair Echo por tempo suficiente para que os coletores descubram quem é o verdadeiro culpado e para que possam prendê-lo na prisão na Terra-19.

### Harrison Wells

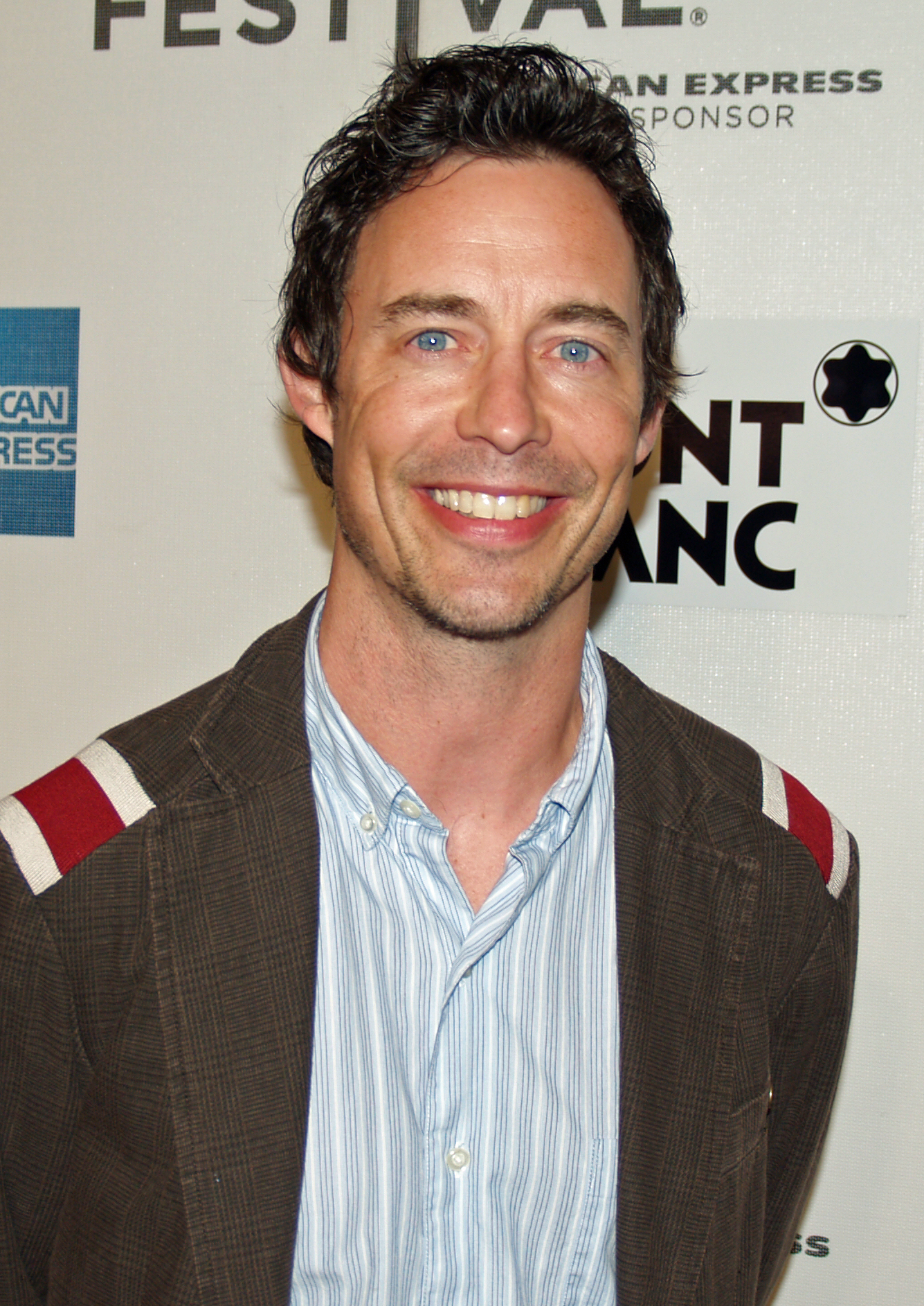
Tom Cavanagh

Harrison Wells (Tom Cavanagh) é, na maioria das terras do Multiverso, a mente e o dinheiro por trás do acelerador de partículas dos laboratórios S.T.A.R. em Central City.
Na primeira temporada, Eobard Thawne mata Harrison Wells e assume sua identidade. Ele então cria um acelerador de partículas que libera energia da matéria escura em Central City, matando vários civis e concedendo a vários indivíduos habilidades metahumanas, incluindo Barry Allen. Nove meses depois, Wells, juntamente com Cisco Ramon e Caitlin Snow, ajuda a desenvolver os poderes de Barry como o Flash e o orienta a aumentar sua velocidade até o limite para encontrar novas soluções para derrubar criminosos metahumanos. Eventualmente, Thawne é exposto e seus planos são frustrados quando ele é apagado da existência depois que seu ancestral Eddie Thawne comete suicídio, embora a existência do Flash Reverso permaneça para preservar a linha do tempo. Na segunda temporada, no testamento de Eobard como Harrison Wells contém uma confissão gravada para Barry, que libera Henry de todas as acusações. Thawne reaparece em temporadas posteriores, ainda usando o rosto de Wells.
A segunda temporada apresenta a versão Terra-2 do Dr. Harrison "Harry" Wells, pai de Jesse Wells. Ele, como Eobard, usou um acelerador de partículas explosivo para criar meta-humanos, incluindo o serial killer psicopata Hunter Zolomon como o velocista Zoom. Harry se recusou a assumir a responsabilidade enquanto lucrava com o desenvolvimento da tecnologia de detecção de metahumanos. Mas quando Zoom seqüestra Jesse, Harry viaja para a Terra-1 para ajudar Barry na luta contra os meta-humanos de Zoom e localizar Jesse. O Time Flash, especificamente Cisco e Joe, desconfia dele por causa da traição anterior de Eobard, e o próprio Harry é enganado por pessoas, sem saber que as ações de Eobard arruinaram o nome e o legado de seu doppelgänger da Terra-1. Harry conhece o eu mais novo do Flash Reverso, suspeitando que o encontro entre eles foi o que causou as ações futuras de Eobard em relação ao seu eu na Terra-1 e levou Harry a odiar Thawne. Harry é extorquido por Zoom a desenvolver um dispositivo para roubar a velocidade do Flash em troca da vida de sua filha, uma façanha que nem o Flash Reverso conseguiu. Mas Harry confessa sua colaboração com Zoom e ganha a ajuda de Barry e Cisco para resgatar Jesse da Terra-2; Harry e Jesse então buscam refúgio na Terra-1. Depois que a velocidade de Barry é sacrificada para Zoom para salvar Wally West, Harry recria um acelerador de partículas em miniatura para ajudar Barry a recuperar esses poderes. Embora a explosão do acelerador faça com que Barry desapareça e sua matéria escura afete Wally e Jesse, Harry finalmente localiza Barry na Força de Aceleração; com a ajuda de Cisco e Iris, Harry traz Barry de volta e Barry acorda Jesse do coma. Após a derrota de Zoom, Harry e Jesse retornam à Terra-2 com Jay Garrick, prometendo ajudar o Flash da Terra-3 a retornar à sua própria Terra. Harry retorna no início da terceira temporada, depois que é revelado que Jesse desenvolveu super velocidade como resultado do acelerador, mas Harry pede à equipe que fale com sua filha sobre a perseguição de heroísmo. Depois que Barry e Jesse são forçados a se unir, Harry se torna mais favorável a isso. Harry ajuda Joe a proteger Iris depois que eles chegam na Terra-2 para se esconder de Savitar, mas eles não conseguem impedir seu sequestro. Harry despreza seu doppelgänger da Terra 19, H.R. Wells, que ele considera um idiota, mas passa a respeitar H.R. depois de saber de seu sacrifício por Iris. Na estreia da quarta temporada, é revelado que Harry foi um dos cientistas que ajudou a Cisco a desenvolver um dispositivo para substituir Barry na Força de Aceleração. Harry visita a Terra-1 novamente após uma discussão com Jesse e ajuda a equipe a combater Clifford DeVoe, aumentando sua inteligência com a matéria escura para se opor a DeVoe antes que seja revelado que o uso de matéria escura danificou seu cérebro. Ele retorna à Terra-2 após a derrota de DeVoe, sua inteligência restaurada ao nível humano normal após uma maior exposição à matéria escura.
A terceira temporada apresenta seu homólogo da Terra-19, Harrison "H.R." Wells. H.R. é uma das várias versões de Harrison Wells que se encontra no criptograma enviado por Harry através do multiverso e manifesta interesse em ajudar o Time Flash. Cisco descobre que H.R. não é um cientista; O parceiro científico de H.R. nos laboratórios S.T.A.R., Randolph Morgan, foi quem resolveu o criptograma de Harry para ele. Barry sugere deixar H.R. ficar algumas semanas e ele prova seu valor ajudando a formar planos e localizar super-criminosos; como Harry e Eobard, H.R. é um organizador, empresário e empreendedor habilidoso. Ele treina Wally para ser um herói e, depois de descobrir quantos criminosos violaram a instalação, se esforça para transformar os laboratórios S.T.A.R. em um museu para manter a cobertura do Time Flash. Cigana, um agente da Terra-19, chega para recuperar a H.R. sob a acusação de cruzar dimensões, mas é derrotada por Cisco. Na batalha contra Savitar, H.R. se sacrifica disfarçando-se como Iris e tomando seu lugar para ser morto por Savitar. Em um 2024 alternativo, H.R. era um romancista de sucesso.
A quinta temporada apresenta sua versão da Terra-221 na forma de Harrison Sherloque Wells, um detetive que resolveu casos em todo o multiverso. Ele é 'contratado' pela Equipe Flash para investigar o mistério do serial killer metahumano, Cicada, permanecendo na Terra-1 depois que suas deduções iniciais se mostram incorretas, pois na Terra-1 Cicada tem uma identidade secreta diferente em comparação com as outras versões que Sherloque havia capturado anteriormente. Durante sua estadia, ele desconfia de Nora West-Allen e investiga secretamente o jovem velocista; descobrindo sua lealdade com o impostor e matador o seu doppelgängers da Terra-1, Eobard Thawne. Sherloque se casou com Renee Adlers de várias Terras no multiverso e, eventualmente, começa a namorar a versão Terra-1 dela. Ele envia Renée da Terra-1 para sua Terra para mantê-la a salvo de Cicada. Depois que Cicada é derrotada, Sherloque retorna à sua Terra para procurar Renee.
A sexta temporada apresenta Harrison "Nash" Wells, um aventureiro que usa tecnologia e "caçador de mitos" de uma Terra não especificada que veio à Terra-1 para encontrar uma substância chamada "eternium", além de rastrear o Monitor para que ele possa expô-lo como um deus falso. Ele não parece gostar de companhia, pois vê o Conselho de Wells como "idiotas", inicialmente se recusou a trabalhar com o Time Flash e acredita que confiar nos outros é muito perigoso. Apesar disso, ele estava disposto a oferecer seus serviços a eles em troca de um dispositivo que ele afirma que apenas a Cisco pode construir antes de sair rapidamente por conta própria mais uma vez. Mais tarde, ele relutantemente trabalhou com o Time Flash depois que eles se ofereceram para ajudá-lo, e afirmou que ele pode salvar Barry de sua morte profetizada na próxima crise. Com a ajuda deles, ele descobriu um muro que, segundo ele, protege um portal que o Monitor usa para ocultar que Barry não pode passar por isso devido a ele estar atado a traços de eternidade. Momentos antes da Crise acontecer, Nash descobre um muro coberto de símbolos antes que uma voz lhe ofereça conhecimento e poder ilimitados em troca de adorá-lo. Embora ele inicialmente se recuse, Nash acaba cedendo depois que a voz parece salvá-lo e é puxada para a segunda parede. Quando a crise começa, Nash revela que ele foi manipulado pelo Anti-Monitor, que o usou em sua trama para destruir o multiverso. Como resultado da libertação do ser malévolo, Nash foi escravizado por ele e transformado em um "Pária"; amaldiçoado para testemunhar a destruição do multiverso como penitência. Apesar disso, ele foi capaz de garantir a segurança de sete heróis capazes de interromper o Anti-Monitor antes do sucesso divino.
Outras versões de Wells aparecem no episódio "Os Novos Trapaceiros": Um variante  pistoleiro chamado "Hell's Wells", um cientista de estilo punk da Terra-17 e uma mímica francesa.
Durante o episódio da quarta temporada "Quando Harry Conheceu Harry...", Harry cria o "Conselho dos Wells", que consiste nas versões mais inteligentes de si mesmo do multiverso: Harrison Wolfgang Wells, autor e cientista alemão da Terra-12; H. Lothario Wells, um playboy bilionário da Terra-47; e Wells 2.0., um cyborg da Terra-22. Também é mostrada um variante do assistente chamada "Wells o Cinza".
Harrison Wells é um personagem original criado para a série, enquanto Eobard Thawne é baseado no personagem da DC Comics com o mesmo nome.

### Joe West

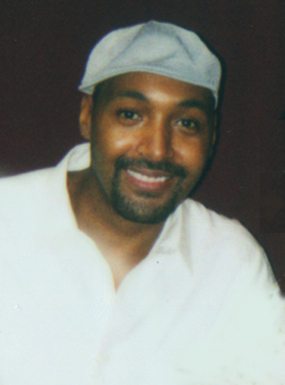
Jessie L. Martin

Joseph "Joe" West (Jesse L. Martin) é um detetive do CCPD, pai de Iris e Wally West e guardião legal de Barry Allen após a morte de Nora Allen e o encarceramento de Henry Allen.
Na primeira temporada, ele é um dos poucos que conhece o segredo de Barry; relutantemente se tornando seu parceiro contra criminosos meta-humanos. Joe também dá conselhos a Barry sobre seus sentimentos por Iris. Ele também ajuda nas tentativas de Barry de provar que Henry é inocente e investigar secretamente Wells depois de suspeitar de suas intenções. Joe e a equipe finalmente descobrem a verdadeira identidade de Wells e o derrotam.
Na segunda temporada, Joe se torna chefe da força-tarefa metahumana do CCPD, juntamente com Cisco e Patty Spivot. Ele confia nas invenções da Cisco para lidar com os super-criminosos e se torna uma figura paterna para os dois. Joe também luta com o relacionamento que mantém com sua esposa Francine, que, sem ele, deu à luz seu filho Wally depois que ela deixou a família. Ele está inicialmente perturbado e inseguro de como ser pai de Wally, mas depois se torna próximo dele.
No início da terceira temporada, Joe tornou-se um alcoólatra que não se compromete com seu trabalho e se afasta de seus filhos na linha do tempo do Ponto de Ignição. Barry desfaz, Joe e Iris se chocam contra ele, nunca dizendo que sua mãe estava viva. No entanto, eles se reconciliam depois que Barry revela as mudanças na linha do tempo. Joe teme pela vida de Wally depois de descobrir que seu filho sonha em ser Kid Flash. Depois que Wally se torna um velocista, Joe finalmente aceita o destino de seu filho. Ele começa a deixar a viuvez namorando a advogada do distrito Cecile Horton.
Na quarta temporada, Joe descobre que Cecile está grávida. Enquanto isso os leva a experimentar uma crise de meia idade, eles acabam superando-os juntos. Quando Barry é encarcerado em Iron Heights, Joe faz tudo o que pode para ajudar a provar sua inocência. No final da temporada, Cecile dá a luz sua filha, a quem chamam de Jenna.
Antes das filmagens da estreia da quinta temporada, Martin sofreu uma lesão nas costas durante o hiato de verão. Depois de filmar cenas de alguns episódios envolvendo seu personagem sentado ou deitado, ele tirou uma licença médica do programa, durante o qual o personagem foi explicado como tirando uma licença do trabalho policial para visitar membros da família, incluindo Wally na Camboja, ou simplesmente para passar um tempo com Jenna. Martin finalmente se recuperou e voltou ao show antes do final da temporada. No final da quinta temporada, Joe assume o cargo de novo capitão do CCPD quando David Singh é promovido a chefe de polícia.
Martin também interpreta Joseph West, da Terra 2, um cantor de lounge que não compartilha um vínculo de pai e filho com Barry e o culpa por Iris se tornar um policial. Joseph da Terra-2 é morto pelo Morte Nuclear.

### Wally West / Kid Flash

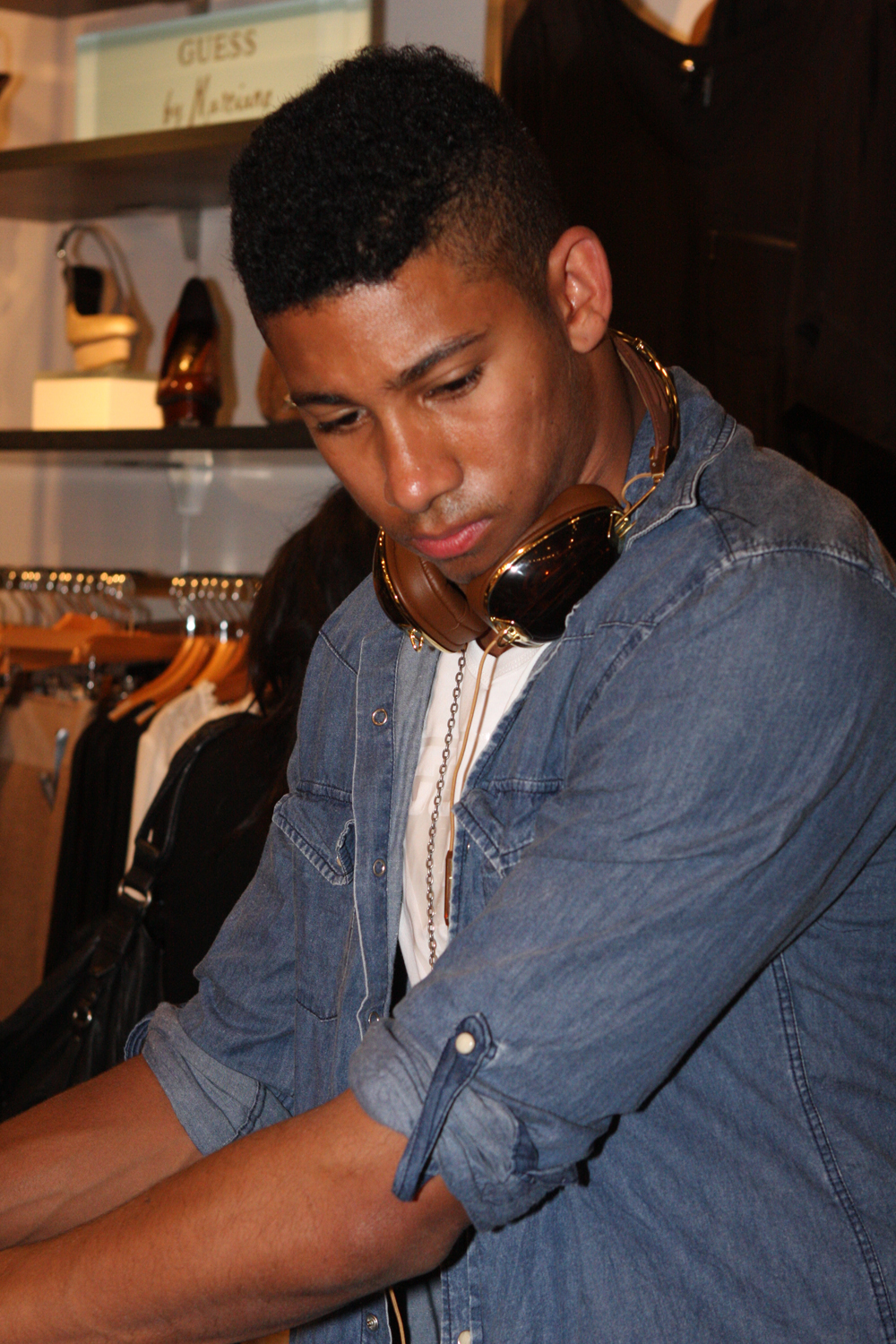
Keiynan Lonsdale

Wallace "Wally" West (interpretado por Keiynan Lonsdale; temporada 2–4: principal ; temporada 5-6: participação) é o irmão desconhecido de Iris e o filho de Joe, descrito como "um garoto rebelde que tem alguns problemas de atitude e algumas questões de autoridade e é rápido com uma observação atrevida". Baseado no personagem de mesmo nome da DC Comics, o personagem é uma amálgama de sua interpretação original e da interpretação que foi introduzida durante o relançamento de Dos Novos 52 da DC.
Wally nasceu após o abandono de sua família por sua mãe, levando Joe e Iris a desconhecer sua existência por dezoito anos. Wally conhece seu pai e irmã durante uma festa de Natal pouco antes de sua mãe morrer, e ele luta para se relacionar com Joe e Iris. Ele também forma um vínculo fraterno com Barry Allen, embora desconfie do comportamento estranho de Barry. Anteriormente um piloto de corrida, Wally está matriculado na mesma universidade que Iris frequentou, com especialização em engenharia mecânica. Depois de repetidamente ser resgatado pelo Flash, Wally fica fascinado com o super-herói e descobre que seu pai tem uma conexão com ele, mas não sabe que ele é Barry. Ele é inspirado pelo pai e pelo Flash para ajudar as pessoas e, como resultado, fica mais perto de Joe. Mais tarde, quando Wally e Jesse Wells estão trancados no Cofre do Tempo nos Laboratórios S.T.A.R., eles trabalham juntos para escapar, mas são acidentalmente afetados pela matéria escura liberada pela tentativa de restaurar os poderes de Barry; seu pai e Barry suspeitam que Wally esteja se transformando em um metahumano após o incidente. Eventualmente Wally descobre os segredos de Barry quando Zoom rapta e mata o pai de Barry, e aceita Barry completamente depois que ele resgata Joe de Zoom.
Na linha do tempo do Flashpoint, Wally é o Flash, até ser gravemente ferido pelo velocista Eobard Thawne, após Barry redefinir a linha do tempo. Na linha do tempo pós-Flashpoint, Wally luta para se tornar um velocista depois de testemunhar Jesse se tornando uma. Depois que o Alquimia procura Wally, Wally descobre sua vida alternativa e usa o dispositivo do vilão para ganhar velocidade. Wally então se torna um velocista depois que Caitlin estabiliza sua metamorfose, e ele está ansioso para se juntar a Barry como seu parceiro, Kid Flash, para as preocupações de seu pai e irmã. Wally também auxilia Cisco devido a sua experiência em engenharia mecânica. Barry gradualmente aprecia os apoios de Wally e pede a ajuda de Wally para salvar Iris de Savitar. Embora H.R. salve Iris ao invés de se sacrificar, Wally e Jay Garrick se juntam a Barry na batalha final para derrotar Savitar. Depois que Barry decide tomar o lugar de Savitar na Força de Aceleração para estabilizá-la, ele nomeia Wally como seu sucessor como o Flash. Em um 2024 alternativo, Wally procurou vingar-se de Savitar logo após o assassinato de Iris, mas ficou paraplégico e catatônico após a luta.
Na quarta temporada, Wally deixa Central City e foi para Blue Valley em uma missão de autodescoberta depois que Jesse termina com ele.  Mais tarde, ele voltou para o casamento de sua irmã. No entanto, ele retoma sua jornada, chegando à China antes de ser recrutado por Rip Hunter para se juntar as Lendas na luta contra Mallus. Após a briga com o Pensador, Wally participa da festa que segue o nascimento da nova filha de seu pai com Cecile Horton e fica encantado por ter uma irmã mais nova. Ele conta a seu pai sobre sua batalha para salvar o universo de Mallus e como ele está trabalhando para não ficar na sombra de Barry, mostrando a Joe sua confiança como herói.
Na quinta temporada, Wally ajuda brevemente o Time Flash a manter Nora no presente e derrubar Gridlock. Depois de algum incentivo do pai e do resto da equipe. Ele deixa Central City para continuar sua missão de autodescoberta.
Lonsdale decidiu que ele não voltará em tempo integral na quinta temporada, devido ao seu desejo de procurar outras oportunidades de atuação.
Foi planejado que Wally fosse filho de Joe e irmão de Iris, o que difere das histórias em quadrinhos do personagem, pois os produtores acharam "estranho" que, na segunda temporada da séri, apresentasse primos não mencionados anteriormente de personagens já estabelecidos. Keiynan Lonsdale originalmente fez o teste para Legends of Tomorrow para interpretar Jefferson "Jax" Jackson.

### Clifford DeVoe / Pensador
Clifford DeVoe (interpretado por Neil Sandilands; temporada 4) é um metahumano com inteligência sobre-humana, que procura consertar tudo o que considera errado com a humanidade como o Pensador, é o principal antagonista da quarta temporada. Antes de sua aparição, ele foi mencionado na terceira temporada por Abra Kadabra e Savitar como um poderoso adversário futuro. Originalmente um professor educado que sonhava em expandir a maneira como as pessoas pensam, Clifford DeVoe usou o "chapéu pensante" que sua esposa, a engenheira Marlize DeVoe, construiu com suas especificações e alimentou-o com a onda de matéria escura da explosão de partículas dos laboratórios S.T.A.R. para aumentar sua inteligência. Eventualmente, o tornou paraplégico e, com uma forma avançada de esclerose lateral amiotrófica, Marlize desenvolveu uma cadeira suspensa para retardar a aflição ao desenvolver um complexo divino. Tendo deduzido a prisão de Barry na Força de Aceleração, o Pensador orquestrou eventos que forçavam o retorno do Flash enquanto organizavam a criação de doze novos meta-humanos no ônibus diretamente expostos à onda de matéria escura resultante. Ele então os perseguiu para adquirir seus poderes por conta própria, estando um passo à frente do Time Flash, enquanto os usava para capturar Kilg%re e Becky Sharpe e induzir Ralph Dibny em seu grupo enquanto ele capturava pessoalmente o Weeper. Barry logo descobre a existência de DeVoe, que adotou o apelido de "Pensador" dado por Vibro.
Usando Amunet Black para adquirir Dominic Lanse, DeVoe transfere sua consciência para o corpo do metahumano (Kendrick Sampson) para adquirir sua telepatia enquanto usa seu corpo sem vida para enquadrar Barry por assassinato. Em última análise, ele cumpre o seu plano de causar uma fuga da prisão de Iron Heights, adquirir o corpo de Becky (Sugar Lyn Beard) e manipulação da sorte, juntamente com os poderes de Kilg%re, Black Bison e Dwarfstar enquanto mata Warden Wolfe para o horror de Marlize. Sendo o começo da sua mudança de personalidade para o pior, pois, ao sua esposa mostrar indiferença ao saber que Barry foi exonerado, DeVoe coloca um extrato das lágrimas de Weeper na bebida da mesma para torná-la mais obediente. Mais tarde, ele transfere sua mente para o corpo de Izzy Bowin (Miranda MacDougall) para adquirir seus poderes, deixando apenas Ralph e mais quatro meta-humanos para capturar. Depois de tomar os poderes de Edwin Gauss (Arturo Del Puerto), bem como de Melting Point e Null, DeVoe manipula eventos que o levam a pegar o corpo do Homem Elástico e tirar os poderores de Nevasca de Caitlin Snow. Ele então usa os poderes do Homem Elástico para moldar seu corpo em seu próprio corpo, para que sua esposa agora possa amá-lo. Depois de invadir a A.R.G.U.S. DeVoe começa a colocar em ação seu plano do satélite da iluminação. Com a ajuda de Marlize, sua trama é frustrada quando Ralph recupera o controle de seu corpo quando a consciência de Barry entra na mente do Pensador para ajudar a combater, durante o qual o lado bom de DeVoe se manifesta como um cadáver, mostrando que ele estava realmente além da redenção. Com seu corpo original morto e Marlize destruindo todos os meios conhecidos que ele tem para sustentar sua sobrevivência, DeVoe não existe mais.

### Cecile Horton
Cecile Horton (interpretada por Danielle Nicolet; temporada 5 - atual: principal; temporada 1: participação; temporadas 3–4: recorrente) é a advogada do distrito de Central City e amiga íntima de Joe West. Ela dava conselhos legais ocasionais a Joe na primeira temporada.
Cecile e Joe iniciam um relacionamento romântico na terceira temporada e esperam um filho na quarta temporada. Quando Barry é acusado pelo assassinato de Clifford DeVoe, Cecile atua como seu advogado de defesa e tenta provar sua inocência. Depois que Barry é condenado à prisão perpétua em Iron Heights, sem possibilidade de liberdade condicional, Cecile ajuda Iris a fazer um apelo que funciona quando o Homem Elástico se apresenta como DeVoe, alegando que ele acordou no necrotério. Durante a gravidez, ela se torna uma metahumana com poderes telepáticos e empáticos.
Na quinta temporada, Nicolet é promovida ao elenco regular.  Mais tarde, ela e Singh descobrem que o oficial Jones vendeu alguns metahumanos para o Cicada e mandou demitir-ló e prender-ló.
Na sexta temporada, depois que Cecile testemunha a discriminação que os metahumanos enfrentam na infraestrutura da cidade por causa de seus poderes e percebe as restrições políticas como procuradora do distrito, ela decide renunciar ao cargo para se tornar advogada de defesa de metas, a fim de trabalhar mais de perto com eles. .
Cecile é vagamente baseado no personagem de quadrinhos de mesmo nome, a advogada que defendeu o Flash da Era de Prata durante seu julgamento pelo assassinato do professor Zoom. Ela apareceu pela primeira vez em The Flash # 332 (abril de 1984).

### Ralph Dibny / Homem Elástico

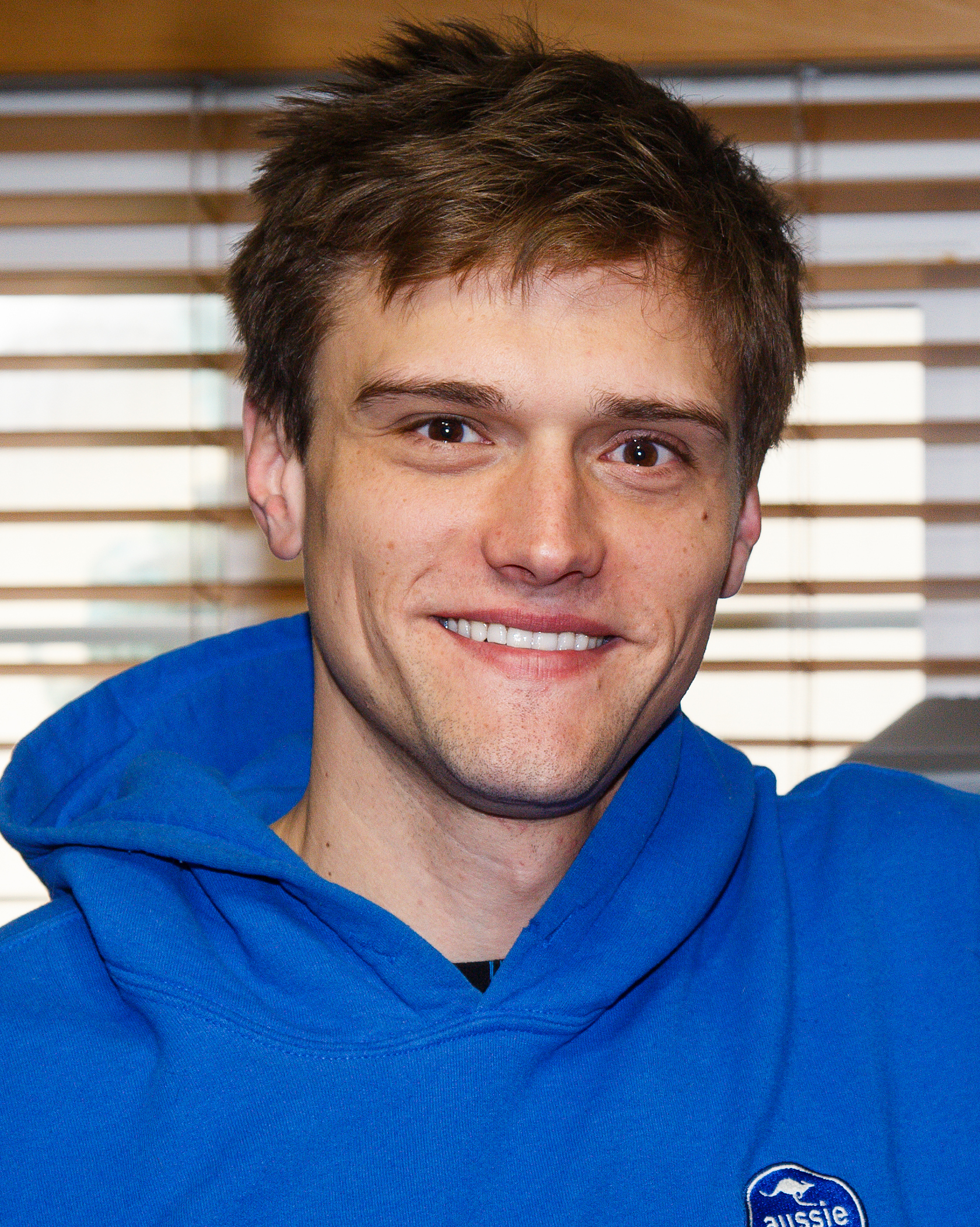
Hartley Sawyer

Ralph Dibny (interpretado por Hartley Sawyer; temporada 5 - atual: principal; temporada 4: recorrente) é um metahumano com a capacidade de esticar seu corpo para comprimentos e tamanhos sobre-humanos.
Na primeira temporada, o nome de Ralph foi citado por Eobard Thawne, por ele ser uma das vítimas mortas pela explosão do acelerador de partículas antes da mudança da linha do tempo na terceira temporada. Dibny era um detetive do CCPD até Barry testemunhar contra ele por adulterar as evidências.
Mais tarde, é revelado na quarta temporada que Dibny cometeu perjúrio por um senso de justiça equivocado, em vez de um desejo de ganho pessoal: ele temia que um suspeito escapasse com assassinato e, assim, plantou evidências falsas. Dibny tornou-se um detetive particular obscuro, especializado em casos de infidelidade. Ele estava no ônibus exposto à energia da matéria escura e se tornou um metahumano e aliado do Time Flash. Depois que Barry é enquadrado por Clifford DeVoe por assassinato e condenado à prisão perpétua em Iron Heights, sem possibilidade de liberdade condicional, Ralph substitui Barry como o novo super-herói de Central City, Homem Elástico, para continuar a luta do Time Flash contra DeVoe e outros criminosos enquanto trabalha para libertar Barry. Posando como Clifford DeVoe, ele aparece diante do juiz Hankerson durante o apelo de Cecile e Iris, alegando que alguém o nocauteou e o fez parecer morto. Esta declaração convence o juiz Hankerson a exonerar Barry. O corpo do Homem Elástico é posteriormente possuído pelo Pensador que o estende à sua própria imagem. Durante a batalha final com o Pensador, o Homem Elástico recupera o controle de seu corpo e ajuda a derrotá-lo.
Na quinta temporada, Ralph inicia uma investigação sobre o passado infantil de Caitlin e ajuda o Time Flash contra o serial killer Cicada. Ralph é o primeiro a descobrir o plano mestre de Eobard Thawne, que lhe rende elogios ao detetive Sherloque Wells, que o chama de novo detetive mestre do Time Flash ao deixar a Terra-1.
Na sexta temporada, Ralph é contratado para encontrar uma mulher chamada Susan Dearbon, fazendo com que ele viaje pelo mundo para encontrá-la.

### Nora West Allen / XS

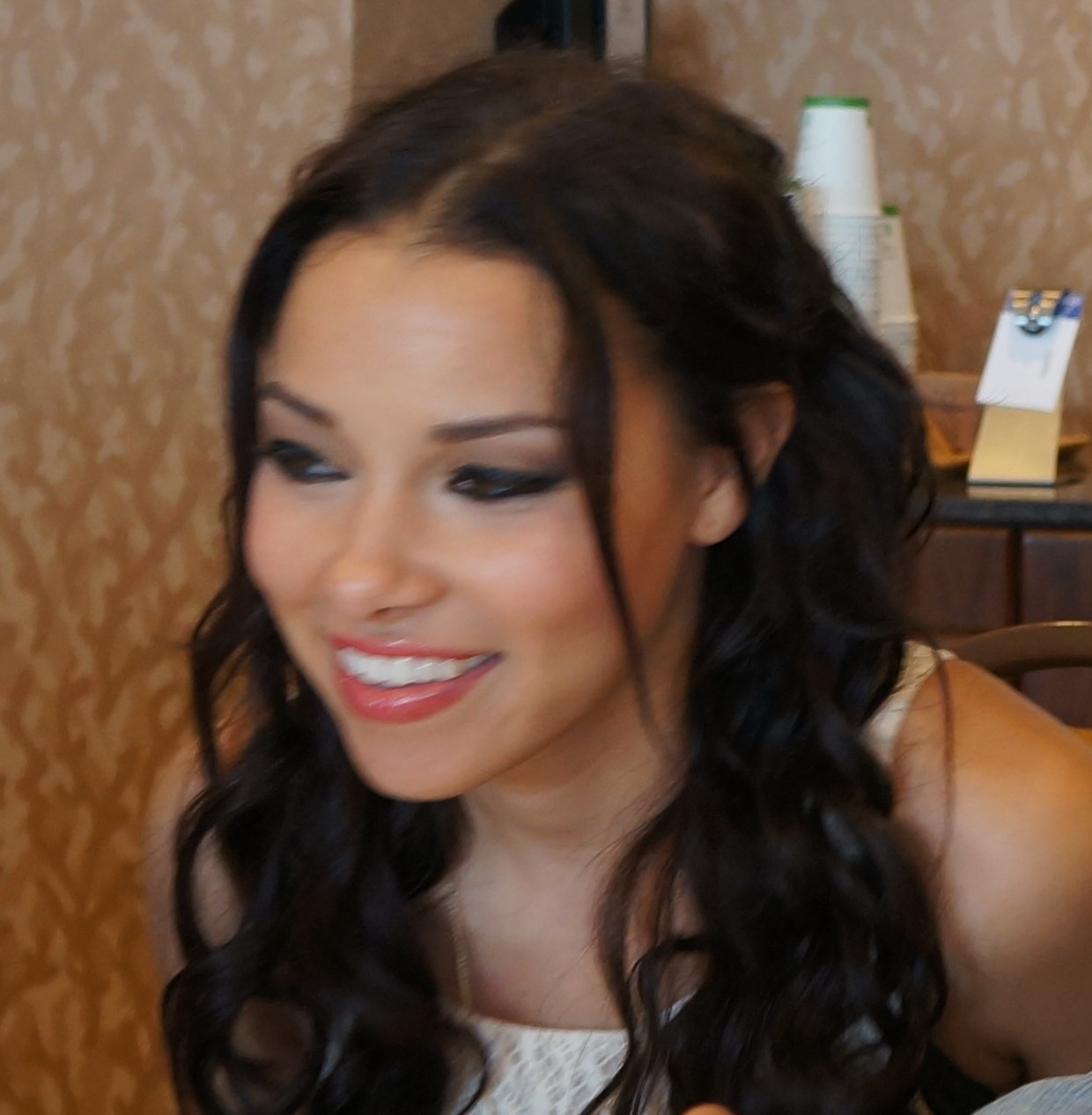
Jessica Parker Kennedy

Nora West-Allen (interpretada por Jessica Parker Kennedy; temporada 5: principal; temporada 4: recorrente) é apresentada como uma garota misteriosa com super velocidade. Ela é vista pela primeira vez no casamento de Barry Allen e Iris West e depois interage com cada membro do Time Flash ao longo da quarta temporada, ajudando secretamente Barry a parar o satélite em queda do Pensador no final da temporada. Depois, ela aparece na festa dando as boas-vindas à filha de Joe West e Cecile Horton, revelando-se como filha de Barry e Iris no futuro e afirmando que cometeu um grande erro. Enquanto usava sua super-velocidade, ela inicialmente tinha um raio amarelo semelhante a Barry e um raio roxo semelhante a Iris quando ela foi brevemente uma velocista.
Nora cresceu sem o pai, embora também não soubesse que ele era o Flash. Ela finalmente começa a trabalhar como CSI como seu pai. Depois de ser atingida pelos raios do vilão Godspeed, Nora descobre que ela tinha um chip de amortecimento de energia implantado na infância, o que ocultava seus poderes de velocista. Essa revelação, combinada com Nora descobrindo a verdade sobre seu pai, gera uma barreira entre ela e sua mãe, pois Nora acredita que ela a roubou da escolha de perseguir heroísmo. Nora procura Eobard Thawne no corredor da morte de Iron Heights, sem saber que ele matou sua avó paterna, e ele finalmente concorda em começar a treiná-la em seus novos poderes. Tornando-se um super-herói, ela escolhe o codinome XS do apelido de sua mãe, devido à sua tendência de fazer as coisas em excesso, e pega a velha jaqueta roxa de sua mãe do curto mandato de Iris como um velocista como parte de seu traje. Thawne ensina Nora a viajar de volta no tempo para que ela pudesse conhecer seu pai antes do desaparecimento dele. No presente, Nora começa a trabalhar ao lado de seus pais, caçando Cicada como parte do Time Flash. Ela se relaciona com os dois pais, enquanto também se comunica secretamente com Thawne em intervalos regulares. Quando ela descobre a verdade sobre Thawne, ela questiona brevemente sua parceria com ele, mas decide continuar. Embora Nora passe meses no passado, todas as suas interações com Thawne ocorrem no mesmo dia em 2049.
Eventualmente, Sherloque Wells, que desconfia de Nora desde o início, descobre a verdade sobre Nora e Thawne e a força a se mostrar limpa com seus pais. Barry fica particularmente magoado com a revelação e envia Nora de volta ao seu tempo, avisando-a para não viajar novamente no tempo. No entanto, Nora quer terminar a caçada à Cicada e pede a Thawne que a ensine a explorar a Força da Velocidade Negativa para viajar no tempo sem ser detectada pelo pai. Nora consegue acessar a Força de Velocidade Negativa, que fica vermelha como um raio, e volta para 2019. Ela se une aos criminosos Brie Larvan, Rag Doll e Bruxa do Tempo para roubar uma arma capaz de destruir a adaga de Cigarra. Depois que os outros ligam Nora, ela é salva por Barry, Iris e Joe. Nora faz as pazes com seus pais, com Barry concordando em usar ela e o plano de Thawne para destruir a adaga, especialmente com Iris, já que ficar bravo com ela seria hipócrita, pois ela também mantinha segredos. Depois que a adaga é destruída, o Time Flash luta com o Thawne liberado. Nora, corrompida pela Força de Velocidade Negativa, está prestes a matar Thawne, mas é interrompida por seus pais. Uma nova linha do tempo começa a avançar, ameaçando apagar Nora. Ela se recusa a retornar à Força de Velocidade Negativa para salvar a si mesma, pois isso a corromperia ainda mais e é apagada da existência. Eles encontram um vídeo no diário de Nora, onde ela os agradece por ajudá-la a ver como é ser um super-herói.
Mais tarde, na sexta temporada, a mensagem de Nora para seus pais é destruída pelo Monitor, na tentativa de dissuadir Barry de lutar contra seu destino predestinado. Seus pais, enquanto previam que uma versão dela nasceria um dia, têm dificuldade em lidar com a percepção de que não seria a mesma Nora. Os dois honram sua filha recuperando sua jaqueta de velocista.

### Orlin Dwyer / Cicada

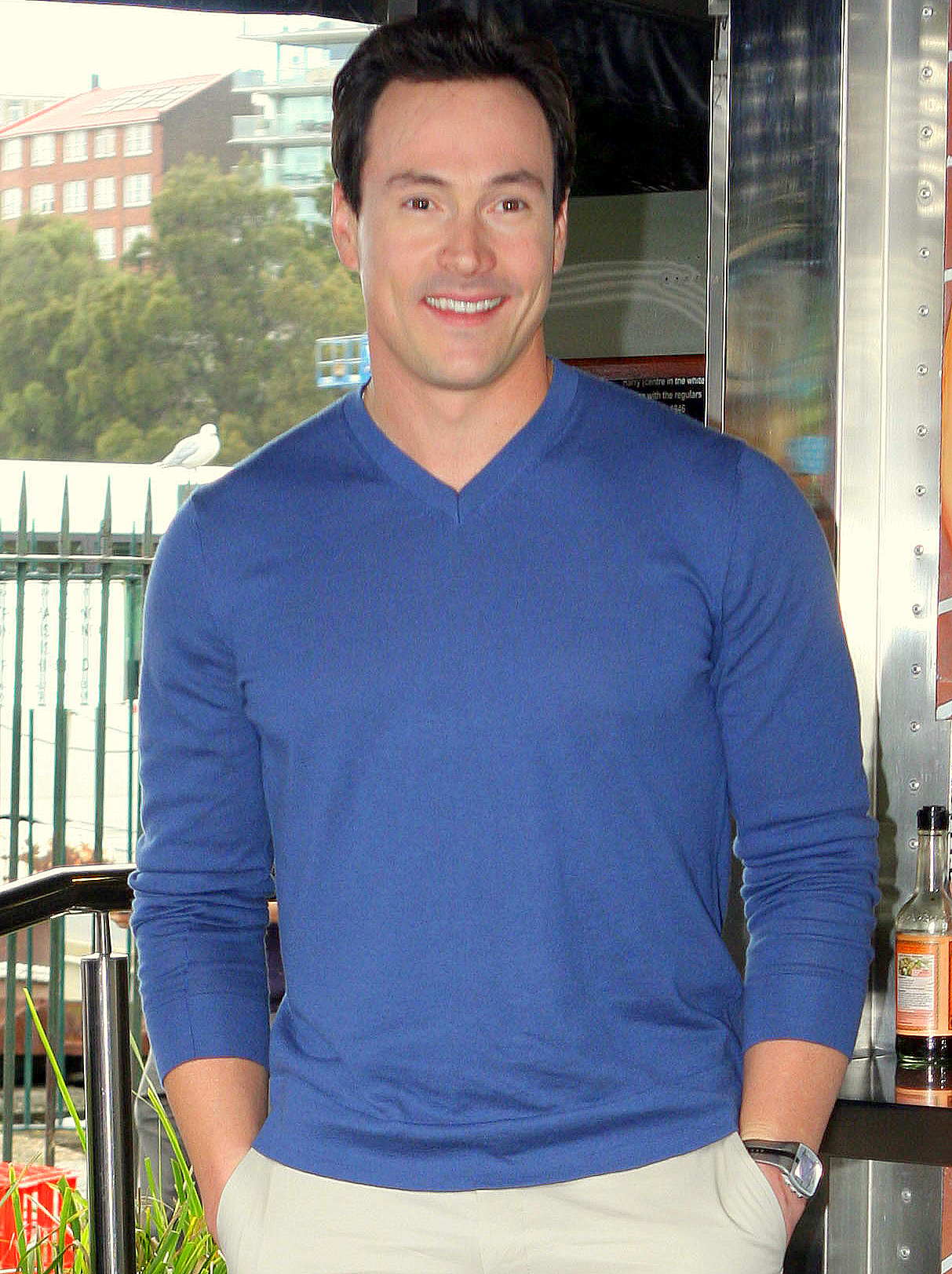
Chris Klein

Cicada (interpretada por Chris Klein; temporada 5: principal) é o principal antagonista da quinta temporada.
Orlin Dwyer obtém suas habilidades depois de ser atingido por um fragmento do satélite do Pensador, com o mesmo incidente deixando sua sobrinha Grace em coma. Dwyer transforma o fragmento em uma adaga capaz de anular poderes metahumanos e da qual ele tem controle telecinético. Tendo perdido sua irmã (mãe de Grace) em um incidente metahumano anterior, combinado com o ataque mundial do Pensador, leva Dwyer a desenvolver sentimentos antimetahumanos e ele promete exterminar todos os metahumanos, inclusive a si mesmo quando terminar. Dwyer aparece durante a quinta temporada, atacando e matando metahumanos, com o Time Flash o apelidando de "Cicada". Secretamente, Dwyer é auxiliado pelo Dr. Ambres, que cuida não apenas dele, mas também de Grace.
Quando se descobre que Grace também se tornou um metahumano, Dwyer concorda em tomar a cura metahumana desenvolvida pelos Laboratórios S.T.A.R., pois também poderia ser usado para curar Grace. Depois que Dwyer perdeu seus poderes, uma nova Cicada ataca os Laboratórios S.T.A.R. e o sequestra; mais tarde, revelando-se como uma Grace adulta, que viajou de volta no tempo para terminar a missão de seu tio. Tendo mudado de ideia, Dwyer tenta fazer com que Grace abandone seu plano, o que a leva a matá-lo. Enquanto morre nos braços de Flash, Dwyer diz para ele salvar Grace. Quando Nora West-Allen entra na mente de Grace no final da temporada para convencê-la a tomar a cura metahumana, ela é recebida por dois Orlins; um que tenta matá-la e outro que a apoia. Eventualmente, o lado bom de Orlin e Nora consegue convencer Grace a abandonar seus sentimentos antimetahumanos e tomar a cura, resultando em uma nova linha do tempo sobre a destruição da adaga de Cigarra que apaga Grace e Nora adultas.

### Mar Novu / Monitor
Monitor (interpretado por LaMonica Garrett; temporada 6: principal; temporada 5: participação) é um ser multiversal que usa o Livro do Destino para testar as Terras para ver se elas são capazes de enfrentar uma crise futura. Notavelmente, ele destrói a Terra-90 e entrega o Livro do Destino a John Deegan para testar os heróis da Terra-1. Baseado no personagem da DC Comics Monitor.
Na sexta temporada, o Monitor aparece diante de Barry Allen e Iris West-Allen, afirmando que o Flash fará o "sacrifício final" na próxima "crise", acrescentando que, para que bilhões de pessoas sobrevivam, o Flash deve morrer. Ele é finalmente morto durante a crise por Lyla Michaels possuída por Mobius / O Anti-Monitor. Ele é restaurado à vida com o reinício do Multiverso no final da Crise, mostrado vivo no ano de 2040.

### Mobius Novu / Anti-Monitor
O Anti-Monitor (interpretado por LaMonica Garrett; temporada 6: principal) é um Ser Multiversal que planeja destruir todas as Terras do Multiverso com seus poderes antimatéria, para que apenas o universo antimatéria permaneça.

### Eva McCulloch
Eva McCulloch (interpretada por Efrat Dor; temporada 6: principal) é engenheira quântica, co-fundadora da McCulloch Technologies e esposa de seu CEO Joseph Carver. Ela é baseada no personagem da DC Comics, Evan McCulloch / Mestre dos Espelhos.
Quando o acelerador de partículas explodiu, Eva foi batida no espelho por suas energias e ficou presa no "espelho inverso" por seis anos. Quando Iris foi arrastada para o espelho, ela encontrou Eva, aprendeu o que havia acontecido com ela e trabalhou com ela para encontrar uma saída. Após uma tentativa fracassada de quebrar o espelho para escapar, Eva descobre que pode manipular os espelhos quando o coloca novamente. Quando se trata de outra tentativa, Eva prova o ponto de Iris com o dispositivo enquanto ela queima os braços tentando atravessar o espelho. Iris trata os ferimentos e procura curativos. Com Iris longe, é revelado que a Iris Espelhada está trabalhando para Eva, que cura os braços da Iris Espelhada. Ela descobre que Iris Espelhada está chegando perto das informações de que precisam.

## Elenco Recorrente
Esta é uma lista de atores recorrentes e dos personagens que eles interpretaram em vários episódios, com papéis significativos. Os personagens são listados pela ordem em que apareceram pela primeira vez.

### Introduzidos na primeira temporada

#### Ronnie Raymond / Nuclear
Ronnie Raymond / Nuclear (interpretado por Robbie Amell) é engenheiro dos Laboratórios S.T.A.R. e o noivo de Caitlin Snow, baseados no personagem da DC Comics com o mesmo nome, que é metade do personagem NUclear. Pensa-se que ele foi morto na explosão do acelerador de partículas, salvando a vida de seus colegas de trabalho. Ele sobreviveu ao acidente, que o fundiu com Martin Stein e o N.U.C.L.E.A.R. matriz de transmutação, transformando os dois em uma entidade pirocinética. Embora o Nuclear seja o corpo de Ronnie, é Stein quem permanece no controle por quase toda a sua existência, com Ronnie ocasionalmente assumindo o controle por breves momentos. Eles acabam aprendendo a controlar seus poderes compartilhados, incluindo a capacidade de se separar à vontade. Como Caitlin, Cisco e Stein, Ronnie também se torna um bom amigo de Barry Allen; ele e Barry finalmente juntam forças com Oliver Queen para subjugar o Flash Reverso. Ronnie se casa com Caitlin. Na segunda temporada, Ronnie morre e se sacrifica para parar a singularidade acima de Central City.
- Amell também interpreta Ronnie Raymond / Morte Nuclear,[23] a versão da Terra-2 do personagem e o marido de Nevasca. Ele trabalha para a Zoom ao lado de Nevasca e Revibro. Ronnie é morto por Zoom por prejudicar o Flash.[1]

#### Oliver Queen / Arqueiro Verde
Oliver Queen / Arqueiro Verde (interpretado por Stephen Amell) é um playboy, ex-bilionário e político, que atua como vigilante em Star City e é amigo de Barry Allen. Ele ajuda Barry no combate corpo a corpo e outras habilidades para transformar Barry em um combatente capaz, com ou sem poderes. Amell reprisa seu papel de Arrow.
- A versão Terra-2 de seu personagem morreu enquanto seu pai, Robert Queen, se tornou o Arqueiro. No episódio de Arrow "Starling City", Adrian Chase se tornou o novo Arqueiro Verde da Terra-2.
- Amell também interpreta o Arqueiro Negro, na versão da Terra-X do personagem.

#### General Wade Eiling
O General Wade Eiling (interpretado por Clancy Brown) é um general com interesse em meta-humanos, que deseja usá-los para o Exército dos EUA e tem uma história com os Laboratórios S.T.A.R.. Eiling descobre a identidade de Barry Allen como o Flash, no entanto, Eobard Thawne usa os poderores de Grodd no general para que o mesmo seja colocado sob o controle do gorila. Depois de serem libertados pelo Flash, ele e Barry formam um respeito relutante, apesar de sua inimizade.

#### Martin Stein
Martin Stein (interpretado por Victor Garber) é um físico nuclear focado na transmutação, baseado no personagem da DC Comics com o mesmo nome e também é metade do personagem Nuclear. Ele permanece no controle de Nuclear durante a fusão inicial, embora Ronnie Raymond ocasionalmente assuma o controle por breves momentos. Eles aprendem a controlar seus poderes compartilhados, incluindo a capacidade de se separar à vontade. O professor Stein também posteriormente fornece a Barry Allen e Eddie Thawne algumas dicas sobre a possibilidade de viajar no tempo e seus respectivos destinos. Na segunda temporada, Stein se torna membro do Time Flash e o consultor científico do grupo após a morte de Eobard Thawne. Ele também descobre o segredo de Cisco Ramon como um metahumano e o encoraja a aceitar seus poderes. Quando acontece que seu corpo é instável como consequência da combinação da matéria escura com a matriz de Stein, Stein ganha um novo parceiro em Jefferson "Jax" Jackson. Na terceira temporada, Stein descobre que agora ele tem uma filha, Lily Stein, devido a Barry e suas próprias ações de viagem no tempo; ele nunca teve um filho devido ao seu medo de ser tão negligente quanto seu pai e seus compromissos anteriores com seu trabalho antes da redefinição da linha do tempo. Na quarta temporada, Stein é morto quando tenta escapar da Terra-X com Barry e outros heróis.
- A versão Terra-2 do personagem é a outra metade do criminoso metahumano Morte Nuclear. Ronnie não libera Stein ou o ouve. Ele é morto por Zoom ao lado de Morte Nuclear.[1]

#### Nora Allen
Nora Allen (interpretada por Michelle Harrison) é a mãe de Barry Allen. Embora o Flash Reverso estivesse realmente tentando matar o jovem Barry durante a luta com o futuro do Flash, Nora se tornou o alvo do mesmo depois que o jovem Barry foi levado para longe por segurança, pois ele pensava que uma tragédia impediria Barry de se tornar Flash. Nora também aparece como uma das manifestações da Força de Velocidade que ajuda Barry a aceitar sua morte.
- Harrison dubla a versão Terra-2 do personagem. Nesta Terra, ela permanece viva e feliz.[1]
- Harrison também interpreta Joan Williams, seu doppelganger da Terra-3, uma cientista casada com Jay Garrick. Ela é baseada no personagem de quadrinhos da DC, Joan Garrick.
- Harrison, durante as temporadas 2, 3 e 6, também interpreta a Força de Aceleração sob a forma de Nora.

#### Gregory Wolfe
Gregory Wolfe (interpretado por Anthony Harrison na primeira temporada, Richard Brooks na quarta temporada) é o diretor corrupto da prisão de Iron Heights, que tem conexões com Amunet Black.
Na primeira temporada, Warden Wolfe é visto pela primeira vez levando Barry Allen e Joe West para a cela de Jesse James.
Na quarta temporada, o diretor Wolfe supervisiona o encarceramento de Kilgore. Quando Barry é acusado de "assassinato" de Clifford DeVoe e condenado à prisão perpétua em Iron Heights sem possibilidade de liberdade condicional, o diretor Wolfe o encarcera na antiga cela de Henry Allen. Depois que sua câmera escondida lhe permite descobrir que Barry é o Flash, Wolfe transfere Barry para a ala metahumana de Iron Heights. Wolfe é morto por Clifford DeVoe enquanto rouba as habilidades dos meta-humanos que Wolfe iria vender para Amunet. O prefeito Van Buren acredita que Wolfe morreu como herói até o blog de Iris expor suas atividades ilegais. Mais tarde, Wolfe é sucedido por Del Toro.

#### Mason Bridge
Mason Bridge (interpretado por Roger Howarth) é um repórter do Central City Picture News que orienta Iris West. Ele suspeita de Eobard Thawne e encontra evidências do assassinato de Simon Stagg. Mason é morto pelo Flash Reverso e todas as evidências são apagadas, mas seu desaparecimento leva Barry e Joe a descobrirem que ele foi assassinado por aprender sobre Thawne. Quando Iris começa a investigar o desaparecimento de Mason, Eddie Thawne cobre uma história, mas Iris finalmente descobre a verdade.

#### Linda Park
Linda Park (interpretada por Malese Jow) é jornalista do Central City Picture News e faz amizade com Iris West e Barry Allen. Ela namora brevemente Barry na primeira temporada. A personagem foi originalmente interpretada por Olivia Cheng em uma participação especial na série Arrow.
- Jow também interpreta a Doutora Luz, a versão da Terra-2 de sua personagem, baseada na versão Kimiyo Hoshi do personagem. Ela é uma ladra que se assusta muito facilmente e fica paranóica e disposta a fazer qualquer coisa para ficar fora das vistas de Zoom, incluindo a tentativa de assassinato para que ela possa tomar a vida de seu doppelgänger.[25][26]

#### Eobard Thawne / Flash Reverso
Eobard Thawne / Flash Reverso (interpretado por Matt Letscher; Tom Cavanagh na forma de Harrison Wells) é o arqui-inimigo de Barry Allen e um futuro descendente de Eddie Thawne, baseado no personagem de mesmo nome da DC Comics. No século XXII, Eobard era um cientista amoral obcecado pelo Flash e desejava "se tornar" seu ídolo. Eobard duplicou a reação e era um velocista, apenas para descobrir que ele estava destinado a se tornar o maior inimigo do Flash e cresceu para desprezar seu ídolo. Eobard se tornou o "reverso" de tudo o que o Flash era e os dois inimigos se encontraram ao longo dos anos, nem fortes o suficiente para derrotar o outro. A certa altura, o Flash Reverso (que viajou para 2024) desaparece com o Flash no meio de uma "crise". Descobrindo a identidade do Flash, Eobard mata Nora Allen depois de uma tentativa fracassada de matar Barry quando criança, mas perde sua conexão com a Força de Aceleração e fica preso no passado.
Flashbacks da primeira temporada revelam que ele assume a aparência do Dr. Harrison Wells e manipula eventos na tentativa de retornar ao seu período de tempo; Eddie se sacrifica no final da primeira temporada, fazendo com que Eobard seja apagado da existência. No entanto, a existência de Eobard sobrevive a esse apagamento. A primeira aparição cronológica de Eobard ocorre durante a segunda temporada; o Flash Reverso viaja no tempo até 2016, encontrando o Flash pela primeira vez (da perspectiva de Eobard). No meio de usar a construção da "máquina de velocidade" de Tina McGee para retornar ao seu período de tempo, ele sofre uma forte surra do Flash. Enquanto estava preso brevemente nos Laboratórios S.T.A.R., ele conhece algumas de suas próprias ações futuras após interações com o Flash, Cisco Ramon e Harry Wells, mas é enviado de volta para casa para evitar um paradoxo temporal. No final da segunda temporada, o Flash viaja de volta para impedir que o Flash Reverso assassine Nora, alterando eventos significativos.
Na estreia da terceira temporada, Eobard é preso por Barry, enquanto ambos estão na linha do tempo do Flashpoint. Tentando convencer seu inimigo a restaurar a realidade que ambos conhecem, Barry cede depois de perceber os perigos da nova linha do tempo. O Flash Reverso é lançado para assassinar Nora, que supostamente "corrige" a linha do tempo. Eobard então leva Barry de volta a uma linha do tempo um pouco diferente e sai, mas não antes de provocar seu inimigo, implicando sua consciência de que a linha do tempo não é redefinida exatamente. Mais tarde, é revelado que essa iteração é uma duplicata temporal do original (que posteriormente aparece em Legends of Tomorrow para reescrever a realidade para estabilizar sua existência, mas é apagada da existência novamente pelo Flash Negro).
Na quarta temporada, Eobard retorna milagrosamente durante o crossover "Crise na Terra-X", mais uma vez usando o rosto de Wells. Tendo se aliar ao Arqueiro Negro (doppelgänger de Oliver Queen), da governada por nazistas Terra-X,  e Overgirl (doppelgänger de Kara Danvers), ele retorna à Terra-1 em uma tentativa de dominá-la, mas desaparece depois que seus cúmplices são mortos.
Na quinta temporada, é revelado que os poderes de Eobard são de sua própria versão da Força de Aceleração (a Força de Velocidade Negativa) que Barry não consegue detectar quando viaja no tempo e é imune a mudanças na linha do tempo, assim como ele sobreviveu a seus rasuras. Agora no corredor da morte em Iron Heights em 2049, onde ele está há 15 anos, ele é o mentor secreto de Nora West-Allen / XS, com o relacionamento deles começando quando ele ajudou ela a derrotar Godspeed. Ele guia Nora ao longo da luta de XS e Time Flash contra as duas Cicadas, eventualmente ensinando Nora a explorar a Força de Velocidade Negativa. Depois de aprender sobre o envolvimento de Eobard e retornar Nora para 2049, Barry confronta Eobard em sua cela, afirmando que ele está prestes a conseguir o que merece. Ao longo de suas interações, Eobard parece ter desenvolvido alguns sentimentos por Nora e Iris West-Allen passa a acreditar que ele está tentando se redimir com Barry, eventualmente aceitando seu plano de como destruir a adaga que amortece o poder de Cicada. É então revelado que a mesma adaga está sendo usada em 2049 para amortecer os poderes de Eobard. Quando a adaga de Cicada é destruída, Eobard é libertado. Ele é subjugado pelo Time Flash, mas consegue escapar depois que o grupo está preocupado, tentando salvar Nora de ser apagada por uma nova linha do tempo. Quando ele foge, Eobard afirma que veria Barry "na próxima crise".
Ele é baseado no personagem da DC Comics de mesmo nome.

#### Lisa Snart / Patinadora Dourada
Lisa Snart / Patinadora Dourada (interpretada por Peyton List) é uma aspirante a criminosa e irmã mais nova de Leonard Snart. Na primeira temporada, ela compartilha uma atração mútua com Cisco Ramon, que ela inicialmente sequestrou por seu irmão e coagiu a criar uma arma que transforma as coisas em ouro, mas depois se torna genuinamente apaixonada pela Cisco. Mais tarde, Lisa ajudou seu irmão a libertar os criminosos metahumanos no Pipeline. Na segunda temporada, Lisa procurou a ajuda do Time Flash quando seu irmão estava trabalhando para seu pai abusivo Lewis Snart (mais tarde revelou-se devido ao pai ameaçar sua vida).

#### Mark Mardon / Mago do Tempo
Mark Mardon / Mago do Tempo (interpretado por Liam McIntyre) é um criminoso com a capacidade de controlar o clima do ambiente. Tendo poderes semelhantes ao seu irmão Clyde, Mark retorna à Central City em busca de vingança contra Joe West por matar seu irmão. Ele estava detido na prisão dos Laboratórios S.T.A.R. antes de ser libertado por Leonard Snart equ ofereceu um lugar em sua equipe os "Trapaceiros". Mark assassinou o pai de Patty Spivot durante um assalto a banco com seu irmão meses antes da explosão do acelerador de partículas. Ele continua cuidando de seu rancor contra Joe West e o Flash. Na quinta temporada, a filha afastada de Mardon, Joslyn Jackam / Bruxa do Tempo, tenta matá-lo na prisão, mas ele é salvo pelo Flash.

#### Leonard Snart / Capitão Frio
Leonard Snart / Capitão Frio (interpretado por Wentworth Miller) é filho de um policial e irmão de Lisa Snart, que se volta para o crime. Snart é um assaltante de banco astuto e inteligente que procura eliminar o Flash e rouba uma arma criônica dos Laboratórios S.T.A.R., uma arma que a Cisco criou como à prova de falhas para parar o Flash. Snart e Mick Rory tentam matar o Flash, mas falham. Ele extorque a identidade de Flash de Cisco e mais tarde se torna líder de sua equipe, que Barry chama de "Trapaceiros". Barry depois pede a Snart para ajudar no transporte de metahumanos de Central City para Lian Yu, para o qual Snart quer que seu registro criminal seja apagado. Ele engana Barry sabotando o caminhão que contém Mark Mardon, Kyle Nimbus, Roy Bivolo, Jake Simmons e Shawna Baez. Snart mata Simmons, que ele afirma que lhe devia dinheiro. Mais tarde, Leonard é extorquido a trabalhar para seu pai, Lewis Snart, quando ele planta uma bomba na cabeça de Lisa. Após o Time Flash removê-lo com sucesso, Leonard mata Lewis sem querer e é preso pelo assassinato de seu pai. Mais tarde, ele é desmembrado por Mardon para se vingar de Barry, mas recusa e avisa Barry sobre os planos de Mardon. Snart participou da transformação de Sam Scudder e Rosa Dillon em meta-humanos. Quando eles tentam se vingar, Barry revela que Snart está viajando com seus amigos chamados de  Lendas. Durante o ataque alienígena, as lendas aparecem, levando Barry a perguntar o paradeiro de Snart; diz-se que Snart se sacrificou para salvar o time, provando ser um herói. Meses depois, Barry recruta Snart de um ponto no tempo em que ele estava viajando com o Lendas, na tentativa de roubar a tecnologia Dominator da A.R.G.U.S. Os dois conseguem e Snart é devolvido às Lendas.
- A versão Terra-2 do personagem é o prefeito de Central City.[1]
- Miller também interpreta Leo Snart, a versão da Terra-X do personagem durante o crossover "Crise na Terra-x", atuando com Cidadão Frio. Leo é um vigilante e membro dos Freedom Fighters, um movimento de resistência contra o Novo Reich em um mundo governado pelos nazistas; ele também é amante de Ray Terrill / The Ray. Leo aparece mais tarde na Terra-1, onde ajuda o Flash a lidar com Sereia-X, um remanescente do Novo Reich que planeja detonar Fallout no CCPD para se vingar da morte do Arqueiro Negro. Durante esse período, Leo ajuda o Flash a lidar com o que o Pensador fez com o Homem Elástico. Depois que a Sereia-X é derrotada e Fallout está sobre custódia da A.R.G.U.S., Leo retorna à Terra-X para se casar com Ray.
- Miller também dubla a Inteligência Artificial Leonard no Waverider da Terra-74.

#### Tina McGee
Tina McGee (interpretada por Amanda Pays) é amiga de Harrison Wells (versão Terra-1), é diretora dos Laboratórios Mercury e criadora dos dispositivos de táquion que permitem que qualquer objeto se mova à velocidade da luz. Durante as temporadas 1 e 2, McGee tem problemas com Eobard Thawne envolvendo seu equipamento de táquion e conhece o segredo de Barry Allen. Na quarta temporada (fora da tela), ela é membro da equipe de Cisco Ramon para trazer o Flash de volta da Força de Aceleração. Pays reprisa o personagem da série de TV dos anos 90.
- Pays também faz uma aparição não creditada em "Crise nas Infinitas Terras", através de imagens de arquivo de Tina McGee dos anos 90, que são vistas como lembranças que o Flash da Terra-90 recordou antes de se sacrificar para salvar o multiverso. Também foi afirmado que ela e o Barry da Terra-90 se casaram algum tempo depois que a série acabou antes de "Elseworlds".

#### Mick Rory / Onda Térmica
Mick Rory / Onda Térmica (interpretado por Dominic Purcell) é um incendiário e cúmplice de Leonard Snart que usa uma arma de calor desenvolvida por Cisco capaz de queimar quase tudo. No entanto, a obsessão de Mick pela destruição máxima e falta de pensamento causa tensões com Snart.
- De acordo com Leo Snart, a versão da Terra-X do personagem morreu salvando pessoas.

#### John Diggle / Espartano
John Diggle / Espartano (interpretado por David Ramsey) é o melhor amigo e companheiro de Oliver Queen. Ramsey reprisa seu papel de Arrow.

#### Kendra Saunders / Chay-Ara / Mulher-Gavião
Kendra Saunders / Chay-Ara / Mulher-Gavião (interpretada por Ciara Renée) é uma jovem mulher que reencarnou repetidamente ao longo dos séculos. Quando provocada, sua antiga persona guerreira se manifesta, junto com as asas que crescem em suas costas. Ela é um potencial interesse amoroso de Cisco Ramon.

#### Felicity Smoak
Felicity Smoak (interpretada por Emily Bett Rickards) é um gênio da tecnologia da informação e membro da equipe de Oliver Queen; depois sua esposa. Também é um boa amiga de Barry Allen. Rickards reprisa seu papel de Arrow.
- Rickards também retrata a versão sem nome Terra-X do personagem, que está internado em um campo de concentração sob o regime nazista.

#### David Singh
David Singh (interpretado por Patrick Sabongui) é apresentado como o capitão do CCPD. No final da quinta temporada, Singh é promovido a chefe de polícia pelo prefeito e promove Joe a sua posição anterior. Ele revela que, sendo um detetive, descobriu que Barry é o Flash.
- Sabongui também retrata a versão da Terra-2 do personagem que é um criminoso.[1]

#### Henry Allen
Henry Allen (interpretado por John Wesley Shipp) é o pai de Barry Allen. Shipp anteriormente interpretou Barry Allen na série de televisão de 1990. Henry era um médico respeitável antes de ser injustamente condenado por assassinar sua esposa Nora Allen e encarcerado na prisão de Iron Heights depois que Eobard Thawne o acusou. Somente seu filho Barry e mais tarde Joe West acreditam em sua inocência. Durante a primeira temporada, ele descobre que Barry é o Flash e se orgulha de seu filho. Henry serve como consciência moral de Barry ao usar sabiamente esses poderes, impedindo Barry de ser tentado por ganhos pessoais. Na segunda temporada, Henry é libertado da prisão devido à confissão de Eobard ao assassinato de Nora. No entanto, ele deixa Central City em busca de uma vida reclusa, pois acredita que sua presença pode atrasar os deveres de Barry como o Flash. Ele volta a aconselhar Barry e oferece incentivo após a desastrosa briga de seu filho com Hunter Zolomon, depois retorna ao isolamento. Quando Barry é desligado, Henry se junta aos Laboratórios S.T.A.R. para ajudar na luta de Barry para salvar o mundo do Zoom. Henry é morto por Zolomon para Barry reviver a mesma tragédia que passou quando Nora foi morta pelo Flash Reverso. Após sua morte, Jay Garrick, o doppelgänger de Henry da Terra 3, assume a orientação de Barry sobre poder e responsabilidade.
- Está implícito que a versão Terra-2 do personagem tem uma vida feliz.[1]

#### Grodd
Grodd (dublado por David Sobolov) é um gorila hiper-inteligente com poderes telepáticos como resultado de ser experimentado pelo general Eiling sob a vigilância de Eobard Thawne. Ele é enviado para Gorila City na Terra-2 por Flash e depois planeja um ataque à Central City com um exército de gorilas como ele. No entanto, ele é derrotado por Flash, Kid Flash, Jesse Quick e Solovar e preso na A.R.G.U.S.
Mais tarde, Grodd retorna e controla Cisco Ramon e Caitlin Snow, roubando a coroa de telepatia de Tanya Lamden em sua trama para controlar as mentes de Central City. Sacrificando sua humanidade restaurada, Shay Lamden da Terra-2 se torna o Tubarão Rei novamente e luta com Grodd. Com a ajuda de Flash e XS, o Tubarão Rei derrota Grodd e remove a coroa de telepatia dele. Mais tarde é mencionado por Lyla que Grodd foi colocado em coma induzido por medicamentos em uma célula especial que se adaptaria a seus crescentes poderes mentais.
Na sexta temporada, Grodd ainda está em coma induzido quando Barry acidentalmente é colocado em sua mente. Enquanto exprime o seu conhecimento da Crise, Grodd afirma que descobriu que Gorila City está agora na Terra-Prime e quer voltar a ela. Para superar o porteiro, representado como uma cópia mental de Solovar, Grodd e Flash tiveram que trabalhar juntos. Uma vez feito isso e Barry está de volta em sua mente, Caitlin decide que Grodd seja libertado em liberdade condicional, enquanto Lyla coloca um chip de rastreamento nele para que o Time Flash saiba onde encontrá-lo se ele voltar para a vilania.

### Introduzidos na segunda temporada

#### Jesse Wells / Jesse Quick
Jesse Chambers Wells / Jesse Quick (interpretado por Violett Beane) é filha de Harry Wells da Terra-2. Como seu pai, Jesse é um prodígio científico, com cinco cursos de graduação, incluindo bioquímica. Zoom mantém Jesse em cativeiro para extorquir a cooperação de Harry até que ela seja resgatada por seu pai, Barry, Cisco, e Barry e Iris da Terra-2. Com o pai, Jesse busca refúgio na Terra-1 e ela parte para Opal City depois de descobrir os comprimentos que Harry levará para mantê-la segura. Jesse retorna depois que seu pai é sequestrado e trabalha com a equipe dos laboratórios S.T.A.R.. Jesse e Wally são afetados pela matéria escura quando Harry tenta restaurar a velocidade de Barry; Barry depois a tira do coma. Após a derrota de Zoom, Jesse retorna à Terra-2 com seu pai. Meses depois, Jesse exibe habilidades de velocista e aspira a ajudar as pessoas, embora seu pai desaprove. Depois que ela ajuda Barry a parar Magenta, Harry se torna mais encorajador e faz com que a Cisco a faça um traje velocista. Jesse e Harry retornam à Terra-2, onde Jesse se torne a super heroína da Terra-2, sob o nome de Jesse Quick. Jesse e Wally admitem seus sentimentos e mantêm um relacionamento de longa distância até que ela termina com Wally.

#### Hunter Zolomon / Zoom
Hunter Zolomon / Zoom (interpretado por Teddy Sears, inicialmente interpretado por Ryan Handley, dublado por Tony Todd) é um velocista da Terra-2 que está obcecado em se tornar o único velocista do multiverso e o principal antagonista da segunda temporada. O produtor executivo Andrew Kreisberg disse que, na primeira temporada "com o Flash Reverso, modulamos a voz de Tom Cavanagh, e este ano queríamos fazer algo um pouco diferente [para Zoom]. Parte do mistério da temporada é quem ou o que está por baixo da roupa de Zoom e, por isso, queríamos fazer algo como James Earl Jones como Darth Vader - essa voz icônica saindo dessa máscara. " Hunter era uma criança traumatizada (interpretada por Octavian Kaul) que testemunhou o assassinato de sua mãe nas mãos de seu pai, o que desencadeou sua sede de sangue como um assassino em série antes de ele ganhar seus poderes com a explosão do acelerador de partículas na Terra-2. Insatisfeito, ele tentou aumentar sua velocidade com o soro Velocity, mas logo descobriu que ele carregava uma doença fatal. Procurando uma cura, ele viajou pelo multiverso e capturou Jay Garrick. Sem sucesso em roubar a velocidade de Jay para se curar, Hunter manteve Jay preso com uma máscara de amortecimento de velocidade. Inspirado para ser herói e vilão, ele usou o nome de Jay como o Flash falso da Terra-2 para instilar falsas esperanças que ele tiraria como Zoom. Descobrindo a Terra-1, ele planejou aumentar a velocidade de Barry e depois roubá-la, enviando vários metahumanos da Terra-2 para combater o Flash enquanto também se infiltrava na equipe como Jay. Zoom extorque Harry Wells a roubar fisicamente a velocidade de Barry sequestrando Jesse Wells. Ele também se torna o interesse amoroso de Caitlin Snow. Depois de conseguir roubar a velocidade de Barry, Zoom leva seu exército de metahumanos da Terra-2 para conquistar a Terra-1 e construir um dispositivo capaz de destruir as outras Terras no multiverso, para garantir que ele continue sendo o único velocista. Hunter procura corromper a mente de Caitlin e a tornar como a Terra-2, Nevasca, e depois a de Barry matando Henry no mesmo local em que Eobard matou Nora, convencido de que eles são semelhantes por causa de seus traumas na infância. No entanto, Barry finalmente derrota Hunter em sua luta final e convoca dois Espectros do Tempo para puni-lo por seus crimes contra a linha do tempo; eles o transformam no Flash Negro, parecido com um cadáver, escravizado pela Força de Aceleração. Subjugado aos Fantasmas do Tempo, o Flash Negro fez aparições ocasionais na terceira temporada, como por exemplo para ferir Savitar antes de ser morto pela Nevasca da Terra-1.
- Sears também descreve brevemente a versão Terra-1 do personagem, um indivíduo não-meta-humano.

#### Jay Garrick / Flash
Jay Garrick (interpretado por John Wesley Shipp) é a versão da Terra-3 do pai de Barry, Henry Allen. Hunter Zolomon manteve Jay em cativeiro em uma tentativa fracassada de aproveitar sua velocidade antes de se inspirar para assumir sua personalidade e operar falsamente como o Flash da Terra-2; mesmo indo tão longe a ponto de usar o nome de Jay. Para impedi-lo de escapar, Zolomon forçou Jay a usar uma máscara que suprimia sua velocidade e o impedia de falar. Após a derrota de Zoom, Barry resgata Jay, que logo retorna à sua Terra. Jay adota o capacete de Flash (Hunter) como um símbolo de esperança, tendo satisfação em tirar algo de Zoom como o vilão velocista havia feito com ele. Jay aprendeu mais tarde com Harry Wells que Henry Allen é seu doppelgänger e Barry é filho de Henry. Sabendo disso, Jay cuida de Barry como um mentor compreensivo, porém severo, e uma amizade se desenvolve. Depois de desfazer o Flashpoint e tentar corrigir os erros deixados em seu rastro, ele explica a Barry que a viagem no tempo pode ter consequências adversas e que Barry deve viver com esses erros. Jay também ajuda Barry a aceitar a morte de Henry e lutar contra Savitar. Enquanto eles banem Savitar para a Força de Aceleração, Savitar mais tarde escapa, com Jay tomando o lugar de Savitar. Depois de ser libertado, Jay se junta ao Time Flash na batalha final para derrotar Savitar. Jay depois retorna para ajudar Barry a usar o Flashtime, e revela que planeja se aposentar e está treinando um protegido para se tornar seu sucessor como o Flash. Na sexta temporada, Jay se aposentou e se estabeleceu com sua esposa, Joan. Baseado no personagem da DC Comics com o mesmo nome.
- Com relação à diferença na interpretação de Garrick sobre Allen, Shipp "imaginou que Jay é minha versão de Barry" da série de 1990, acrescentando: "Voltei e assisti alguns episódios da versão de 1990-1991 para me lembrar o que eu fiz [Jay] é muito mais uma reminiscência do meu Barry Allen de 25 anos atrás do que do meu Henry Allen. Voltei e fiquei impressionado com a atitude do meu Barry Allen em algumas situações. Voltei e percebi a linha que eu trouxe adiante 25 anos, e tentei tecê-la. "
- Shipp depois reprisa seu papel de Barry Allen da série de televisão de 1990 no crossover "Elseworlds". Também é revelado que a série está situada na Terra-90 e, portanto, como Garrick, esse Flash também é o doppelgänger de Henry Allen. Mais tarde, no crossover "Crise nas Terras Infinitas", ele se sacrificou destruindo o canhão anti-matéria do Anti-Monitor; ocupando o lugar de Barry na Terra 1 após o Monitor especificar que um Flash deve morrer durante a Crise.

#### Patty Spivot
Patty Spivot (interpretada por Shantel VanSanten) é a nova protegida e parceira de Joe West, membro da força-tarefa metahumana no CCPD junto com a Cisco e um interesse amoroso de Barry Allen. Seu pai foi assassinado por Mark Mardon durante um assalto a banco antes da explosão do acelerador de partículas, deixando Patty determinada a impedir criminosos meta-humanos. Ela acredita que ter poder sobre-humano traz o melhor ou o pior das pessoas e reconhece o heroísmo do Flash. Seu ódio por Mark decorre da culpa do sobrevivente; quando era adolescente, deveria fazer o depósito no banco onde seu pai morreu. Quando Patty tem a chance de se vingar de Mark, o Flash a convence a escolher a justiça e não a vingança. Ela deixa Central City para prosseguir seus estudos no programa de Ciência Forense da Midway City University. Ela também deduz a identidade secreta de Barry e se oferece para ficar se Barry confirmar seus sentimentos por ela, mas Barry não admite nada, não querendo impedir que Patty continue seus estudos. Patty disfarçadamente tenta conseguir de Barry a revelação sobre sua identidade secreta como o Flash, mas ele nega, eles terminam e ela parte de Central City..
- A versão da Terra-2 da personagem é declarada cientista da Divisão de Ciência Criminal e Forense do Departamento de Polícia de Central City.

#### Francine West
Francine West (interpretada por Vanessa A. Williams) é a mãe de Iris West e Wally West e a esposa de Joe West. Francine abandonou sua família quatro anos antes de Joe receber Barry Allen, por culpa medo de colocar Iris em perigo por causa de seu abuso de drogas. Depois de se estabelecer em Keystone City e após o nascimento de Wally, Francine fica sóbria por causa do vício e se torna uma boa mãe para o seu filho. Depois de ser diagnosticada com a síndrome de MacGregor (uma doença terminal relacionada ao abuso de substâncias), ela tenta se reconciliar com sua família e confiar Wally a eles antes de morrer. Joe e Iris perdoam Francine no leito de morte e aceitam Wally como parte da família. Savitar depois usa a semelhança de Francine para atiçar Wally.

### Introduzidos na terceira temporada

#### Kara Zor-El / Kara Danvers / Supergirl
Kara Zor-El / Kara Danvers / Supergirl (interpretada por Melissa Benoist) é amiga e aliada de Barry Allen da Terra-38, que é uma super-heroína extraterrestre do extinto planeta Krypton. Eles se conheceram depois que Barry acidentalmente violou a barreira dimensional que separava os universos dele e de Kara ao testar um dispositivo táquion (veja "Os Melhores dos Mundos"). Supergirl prova ser uma aliada de confiança depois de viajar para a Terra-1 para ajudar os seus heróis a combater uma invasão alienígena, recebendo de Oliver Queen e Barry um dispositivo que lhe permitia viajar e se comunicar entre o seu universo e o deles. Ela e seus aliados ocasionalmente se juntam a Barry e outros heróis da Terra-1 em missões. Benoist reprisa o papel de Supergirl.

#### Cynthia / Cigana
Cynthia / Cigana (interpretada por Jessica Camacho) é uma caçadora de recompensas da Terra-19 que tem poderes semelhantes aos do Vibro.
Na 6ª temporada, Cigana é assassinada por Eco, o doppelganger da Terra-19 de Cisco. Mais tarde, ela foi vingada quando a Cisco derrotou Eco e ele foi preso pelos colecionadores.

#### Tracy Brand
Tracy Brand (interpretada por Anne Dudek) é uma estudante de doutorado excêntrica que estuda velocistas com "uma pitada de idiossincrasias peculiares". Introduzida na terceira temporada, ela é alvo de Savitar devido à futura derrota de Savitar em 2021. Mais tarde, Tracy se alinha com o Time Flash para cumprir seu destino contra Savitar e se torna um interesse amoroso de H.R. Wells no processo. Mais tarde, ela testemunha H.R. ser morto por Savitar e passa a odiar o remanescente desonesto do tempo. Na quarta temporada, Tracy é uma das cientistas que ajudou Cisco Ramon a trazer Barry Allen de volta da Força de Aceleração. Também fica implícito que ela recebeu seu doutorado e agora está trabalhando como cientista.

#### Julian Albert / Alquimia
Julian Albert Desmond / Alquimia (interpretado por Tom Felton; terceira temporada) é um cientista e companheiro de CSI no CCPD, que veio de uma próspera família inglesa antiga. O personagem era originalmente conhecido como Julian Dorn. Na terceira temporada, ele trabalha com Barry Allen, embora eles não tenham se dado bem inicialmente. Como Alquimia, ele é um acólito de Savitar que desperta poderes em metahumanos da linha do tempo do Flashpoint, em preparação para um evento futuro. Julian não sabe que ele é Alquimia, e que ele apenas assume o disfarce enquanto está inconscientemente possuído por Savitar. Tobin Bell dá voz ao Doutor Alquimia. Para consertar o que ele fez como Alquimia, Julian decide se juntar à equipe para ajudar contra Savitar e outros meta-humanos. Julian e Caitlin Snow desenvolvem um relacionamento romântico. Na quarta temporada, é revelado que Julian retornou ao Reino Unido.

#### Carla Tannhauser
A Dra. Carla Tannhauser (interpretada por Susan Walters) é a mãe de Caitlin, uma engenheira biomédica e CEO de uma grande empresa de pesquisa.

### Introduzidos na quarta temporada

#### Marlize DeVoe
Marlize DeVoe (interpretada por Kim Engelbrecht) é uma engenheira altamente inteligente que cria dispositivos para seu marido Clifford DeVoe. Inicialmente, ela era leal e se juntava ao Pensador para zombar do Time Flash toda vez que obtinha uma vitória, mas quando a personalidade original de Clifford começa a ser substituída por crescente crueldade e arrogância, ela percebe que o marido que amava se foi e ajuda o Time Flash a derrotar DeVoe na batalha final.

#### Sharon Finkel
Sharon Finkel (interpretada por Donna Pescow) é uma terapeuta que Barry Allen e Iris West visitam, assim como os outros membros do Time Flash.

#### Amunet Black
Amunet Black (interpretado por Katee Sackhoff) é uma criminosa metahumana que opera um mercado negro subterrâneo de supervilões metahumanos e o ex-amante do Áureo. Originalmente uma aeromoça chamada Leslie Jocoy, ela tem o poder de manipular metais, mas prefere usar fragmentos especiais de metal quando em combate. Amunet convenceu Caitlin Snow a trabalhar com ela, prometendo-lhe uma cura. Caitlin mais tarde deixa seu emprego, mas Amunet tenta repetidamente coagir Caitlin de volta ao seu lado. O Time Flash mais tarde faz uma trégua com Amunet quando seu capanga Norvok planeja vender seus fragmentos de metal. Durante esse tempo, ela teoriza que Caitlin não pôde virar a Nevasca devido a um efeito placebo. Depois de criar um dispositivo para o Time Flash usar contra o dispositivo Iluminador do Pensador, Amunet escapa em um tornado metálico.
Na 6ª temporada, em grande parte não afetada pela crise, Amunet retorna quando ela se envolve com o Áureo em uma guerra de território, pois ambos estavam atrás da flor Filha de Rappaccini. O Flash os interrompe liberando pólen da referida flor, fazendo com que os dois senhores do crime ouçam o que realmente pensam um do outro.

#### Matthew Norvock
Matthew Norvock (interpretado por Mark Sweatman) é um capanga metahumano de Amunet Black, cujo olho direito protético esconde um apêndice em forma de tentáculo que ele usa como arma. Ele tentou vender parte do metal de Amunet Black a outros senhores do crime em um ato de traição, mas ela o derrota depois que corta a criatura parecida com uma cobra e ele é preso por Joe West. Mais tarde, ele aparece na quinta temporada como um dos metahumanos que Cicada está caçando e na sexta temporada ajuda Nevasca a rastrear Bo Hemoglobina.

#### Oficial Jones
"Jonesy" (interpretado por Klarc Wilson) é um membro do Departamento de Polícia de Central City. Depois de ser controlado pela Spin na 5ª temporada, Jones vaza os nomes de vários meta-humanos para Cicada. Quando Cecile Horton descobre, Singh prende Jones, irritado.

### Introduzidos na quinta temporada

#### Vanessa Ambres
A Dra. Vanessa Ambres (interpretada por Lossen Chambers) é uma médica de emergência no Central City Hospital que compartilha o sentimento antimetahumano de Cicada, tendo tratado muitas vítimas de ataques de metahumanos e perdendo seu noivo Darius durante o tumulto de Zoom. Ela vigia Grace Gibbons e relutantemente protege Orlin Dwyer, até roubando drogas do pronto-socorro para ajudá-lo a lidar com a lesão no peito. Depois de ajudar o Time Flash a curá-lo, Dra. Ambres é morta por uma Grace adulta, vestida de Cicada.

#### Thomas Snow / Geada
Thomas Snow / Geada (interpretado por Kyle Secor) é o pai de Caitlin Snow.
Embora ele acreditasse ter morrido de ELA, Thomas é encontrado em um laboratório ártico por Barry, Caitlin e Cisco depois que Ralph descobre que a certidão de óbito de Snow foi falsificada. Mais tarde, eles aprendem que, em sua tentativa de curar sua ELA, ele se tornou um metahumano criogênico com uma personalidade maligna como Caitlin. Quando a maioria do Time Flash começa a congelar, Caitlin se mostra imune logo antes de Nevasca reaparecer. Pai e filha se envolvem em uma batalha no gelo. Depois que a personalidade de Thomas surge brevemente, Geada bate Nevasca de volta e foge.
Geada mais tarde retorna com um plano para eliminar os lados humanos de Caitlin e de sua mãe Carla. Ele está prestes a matar Caitlin, quando Thomas Snow de repente encontra forças para retornar à sua forma humana. Quando Caitlin é atacado por Cicada, Thomas se sacrifica para salvar a vida de sua filha.

#### Grace Gibbons / Cicada II
Grace Gibbons (interpretada por Islie Hirvonen como pré-adolescente, Sarah Carter como adulta) é a sobrinha órfã de Orlin Dwyer que perdeu seus pais em um incidente metahumano. Ela foi colocada em coma depois de ser pega pelos destroços do satélite iluminado, o que também afetou seu tio. Mais tarde, quando Nora West-Allen (XS) entra na mente de Grace, é revelado que ela está consciente do que está acontecendo, apesar de seu estado de coma, porque um pequeno fragmento do satélite afetou seu cérebro; transformando-a em um metahumano e formando uma barreira mental para evitar novas invasões. Presa em suas memórias dolorosas e emoções negativas, Grace agora compartilha o ódio de seu tio por todos os meta-humanos, apesar de ser um, e está implícito que é ainda mais poderoso que ele. Agora ela declara guerra contra o Flash e o XS, prometendo fazê-los pagar por todos os meios necessários. Quando Orlin é curado de suas habilidades metahumanas, uma Grace adulta ataca os Laboratórios S.T.A.R, mata a Dra. Ambres e o sequestra. A Grace adulta vem de um futuro em que os metahumanos prosperam, então ela assumiu o manto de Cicada ao acordar de seu coma para completar a missão de seu tio de matar todos eles. Ela mira primeiro em Vickie Bolen, uma metahumana que acidentalmente causou a morte de seus pais. Durante sua luta com o Flash, Grace é confrontada por seu tio, que tenta argumentar com ela, o que a leva a matá-lo antes de fugir. Quando Orlin morre nos braços de Flash, ele diz para ele salvar Grace.
Mais tarde, Grace sequestra seu eu mais jovem do hospital. Ela então travou a batalha entre o Teime Flash e o Geada, roubando o crio-atomizador que o Geada havia roubado anteriormente. Ela então rouba versões protótipo de cura metahumana dos Laboratórios S.T.A.R., que ela pode transformar em uma versão letal com o atomizador criogênico. Nora volta à mente de Grace e, com uma versão de Orlin, convence-a a abandonar seus sentimentos antimetahumanos. Enquanto isso, Grace adulta deixa de existir depois que o Flash destrói sua adaga com uma arma de espelho. Atualmente, menciona-se que Grace foi colocada em um lar adotivo.

#### Trevor Shinick
Trevor Shinick (interpretado por Everick Golding) é um guarda da prisão de Iron Heights, em 2049. Ele está encarregado da célula de Eobard Thawne na ala meta-humana.

#### Kamilla Hwang
Kamilla Hwang (interpretada por Victoria Park) é uma bargirl e aspirante a fotógrafa que a Cisco começa a namorar depois de terminar com a Cigana.
Enquanto trabalhava na Liquid Kitty, Kamilla Hwang conhece Cisco Ramon, a quem ela serve uma bebida em casa. Depois de conversarem um pouco, eles trocam seus números de telefone e começam a enviar mensagens de texto. Mais tarde, Kamilla sai com a Cisco, mas devido a um início difícil, eles concordam com uma reencontro. Eventualmente, Iris West contrata Kamilla para tirar fotos para seu jornal. Kamilla ajuda nos Laboratórios S.T.A.R. enquanto a Cisco está fora, verificando o status de algumas pessoas após a crise. Após o incidente em que Barry ficou preso no corpo de Grodd, Kamilla recebe uma ligação informando que a Cisco está retornando. Ela recebe a Cisco de volta em Central City ao mesmo tempo em que Wally West retorna. Ao tentar excluir uma foto, ela descobre sobre a Iris Espelhada. A Iris Espelhada chega e dispara a Arma Espelhada nela.

### Introduzidos na sexta temporada

#### Ramsey Rosso / Hemoglobina
Ramsey Rosso (interpretado por Sendhil Ramamurthy) é um médico com um intelecto genial, o principal especialista mundial em oncologia hematológica e um ex-colega de Caitlin Snow, que se transforma no vilão Hemoglobina por seu desejo de desafiar as leis da natureza. Depois que sua mãe morre de HLH, Rosso desenvolve uma cura para o distúrbio usando matéria escura; mesmo apesar dos avisos de Caitlin. Embora ele tenha executado inúmeras simulações que mostraram o contrário, ele se transforma em um metahumano depois de testar a cura em si mesmo, pois também está morrendo de doença. Exigindo mais matéria escura, ele tenta obtê-la do traficante de armas, Mitch Romero, apenas para inadvertidamente transformá-lo em um monstro zumbi com seus poderes. Inicialmente, ele não tinha controle sobre ele quando Romero o atacou à vista. Após um segundo encontro, Rosso descobriu que podia controlá-lo através de seu sangue com infusão de matéria escura. Depois que o Time Flash destrói Romero, Rosso obtém uma amostra do referido sangue e aprende que ele pode usá-lo em sua cura antes de absorvê-lo e desenvolver um desejo por mais. Em sua busca para se curar, ele invade um banco de sangue para criar uma cura mais permanente, mas nada parece funcionar. Mais tarde, ele percebe que o sangue de Romero estava cheio de adrenalina quando ele o drenou e ataca o general de Central City; matando várias pessoas pelo seu sangue e transformando-as em zumbis antes de escapar. Ele ressurge semanas depois, quando ataca o Homem Elástico e drena seu sangue. Embora o Time Flash o salve, um pequeno rastro do sangue de Rosso entra na corrente sanguínea de Barry e o infecta lentamente até que ele se torne um zumbi. Com o Flash sob seu controle, Rosso leva o nome "Hemoglobina" e se prepara para seu golpe de mestre. Pouco tempo depois, ele ataca a Central City e converte a maioria de seus cidadãos em seus "Irmãos e Irmãs de Sangue". Embora ele tenha a chance de matar Cisco e Iris, no entanto, Barry é capaz de usar secretamente a conexão deles para salvar seus amigos e dizer-lhes como parar Rosso. Apesar de quase ter sucesso, Rosso é finalmente derrotado pelo trabalho em equipe do Time Flash. Ele tenta matar Barry em retaliação na forma de um monstro de sangue com cabeça de caveira, mas o velocista usa sua conexão mais uma vez para mostrar-lhe uma alucinação de sua mãe antes de prendê-lo em uma máquina especial usada anteriormente para conter o poder de buraco negro de Chester P. Runk. Rosso é posteriormente preso sob custódia da A.R.G.U.S.

#### Chester P. Runk
Chester P. Runk (interpretado por Brandon McKnight) é um cientista que acidentalmente abriu um buraco negro que se fundia com sua consciência, deixando-o em um estado catatônico enquanto o buraco negro aparecia em lugares que mantinham um apego emocional por ele. Eventualmente, o Flash resgata sua consciência do buraco negro e a coloca de volta em seu corpo, fechando-a para sempre. Depois de estabilizar por várias semanas, Runk é capaz de começar a recompor sua vida com a ajuda de Cecile Horton.
McKnight foi promovido ao elenco principal para a sétima temporada.

#### Allegra Garcia
Allegra Garcia (interpretada por Kayla Compton) é uma jovem metahumana com habilidades baseadas no espectro eletromagnético que quer se tornar uma repórter desde que viu o artigo de Iris sobre o "Borrão" (o nome original desta última para o Flash). Apesar de ter antecedentes criminais e ter sido encarcerado em Iron Heights, Cecile foi capaz de ajudar Allegra a mudar sua vida. Após um ataque de sua prima metahumana Esperanza, cujos ataques haviam moldado Allegra, ela consegue um emprego como estagiária no Cidadão de Central City. Allegra depois investigou a organização misteriosa que transformou Esperanza em uma assassina e ajudou o Time Flash a impedir que o Hemoglobina transformasse a população de Central City em seus servos zumbis. Após a crise, Allegra auxilia na investigação da organização criminosa Buraco Negro. Mais tarde, ela descobre que tinha um doppelganger que trabalhava para Nash Wells.
Compton foi promovido ao elenco principal para a sétima temporada.

#### Esperanza Garcia / Ultravioleta
Esperanza Garcia / Ultravioleta (retratada por Alexa Barajas) é uma assassina meta-humana e prima de Allegra que também possui habilidades baseadas no espectro eletromagnético. Ela foi considerada morta durante a explosão do acelerador de partículas original, mas foi levada, revivida e treinada para se tornar uma assassina do Buraco Negro. Depois de atacar o CCPD para matar Allegra, ela foi derrotada pelo Flash e enviada para Iron Heights. Depois disso, ela fez pequenas reaparições durante uma gala criminosa realizada por Remington Meister, atacando Sue Dearbon por roubar um diamante com informações sobre o Buraco Negro, e sendo levada para o lado de Eva McCulloch.

#### Sue Dearbon
Sue Dearbon (interpretada por Natalie Dreyfuss) era uma pessoa desaparecida que Ralph Dibny estava tentando encontrar desde o final da quinta temporada antes de aparecer na sexta temporada coma um ladrã com conexões com o Buraco Negro. Quando Ralph a encontra, Sue o manipula para ajudá-la a obter um diamante na posse de um criminoso de baixo nível e a fugir com ele enquanto ele luta contra o Ultravioleta. Em seu esconderijo, Sue descobre o símbolo de Buraco Negro no diamante.

## Participações Especiais
A seguir, é apresentada uma lista de participações especiais e dos personagens que eles interpretaram em vários episódios, com papéis significativos. Os personagens são listados pela ordem em que apareceram pela primeira vez.

### Introduzidos na primeira temporada
- Roy Bivolo / Prisma / Ladrão do Arco-Íris (interpretado por Paul Anthony) - Um metahumano com a capacidade de induzir uma raiva incontrolável em outros. Bivolo infecta e envia Barry Allen com raiva por toda a cidade, que só é acalmada pelo Arqueiro, sua equipe e os laboratórios S.T.A.R.. Depois de derrotar Bivolo, ele foi mantido na prisão do acelerador de partículas antes de ser libertado por Leonard Snart.
- Gideon (dublado por Morena Baccarin) - Uma I.A. criado por Barry Allen na futura linha do tempo original, que de alguma forma veio a ser usada nos próprios planos de Eobard Thawne. Está programado para ser leal a Barry e Eobard. Gideon também se mostra leal a Harry Wells, Clifford DeVoe e Nora West-Allen.
  - Outra versão do personagem (dublada por Amy Pemberton) é a assistente de navegação a bordo do Waverider. Pemberton estrela como o personagem de Legends of Tomorrow.
- Quentin Lance (interpretado por Paul Blackthorne) - Um capitão de polícia no Departamento de Polícia de Starling City. Ele ajuda Joe West e Cisco Ramon a descobrir o cadáver de Terra-1 de Harrison Wells, Quentin e Joe se tornam amigos no processo devido a suas semelhanças como detetives e pais da polícia. Blackthorne reprisa seu papel de Arrow.
  - A versão da Terra-2 do personagem (falecido) é mencionado pela Sereia Negra em Arrow.
  - Blackthorne também interpretou a versão da Terra-X do seu personagem no crossover "Crise na Terra-X", um comandante do exército do Arqueiro Negro.
- Tess Morgan (interpretada por Bre Blair) - A esposa da Terra-1 de Harrison Wells e outra vítima de Eobard Thawne.
- A versão da Terra-2 do personagem (que também é falecida) é mencionada como a esposa de Harry Wells e a mãe de Jesse Quick.
- Kyle Nimbus / Mist (interpretado por Anthony Carrigan) - Um metahumano que pode se transformar em uma névoa venenosa e é inimigo de Joe West. Ele foi detido na prisão dos laboratórios S.T.A.R. antes de ser libertado por Leonard Snart.
- Laurel Lance / Canário Negro (interpretado por Katie Cassidy) - Uma advogada assistente e vigilante de Starling City. Cisco Ramon fornece a Laurel um colar ultrassônico usando componentes das armas sônicas de Sara Lance (Canário) e Hartley Rathaway, melhorando as táticas de Laurel com armas sônicas. Cassidy reprisa seu papel de Arrow.
  - Cassidy também interpreta a versão da Terra-2 da sua personagem a Sereia Negra, uma vilã metahumano e um dos tenentes de Zoom.
  - Cassidy também retrata a versão da Terra-X de sua personagem a Sereia-X, a amante não correspondida do Arqueiro Negro e um remanescente do regime da Terra-X que vem à Terra-1 para vingar o Arqueiro Negro. Ela sequestra Fallout de um transporte da A.R.G.U.S., a fim de fazê-lo explodir. Com a ajuda de Leo Snart, o Flash derrota a Sereia-X e evita a explosão de sua vítima.
- Anthony Bellows (interpretado por Vito D'Ambrosio) - Um ex-policial que se tornou prefeito de Central City. Sua corrupção foi posteriormente exposta pelo Flash e pelo Homem Elástico e ele foi preso por Joe West. Ele é sucedido como prefeito por Van Buren. Enquanto encarcerado em Iron Heights, ele se tornou uma figura poderosa, onde ganhou lacaios e ameaçou David Ratchet. Quando Barry Allen é encarcerado em Iron Heights, ele joga cartas com Bellows e usa secretamente as habilidades do velocista para vencê-lo em um jogo de cartas.
- Tony Woodward / Girder (interpretado por Greg Finley) - Um metahumano com a capacidade de transformar sua pele em aço. Ele intimidou Barry Allen e Iris West quando eles eram crianças. Na primeira temporada, ele vai atrás de Iris, mas acaba sendo derrotado pelo Flash.
- Bette Sans Souci / Plastique (interpretada por Kelly Frye) - Uma ex-veterana de guerra e metahumana com a capacidade de explodir tudo o que toca. Ela é baleada pelo general Wade Eiling e morre, mas seu corpo se transforma em uma bomba, então Barry é forçado a jogá-la no oceano, onde detona com segurança longe da cidade.
- Dante Ramon (interpretado por Nicholas Gonzalez) - O irmão mais ambicioso e mais velho de Cisco Ramon. Embora eles originalmente tenham um relacionamento tenso devido a seus respectivos ciúmes, mais tarde tentam reconciliar seu relacionamento. Barry redefine a linha do tempo para desfazer a linha do tempo do Flashpoint, resultando na morte de Dante por um motorista bêbado o que ameaça o relacionamento de Cisco e Barry.
  - Gonzalez também retrata a versão Terra-2 do personagem, Rupture, que quer se vingar do Time Flash por matar Revibro, enganado por Zoom às circunstâncias da morte de seu irmão. Rupture é morto por Zoom.
- Axel Walker / Trapaceiro (interpretado por Devon Graye) - Um jovem imitador do Trapaceiro original (James Jesse), que é seu pai.
- James Jesse / Trapaçeiro (interpretado por Mark Hamill) - Um terrorista cumprindo pena de prisão perpétua em Iron Heights. Barry e Joe procuram sua ajuda para parar Axel Walker, um novo Trapaceiro. Após sua primeira derrota pelo Flash, Jesse fica obcecado com o velocista. Hamill reprisa o papel da série de televisão de 1990, mais tarde estabeleceu retroativamente que James Jesse da Terra 90 e da Terra 1 levaram vidas quase idênticas durante aquela época. Baseado no personagem da DC Comics com o mesmo nome.
  - Hamill também retrata a versão da Terra-3 de seu personagem que é inimigo de Jay Garrick.
- Clarissa Stein (interpretada por Isabella Hofmann) - A esposa de Martin Stein.
- Samantha Clayton (interpretada por Anna Hopkins) - A mãe do filho desconhecido de Oliver Queen, William. Ela mora em Central City com o filho depois de mentir para Oliver que abortou. Hopkins reprisa seu papel de Arrow.
- Jake Simmons / Deathbolt (interpretado por Doug Jones) - Um metahumano com a capacidade de aproveitar e armar a energia do plasma, reprisando seu papel de Arrow. Como Simmons não estava em Central City quando o acelerador de partículas explodiu, ele ganhou seus poderes por outros meios. Ele é morto por Leonard Snart.
- Brie Larvan (interpretada por Emily Kinney) - Uma versão feminina do personagem da DC Comics, Bug-Eyed Bandit. Ela é uma gênia técnica narcisista e assassina que se torna rival de Felicity Smoak. Mais tarde, ela aparece como membro dos Jovens Trapaceiros, ao lado da Bruxa do Tempo e de Rag Doll, com os três capturados pelo Time Flash durante um assalto à McCulloch Technologies.
- William Tockman / Clock King (interpretado por Robert Knepper) - Um mestre criminoso. Na primeira temporada de The Flash, Tockman levou vários civis como reféns do CCPD. Knepper reprisa seu papel de Arrow.
- Hartley Rathaway / Flaustista (interpretado por Andy Mientus) - Na primeira temporada, ele é retratado como o ex-protegido de Eobard Thawne, o rival de Cisco e um gênio amargo que costumava trabalhar nos laboratórios S.T.A.R.. A explosão do acelerador de partículas lhe deu uma audição sobre-humana, mas ele precisa de aparelhos auditivos personalizados para ajudar a controlar seu novo poder. Ele também se afastou dos pais depois que saiu. Depois disso, ele desenvolveu luvas sônicas e se tornou um criminoso; chamando a si mesmo de "Flautista". Como resultado das mudanças na linha do tempo durante a segunda temporada, Hartley se tornou um aliado do Time Flash e se reconciliou com seus pais. No entanto, durante a sexta temporada, após a crise, Hartley se tornou um metahumano com plenos poderes sônicos em cima de suas luvas, além de ser um inimigo do Time Flash mais uma vez, pois o desprezavam em algum lugar dentro da linha do tempo recém-criada.
- Hannibal Bates (interpretado por Martin Novotny) - Um metahumano com a capacidade de mudar de forma, mudando sua aparência para se parecer com os outros. Devido a seus poderes, vários outros atores retrataram os vários disfarces do personagem (Chris Webb, Barbara Wallace, Laiken Laverock e Maxine Miller), incluindo vários regulares da série.
- Shawna Baez / Peek-a-Boo (interpretada por Britne Oldford) - Um metahumano com a capacidade de se teletransportar. Ela estava detida na prisão dos laboratórios S.T.A.R. antes de ser libertado por Leonard Snart. Ela reaparece brevemente na estreia da quarta temporada, onde é recapturada por Kid Flash e Vibro. Baseado no personagem da DC Comics, Peek-a-Boo.
- Farooq Gibran / Blackout (interpretado por Michael Reventar) - Um metahumano com o poder de aproveitar a eletricidade. Farooq culpa Eobard Thawne pela morte de seus amigos, resultante de seus poderes incontroláveis. Ele se sobrecarrega e morre, com seu corpo mantido na prisão dos laboratórios S.T.A.R..
- Jason Rusch (interpretado por Luc Roderique) - Um estudante de graduação da Hudson University e membro da equipe de pesquisa de Martin Stein no projeto N.U.C.L.E.A.R..
- Clyde Mardon (interpretado por Chad Rook) - Um ladrão de bancos e assassino que se transformou em um metahumano com a capacidade de controlar o clima do ambiente. Ele é baleado e morto por Joe West no episódio piloto.
- Ray Palmer / Átomo (interpretado por Brandon Routh) - Um cientista, inventor e empresário que é o CEO da Palmer Technologies. Ele se torna amigo do Cisco devido ao seu gosto compartilhado por tecnologias avançadas. Routh se repete como se personagem de Arrow e atua como personagem regular em Legends of Tomorrow.
  - Routh também interpreta o Superman da Terra-96, reprisando o papel de Superman - O Retorno com referências do personagem da história do Reino do Amanhã.
- Simon Stagg (interpretado por William Sadler) - Um industrial e filantropo que é fascinado com o Flash (Barry Allen) ao ponto de exploração. Ele é morto por Eobard Thawne.
- Java (interpretado por Michasha Armstrong) - O chefe de segurança da Stagg Enterprises. Danton Black pagou o prêmio para que ele pudesse atacar Simon Stagg em uma reunião da universidade que o estava honrando. Mais tarde, Danton Black tentou fazer com que Java lhe desse acesso à casa de Simon Stagg. Java recusou e deu um soco em Danton quando ele o ameaçou. Em retaliação, Danton multiplica e vence Java até a morte.
- Danton Black / Multiplex (interpretado por Michael Christopher Smith) - Um cientista que se tornou um metahumano com a capacidade de se duplicar. Ele cai pela janela tentando atacar o Flash depois de ser derrotado, mas quando o Flash tenta puxá-lo para cima, Multiplex se deixa cair até a morte.

### Introduzidos na segunda temporada
- Lyla Michaels (interpretada por Audrey Marie Anderson) - Uma agente A.R.G.U.S. e esposa de John Diggle. Na segunda temporada, ela viaja para Central City para ajudar Barry Allen a encontrar o Tubarão Rei que escapa da A.R.G.U.S. Na terceira temporada, Lyla desconfia de Barry devido à alteração de sua vida de casada quando a linha do tempo é reiniciada, embora mais tarde ela o perdoasse. Depois de se tornar o chefe da A.R.G.U.S. em Arrow, Lyla ajuda o Time Flash a conter os inimigos que os laboratórios S.T.A.R. não podem preder, como Grodd, Tubarão Rei e Hemoglobina. Anderson reprisa seu papel de Arrow.

Mais tarde, ela se tornaria a Percursora durante a "Crise nas Infinitas Terras", depois que o Monitor a recrutou para ajudá-lo a evitar a crise iminente.
- Henry Hewitt (interpretado por Demore Barnes) - Hewitt é um cientista que foi afetado pela explosão do acelerador de partículas e foi um candidato potencial à outra metade do Nuclear depois que Ronnie se sacrificou. No entanto, ele é inadequado, ele obtém poderes da tentativa de fusão e tenta matar Caitlin Snow e Jefferson Jackson. Ele é derrotado pelo Flash (Barry Allen) e pelo novo Nuclear através de seus esforços combinados.
  - Barnes também interpreta a versão da Terra-2 de seu personagem, um cientista gentil dos laboratórios S.T.A.R. que trabalhava com Harry Wells.
  - Malcolm Merlyn / Arqueiro Negro (interpretado por John Barrowman) - Malcolm é o líder da Liga dos Assassinos, o arqui-inimigo de Oliver Queen e o pai biológico de Thea Queen; ele fornece informações a Oliver e Barry Allen sobre Vandal Savage. Barrowman reprisa seu papel de Arrow.
- Scott Evans (interpretado por Tone Bell) - O novo editor do Central City Picture News após a morte de Eric Larkin e um interesse amoroso por Iris West.
- Albert Rothstein / Esmaga Átomo (interpretado por Adam Copeland) - Albert Rothstein da Terra-2 tem uma força incrível e a capacidade de crescer para um tamanho enorme. Ele morre envenenado por radiação depois de lutar contra o Flash, embora não antes de revelar que foi enviado para matar o Flash a pedido de Zoom.
  - Copeland também interpreta a versão da Terra-1 de seu personagem, um trabalhador de uma usina nuclear que é morta preventivamente por Atom Smasher.
- Vandal Savage (interpretado por Casper Crump) - Um imortal de 6.000 anos de idade que manipulou líderes ao longo da história na tentativa de obter domínio sobre o mundo inteiro.
- Russell Glosson / Turtle (interpretado por Aaron Douglas) - Um metahumano que pode retardar tudo ao seu redor absorvendo energia cinética. Após sua derrota pelo Flash, ele é morto por Harry Wells.
- Jefferson "Jax" Jackson / Nuclear (interpretado por Franz Drameh) - Um ex-atleta que se machucou e trabalha como mecânico de automóveis. Ele substitui Ronnie Raymond como a outra metade do Nuclear de Martin Stein.
- Joey Monteleone / Tar Pit (interpretado por Marco Grazzini) - Um metahumano com a capacidade de se transformar em asfalto derretido.
- Shay Lamden / Tubarão Rei (interpretado por Dan Payne como humano, dublado por David Hayter) - Tubarão Rei é um tubarão humanoide metahumano da Terra-2 enviado por Zoom para matar o Flash. Ele era um biólogo marinho que sofreu uma mutação em um acidente. Kreisberg disse que o personagem foi originalmente introduzido nos quadrinhos The Flash: Season Zero, porque eles não teriam sido capazes de criá-lo para a série. Ele acrescentou que, em sua aparição inicial, "foram 30 segundos muito caros do programa", e os produtores não pensaram que poderiam se dar ao luxo de fazer um episódio inteiro com ele ", então a ideia era que ele fosse um dos servos de Zoom" A bióloga marinha da Terra-1, Tanya Lamden, foi posteriormente trazida pela A.R.G.U.S. para trabalhar com o doppelganger de seu falecido marido; inventando uma coroa de telepatia para se comunicar com ele. O Tubarão Rei foi brevemente restaurado ao normal por Flash quando ele usou a cura metahumana nele. Quando Grodd escapou da A.R.G.U.S., roubou a coroa da telepatia e atacou Central City, Shay sacrificou sua forma humana restaurada e se torna o Tubarão Rei novamente para lutar contra Grodd; com a ajuda do Flash e XS. Agora em um aquário e usando a coroa de telepatia novamente, o Tubarão Rei é capaz de continuar seu relacionamento com Tanya.
- Carter Hall / Khufu / Gavião-Negro (interpretado por Falk Hentschel) - Baseado no personagem de mesmo nome da DC Comics, Hall é a mais recente reencarnação de um príncipe egípcio que está fadado a reencarnar ao longo do tempo junto com sua alma gêmea, Mulher-Gavião.
- Thea Queen (interpretada por Willa Holland) - a meia-irmã de Oliver Queen, que começou a operar como vigilante, substituindo Roy Harper como "Speedy". Holland reprisa seu papel de Arrow.
- Lewis Snart (interpretado por Michael Ironside) - Um ex-policial, criminoso de carreira e o pai abusivo de Leonard Snart (Capitão Frio) e Lisa Snart (Patinadora Dourada), que retornam a Central City com um plano que põe em perigo os dois filhos. Ele é morto por Leonard por vingança.
- Damien Darhk (interpretado por Neal McDonough) - Um ex-membro da Liga dos Assassinos e o líder de seu próprio grupo clandestino, C.O.L.M.É.I.A.. McDonough reprisa seu papel de Arrow
- Tanya Lamden (interpretada por Haley Beauchamp na segunda temporada, Zibby Allen na quinta temporada) - Uma bióloga marinha e esposa do falecido DA Terra-1 Shay Lamden, que Cisco e Caitlin perguntam sobre quando precisam encontrar seu colega na Terra-2, Tubarão Rei . Mais tarde, ela foi trazida pela A.R.G.U.S. para trabalhar no Tubarão Rei. Ela inventou uma coroa de telepatia para se comunicar com ele quando Barry, Caitlin e Cisco queriam testar sua cura metahumana nele. Foi um sucesso, mas a coroa da telepatia foi roubada por Grodd, que controlava mentalmente Cisco e Caitlin para fazer o trabalho. Depois que Shay sacrifica sua humanidade para ajudar a derrotar Grodd, Tanya continua a interagir com o Tubarão Rei em seu aquário.
- Eliza Harmon / Trajetória (interpretada por Allison Page) - Uma "cientista excepcionalmente brilhante com uma personalidade dividida à la Jekyll e Hyde" dos Laboratórios Mercury. Ela ajuda Caitlin Snow com a fórmula do Velocity 9, que é usada para tentar restaurar a velocidade perdida de Jay Garrick. Embora Caitlin nunca lhe dê toda a fórmula, Eliza consegue fazer engenharia reversa da droga e fica viciada nela; culpando-o pela pressão do trabalho e manifestando uma personalidade "má" para justificar suas ações para si mesma. Tomando o nome de "Trajetória", ela logo se torna uma velocista criminal e causa estragos em Central City. Depois que o Flash a derrota, ela toma outra dose enquanto já está em uma e se desintegra enquanto corre; seu corpo empurrou além de seus limites. Sua roupa é posteriormente recuperada, modificada e entregue a Jesse Quick, enquanto sua morte faz Barry perceber que "Jay Garrick" era Zoom o tempo todo.
- Floyd Lawton (interpretado por Michael Rowe) - Na Terra-2, Floyd Lawton é um detetive do CCPD e parceiro de Iris West-Allen. Ele não é muito hábil em apontar e manusear uma arma, ganhando o apelido de "Tiro morto". Rowe apareceu como a versão da Terra-1 de seu personagem, o assassino Pistoleiro, em Arrow.
- Adam Fells / Geomancer (interpretado por Adam Stafford) - Um metahumano com a capacidade de criar terremotos.
- Griffin Gray (interpretado por Haig Sutherland) - Griffin é um metahumano com super-força que exige uma cura para sua doença progeróide terminal por Harry Wells, confundindo Harry com o impostor da Terra-1 Eobard Thawne. A doença progeroide é o efeito colateral de seus poderes. Durante sua luta com Flash, Griffin morre das partes finais de seus efeitos colaterais metahumanos e volta à sua idade original após sua morte.
- Eddie Slick / Sand Demon (interpretado por Kett Turton) - Baseado no personagem de mesmo nome da DC Comics, Slick é um metahumano da Terra-2 que tem a capacidade de transformar parte de seu corpo em areia. Ele teve encontros com "The Flash" (Hunter Zolomon) na Terra-2 e é morto depois que o Flash (Barry Allen) lança um raio no peito, quebrando-o como vidro.
  - A versão da Terra-1 do personagem, também retratada por Turton, também é um criminoso de carreira como incendiário, mas não um metahumano.

### Introduzidos na terceira temporada
- Eve Teschmacher (interpretada por Andrea Brooks) - A assistente de James Olsen na CatCo Media na Terra-38. Brooks reprisa o papel de Supergirl.
- Lily Stein (interpretada por Christina Brucato) - A filha cientista de Martin Stein.
- Juiz Hankerson (interpretado por Ken Camroux-Taylor) - Um juiz em Central City. Ele supervisionou diferentes acusações, como os de Heat Monger, Barry Allen, Bruxa do Tempo e Allegra Garcia.
- Music Meister (interpretado por Darren Criss) - Um ser extradimensional com a capacidade de hipnotizar as pessoas com seus olhos, enviando-as para um mundo de sonhos auto-criado, que também lhe permite desviar suas habilidades. No caso de Flash e Supergirl, ele os enviou a uma realidade que evoca os traços de filmes de bandidos e musicais.
- Sam Scudder / Mirror Master (interpretado por Gray Damon) - Um metahumano que tem a capacidade de viajar por qualquer superfície refletora e já foi membro da gangue de Leonard Snart antes da explosão do acelerador de partículas.
- Abra Kadabra (interpretado por David Dastmalchian) - Um criminoso que viaja no tempo de um futuro distante cujos poderes tecnológicos avançados parecem mágicos.
- Clive Yorkin (interpretado por Matthew Kevin Anderson) - Um metahumano que pode desintegrar aqueles que toca. Ele tinha poderes na linha do tempo do Flashpoint e os recupera quando o Alquimia o devolve na linha do tempo restaurada.
- Joanie (interpretada por Riley Jade Berglund) - A filha mais velha de Cecile Horton.
- Solovar (dublado por Keith David) - Um gorila albino senciente que é o líder de Gorila City na Terra-2. Na sexta temporada, uma manifestação mental de Solovar apareceu como um porteiro, impedindo que as mentes de Barry e Grodd se separassem, forçando-os a trabalhar juntos para derrotá-lo. Até agora, o destino do verdadeiro Solovar é desconhecido.
- Julio Mendez (interpretado por Alex Désert) - Um músico. Na linha do tempo do Flashpoint, ele é um capitão do CCPD. Désert reprisa seu papel da série de 1990 do mesmo nome.
- Tom Patterson (interpretado por Greg Grunberg) - Um detetive de Central City.
- J'onn J'onzz / Caçador de Marte (interpretado por David Harewood) - J'onn é um super-herói extraterrestre que é o último marciano verde e também diretor do Departamento de Operações Extranormais (DEO), residente na Terra-38 . Harwood reprisa seu papel de Supergirl.
- Winn Schott (interpretado por Jeremy Jordan) Winn é amigo de Supergirl e filho do criminoso Homem-Brinquedo, a quem Barry também fez amizade com quem trabalha para o DEO como seu agente de recepção, residindo na Terra-38. Jordan reprisa seu papel de Supergirl.
  - Jordan também retrata a versão da Terra-X do personagem chamado General Schott, introduzida durante o crossover "Crise na Terra X", que é o líder da resistência contra o Novo Reich.
- Frances "Frankie" Kane / Magenta (interpretada por Joey King) - Baseado no personagem de mesmo nome da DC Comics, Kane é um metahumano com a capacidade de manipular o magnetismo. Frankie obteve seus poderes do Dr. Alquimia, revelando que ela era uma metahumana na linha do tempo do Flashpoint, e normalmente é uma garota legal e submissa, mas tem uma segunda personalidade agressiva "Magenta" como resultado do poder da Alquimia.
- Edward Clariss / Rival (interpretado por Todd Lasance) - Rival é um velocista de terno preto que é o arqui-inimigo de Kid Flash na linha do tempo do Flashpoint.  Clariss tenta combater Kid-Flash e o Flash (Barry Allen). Apesar de ferir gravemente o Kid-Flash, ele é subjugado por Barry e morto por Joe West. Na linha do tempo restaurada, um Clariss vivo recebe a velocidade que ele tinha na linha do tempo do Flashpoint pelo Doutor Alquimia. Como o rival, ele tenta matar Barry em vingança por tirar seus poderes dele, mas é derrotado por Barry e Cisco. Mais tarde, ele é assassinado por Savitar.
- Sara Lance / Canário Branco (interpretada por Caity Lotz) - A única irmã de Laurel Lance. Ela é uma vigilante de Star City e ex-membro da Liga dos Assassinos que sofre de uma sede de sangue depois de ser ressuscitada pelo místico Poço de Lázaro, e também a capitã interina da nave do tempo Waverider e líder das lendas durante a ausência de Rip Hunter. O personagem é parcialmente baseado no Canário Negro e foi introduzido pela primeira vez em Arrow. Lotz repete seu papel de Arrow e de Legends of Tomorrow, onde faz parte do elenco principal.
  - A versão Terra-X de Sara é mencionada em "Crise na Terra-X", tendo sido morta por uma versão Sturmbannführer de Quentin Lance, quando ele descobriu que ela era bissexual.
- Homem Acelerado (interpretado por Sean Poague) - Um canal Speed Force e a versão do Flash da Terra-19.
- Rosalind "Rosa" Dillon (interpretada por Ashley Rickards) - Dillon é uma metahumana com a capacidade de produzir vertigem giratória através do contato visual.
- Mon-El (interpretado por Chris Wood) - Um príncipe extraterrestre do planeta Daxam com poderes semelhantes aos de Supergirl. Ele é o parceiro romântico de Supergirl, residindo na Terra-38. Wood reprisa seu papel de Supergirl.
- Lucious Coolidge / Heat Monger (interpretado por Richard Zeman) - Um incendiário com lança-chamas que operava enquanto a Heat Wave estava "fora da rede".
- Jared Morillo / Plunder (interpretado por Stephen Huszar) - Um ladrão de jóias que usa tecnologia futurista.
- Shade (interpretado por Mike McLeod) - Um metahumano que pode vibrar suas moléculas para aparecer como uma sombra.

### Introduzidos na quarta temporada
- Ramsey Deacon / Kilg% re (interpretado por Dominic Burgess) - Um ex-programador de computador que pode controlar e manipular a tecnologia depois de se tornar um dos metas de ônibus do Pensador.  Ele procura se vingar de seus parceiros de negócios por roubar sua ideia para o aplicativo Kilg% re. Kilg% re é derrotado por Flash e mandado para Iron Heights, onde DeVoe mais tarde rouba seus poderes.
- Rebecca "Becky" Sharpe / Hazard (interpretada por Sugar Lyn Beard) - Uma meta de ônibus com o poder de manipular a sorte, dando a si mesma boa sorte enquanto agita todos os demais. Ela é presa pelo Flash. Embora ela tente virar uma nova folha e ajudar o Flash, seu corpo é tomado pelo Pensador.
- Weeper (interpretado por Matt Afonso) - Um dos vários metahumanos de ônibus criados pelo Pensador cujas lágrimas, quando consumidas, induzem efeitos psicoativos semelhantes a drogas. Ele é originalmente um dos prisioneiros de Amunet Black antes de ser capturado pelo pensador e presumivelmente morto.
- Mina Chaytan (interpretada por Chelsea Kurtz) - Uma professora de antropologia cultural que é uma versão feminina do vilão da DC Comics, Black Bison.  Ela é uma metahumana de ônibus que pode dar vida a objetos inanimados. Mais tarde, ela é morta e tem seus poderes roubados pelo Pensador.
- David "Big Sir" Ratchet (interpretado por Bill Goldberg) - Um detento na prisão de Iron Heights que foi acusado pela morte de um segurança do Mercury Labs por Dwarfstar. Depois que Barry ouve que Dwarfstar não confessará o crime, Barry usa suas habilidades para mudar David para Jaiju, China.
- Alex Danvers (interpretado por Chyler Leigh) - A irmã adotiva de Kara Danvers e a segunda em comando do D.E.O.. Leigh reprisa seu papel de Supergirl.
- Ray Terrill / The Ray (interpretado por Russell Tovey) - Um herói deslocado na Terra-X.
- Dinah Drake / Canário Negro (interpretada por Juliana Harkavy) - Uma meta-humana e ex-detetive do Departamento de Polícia de Central City faz parte do Time Arrow como a nova Canário Negro. Harkavy reprisa seu papel de Arrow.
- Dominic Lanse / Brainstorm (interpretado por Kendrick Sampson) - Um meta de ônibus que ganha poderes telepáticos. Dominic é um dos prisioneiros de Amunet Black antes de ser resgatado pelo Time Flash. No entanto, mais tarde ele é recapturado por Amunet e vendido a DeVoe, que usa sua tecnologia para aproveitar as habilidades de Dominic e dominar seu corpo. Mais tarde, DeVoe abandona o corpo de Dominic em favor de outros, devido à sua crescente inteligência.
- Anton Slater (interpretado por Mark Valley) - o promotor público de Central City que processa Barry por seu suposto assassinato de Clifford DeVoe.
- Neil Borman / Fallout (interpretado por Ryan Alexander McDonald) - Um motorista de caminhão que se torna um dos meta de ônibus do Pensador e ganha habilidades radioativas. Apesar de ser transferido para um A.R.G.U.S. instalação, ele é capturado pelo pensador e usado como bateria para alimentar seus satélites iluministas; matando Borman no processo.
- Zoey Clark / Prank (interpretada por Corinne Bohrer) - Ex-parceira de crime de James Jesse e mãe de seu filho Axel Walker, o segundo Malandro. Bohrer reprisa o papel da série de televisão de 1990.
- Josh / Breacher (interpretado por Danny Trejo) - Caçador de recompensas da Terra-19 e pai de Cigana, que possui poderes semelhantes aos de sua filha e Vibro. Mais tarde na quarta temporada, ele perde seus poderes e vai à Cisco para ajudá-lo a restaurá-los. No entanto, depois que a Cisco revela que não pode, Breacher decide se aposentar. Na 6ª temporada, Breacher vem atrás de Vibro, quando se suspeita que ele tenha assassinado a Cigana e o aconselha a se entregar aos colecionadores em uma hora. Vibro depois descobriu que foi seu colega na Terra-19, Eco, que matou a Cigana. Os colecionadores descobrem logo depois e prendem Eco. Depois que Breacher pede desculpas ao Vibro por acusá-lo falsamente, ambos começam a se curar da tragédia.
- Sylbert Rundine / Dwarfstar (interpretado por Derek Mears) - Uma meta de ônibus que pode encolher ou ampliar qualquer coisa. Ele é responsável por atirar em um guarda de segurança durante um assalto no Mercury Labs, com David Ratchet assumindo a queda em seu lugar. Embora ele seja derrotado pelo Homem Elástico e pelo Vibro, ele se recusa a confessar o envolvimento de Ratchet. Seus poderes são posteriormente roubados pelo Pensador.
- Van Buren (interpretado por Kendall Cross) - O prefeito de Central City, que sucedeu Anthony Bellows. Mais tarde, ela renuncia após a prisão de Spin.
- Earl Cox (interpretado por Paul McGillion) - Um amigo de Ralph Dibny.
- Izzy Bowin (interpretada por Miranda MacDougall) - Uma artista country e violinista ocidental que é uma versão feminina do vilão Fiddler da DC Comics. Ela se torna uma das metas de ônibus do Pensador, ganhando a capacidade de disparar ondas sonoras poderosas de seu corpo; embora o Time Flash dê a ela um violino pelo qual ela pode canalizar suas habilidades. Apesar das tentativas do Flash e do Homem Elástico, o Pensador rouba o corpo e os poderes de Izzy.
- Janet Petty / Null (interpretada por Bethany Brown) - Uma pequena versão criminosa e feminina do vilão da DC Comics Null e uma meta de ônibus que ganha a capacidade de manipular a gravidade. Com a ajuda do Homem Elástico, Flash derrota Null e a manda para a prisão dos laboratórios S.T.A.R.. No entanto, ela é morta pelo Pensador depois que ele rouba seus poderes.
- Matthew Kim / Melting Point (interpretado por Leonardo Nam) - Uma meta de ônibus com a capacidade de transferir as habilidades de um metahumano para outra pessoa, o que ele acidentalmente faz para Flash e Iris West. Após o incidente com Jaco Birch, Matthew desfaz as transferências e os lados com o Flash. No entanto, o Pensador invade os laboratórios S.T.A.R. e toma os poderes de Melting Point, matando-o no processo.
- Eric Frye (interpretado por Oliver Rice) - Um ex-meta-humano pirocinético que tenta roubar o banco de Central City . Ele perde seus poderes quando Matthew Kim os leva e os transfere por engano para Jaco Birch durante seu assalto ao banco de Central City. Quando ele descobre isso, ele é derrubado pelos seguranças.
- Jaco Birch / Hotness (interpretado por Max Adler) - Um homem que recebe poderes pirocinéticos quando Matthew Kim acidentalmente os transfere de Eric Frye para ele. Com a ajuda de Kim, uma íris movida por Flash forma um maremoto para derrotar Jaco, que é preso por Joe West e preso em Iron Heights.
- Edwin Gauss / Folded Man (interpretado por Arturo Del Puerto) - Um meta de ônibus que ganha a capacidade de criar portais para embolsar dimensões, ou "dobras". Seu corpo e poderes são tomados pelo Pensador.

Jason Mewes e Kevin Smith fizeram participações especiais como os guardas de segurança do museu de Central City, Jay e Bob.

### Introduzidos na quinta temporada
- William Lang / Gridlock (interpretado por Daniel Cudmore) - Um metahumano que absorve energia cineticamente. Depois de atacar um avião onde ele foi derrotado por Flash, Kid Flash e XS, o caminhão do CCPD que o transportava foi interceptado por Cicada, que usou um punhal de meta-tecnologia para matá-lo.
- Vanessa Jansen / Block (interpretada por Erin Cummings) - Uma criminosa que foi traída pelos East Street Skulls. Depois de desenvolver a capacidade de criar campos de força em forma de caixa em torno de qualquer pessoa e qualquer coisa, ela se torna Block e se vinga de Bobby Moretti, um dos líderes. Quando Bruno Moretti planejou vingar seu irmão mais novo depois que Block roubou as armas que ele tinha, Flash e XS intervêm e derrotam os East Street Skulls. Graças a um truque de XS, Block está enfraquecido e incapaz de usar seus poderes, apenas para ser esfaqueado pelas costas pela adaga de Cigarra. XS leva Block a um hospital, mas ela morre no caminho.
- Bruno Moretti (interpretado por Matty Finochio) - Um dos líderes dos East Street Skulls.
- Spencer Young (interpretada por Kiana Madeira) - Uma ex-jornalista do Central City Picture News, blogueira e criadora do aplicativo "Spyn Zone", que é uma versão feminina do vilão da DC Comics, Spin. Seu smartphone foi exposto a um fragmento do satélite iluminista, que lhe permitiu controlar a mente das pessoas. Isso permitiu que ela usasse seu celular agora meta-tech para controlar o XS e fazê-lo atacar em Flash. Depois que Iris tranquilizou a XS, Flash desarmou Young de seu smartphone e mandou mandá-la para Iron Heights. O smartphone de Spin foi posteriormente usado por XS e usado por Brie Larvan para que ela controlasse suas abelhas robóticas.
- Peter Merkel / Rag Doll (interpretado por Troy James, dublado por Phil LaMarr) - Um criminoso que é esmagado por estilhaços do Satélite da Iluminação. Isso dá a Merkel a capacidade de se alongar e se contorcer de uma maneira pesadela, que ele usa para roubar ou destruir os itens mais valiosos de outras pessoas. Depois que ele sequestra Barry Allen e usa punhos de amortecimento, Iris pode removê-los a tempo, enquanto Merkel é derrotado pelo Homem Elástico. Cisco o nomeia Rag Doll depois de ouvir sobre como seus poderes funcionam, enquanto o Flash garante que Rag Doll seja mandado para Iron Heights. Mais tarde, ele aparece como um membro dos Jovens Trapaceiros, ao lado de Brie Larvan e a Bruxa do Tempo, com os três capturados pelo Time Flash durante um assalto à McCulloch Tecnologias.
- Raelene Sharp (interpretada por Cassandra Ebner) - Uma metahumana com a capacidade de formar lâminas de seus braços. Ela é morta por Cigada em sua vingança.
- Del Toro (interpretado por Julianne Christie) - O diretor de Iron Heights, que sucede Gregory Wolfe. Ela está trabalhando para desfazer a infâmia referente à reputação de Iron Heights.
- Joslyn "Joss" Jackam / Bruxa do Tempo (interpretada por Reina Hardesty) - A filha distante de Mark Mardon e sobrinha de Clyde Mardon. Joss é uma meteorologista que é demitida depois que seus experimentos climáticos se tornam perigosos demais. Uma parte de sua van é atingida por um fragmento do Satélite da Iluminação, que ela transforma em um cajado que lhe permite controlar o clima como os Mardons; mais tarde nomeada de Bruxa do Tempo. A Bruxa do Tempo usa esse cajado em um plano para matar seu pai e planeja nivelar Central City com um clima forte, se ele não fosse trazido para ela. Usando uma cópia da varinha dela, Flash é capaz de derrotar-lá e trancá-la com seu pai em Iron Heights. Quando se trata de seu julgamento, Joss expressa remorso e está preparado para cumprir pena. No entanto, o Silver Ghost interrompe o transporte da prisão detonando os carros da polícia e a convence a se juntar a ela devolvendo sua equipe. Os dois entram nas instalações da A.R.G.U.S. e roubam um carro da WayneTech. Depois de alguma persuasão de XS, a Bruxa do Tempo secretamente congela as estradas para salvar a vida da heroína antes de escapar com Silver Ghost. Quando ela mais tarde retorna a Central City, ela revela que abandonou o Silver Ghost na Bolívia. Ela então aparece como membro dos Jovens Trapaceiros, ao lado de Bug-Eyed Bandit e Rag Doll, com os três capturados pelo Time Flash durante um assalto à McCulloch Tecnologiasis.
- John Deegan (interpretado por Jeremy Davies) - Um psicólogo de Gotham City que recebe o Livro do Destino do Monitor para reescrever a realidade de acordo com seus caprichos.
- Clark Kent / Superman (interpretado por Tyler Hoechlin) - Um repórter do Planeta Diário que é secretamente o primo kryptoniano de Supergirl da Terra-38 e o protetor de Metropolis.
- Lois Lane (interpretada por Elizabeth Tulloch) - Uma repórter do Planeta Diário na Terra-38 e o interesse amoroso do Superman.
- A.M.A.Z.O. - Um andróide criado pelos laboratórios Ivo em nome da A.R.G.U.S. que pode copiar os poderes de todo metahumano que ele escaneia. É preciso a combinação de Superman, Supergirl e Oliver Queen como Flash para permitir que Barry Allen como Arqueiro Verde o atinjam com uma flecha carregada de vírus de computador.
- Raya Van Zandt / Silver Ghost (interpretada por Gabrielle Walsh) - Uma versão feminina do supervilão Silver Comics da DC Comics. Ex-pilota habilidosa e especialista em veículos, Raya misteriosamente obtém um chaveiro de meta-tecnologia que lhe permite controlar veículos. O codinome vem do indicativo. Ela tira a Bruxa do Tempo da CCPD e a convence a ajudar a roubar um carro da WayneTech na A.R.G.U.S.. Graças a XS alcançando Bruxa do Tempo, ela secretamente evita a fuga de Silver Ghost e foge com ela. A Bruxa do Tempo mais tarde menciona que a abandonou na Bolívia.
- Carl Bork (interpretado por Andre Tricoteux) - Um criminoso super forte e associado de Norvok, morto pelo Cicada.
- Áureo (interpretado por Damion Poitier) - Um criminoso no mercado negro que pode transformar sua pele em ouro e manipular itens de ouro.
- Renee Adler (interpretada por Kimberly Williams-Paisley) - Uma bibliotecária com habilidades telecinéticas pela qual Sherloque se apaixona como parte do plano de Thawne de tirar o detetive da cola dele e de Nora. Ela também é a versão Terra-1 de suas muitas ex-esposas.
  - Williams-Paisley também retrata quatro das cinco ex-esposas de Sherloque, que são doppelgängers de Adler de quatro terras distintas. Embora ela não seja vista, está implícito que a versão remanescente é outra versão de Adler da Terra-38. As cinco contratam Breacher da Terra-19 para receber os pagamentos de pensão alimentícia de Sherloque.
- Philip Master / Acid Master (interpretado por John Gillich) - Um supervilão gerador de ácido que ataca um departamento de química. Depois que Nevasca desvia a atenção de Cicada, ela usa o extrapolador interdimensional para enviar o Acid Master para a prisão dos laboratórios S.T.A.R..
- Vickie Bolen (interpretada por Catherine Lough Haggquist) - Um metahumano explosivo. Ela acidentalmente causa uma explosão que mata os pais de Grace, o que a leva a ser alvejada por uma Grace mais velha em seu apelido de Cicada. XS coloca Vickie em segurança durante a briga de Flash com a Cicada e o Time Flash mais tarde coloca a família Bolen em um programa de realocação.
- John Bolen (interpretado por Chris Shields) - O marido de Vickie Bolen. Sua vida é ameaçada pela Cicada até o Flash o resgatar.
- Alice Bolen (interpretada por Malia Baker) - A filha de Vickie e John Bolen.
- August Heart / Godspeed (interpretado por Kindall Charters, dublado por BD Wong) - Um estagiário dos Laboratórios Mercury que se torna um velocista em 2049 após replicar a droga Velocity-9 de Zoom. Ele procura criar uma nova versão da droga que tornaria seus poderes permanentes, mas é frustrada por Nora West-Allen e é encarcerado. Na sexta temporada, Heart apareceu misteriosamente em 2019 e enviou uma série de impostores para atacar Central City. Inicialmente, apesar de pegar seus proxies, o Time Flash ainda não localizou o próprio.

### Introduzidos na sexta temporada
- Godspeed Impostor (interpretado por Ryan Handley) - O quarto de uma série de impostores Godspeed que o Flash diminui no intervalo de quatro meses entre as temporadas 5 e 6, que só podem falar "modernos".
- Rachel Rosso (interpretada por Meera Simhan) - A mãe de Ramsey Rosso e a médica que ajudou Caitlin Snow a se tornar médica. Quando ela veio com a HLH, ela escolheu aceitar seu destino. No entanto, seu filho viu isso como uma traição e ficou bravo com ela; acreditando que estava desistindo quando deveria estar revidando.
- Joan Williams (interpretada por Michelle Harrison) - esposa de Jay Garrick, que é doppelganger da Terra-3 de Nora Allen.
- Esperanza Garcia / Ultravioleta (interpretado por Alexa Barajas) - Uma assassina metahumana e prima de Allegra que também possui habilidades baseadas no espectro eletromagnético. Pensa-se que ela tenha sido morta durante a explosão original do acelerador de partículas, mas foi capturada, revivida e treinada para se tornar uma assassina por uma organização misteriosa. Depois de atacar o CCPD para matar Allegra, ela foi derrotada pelo Flash e enviada para Iron Heights. No entanto, ela foi interrompida por "amigos em lugares baixos" e depois apareceu em uma gala criminosa realizada por Remington Meister antes de ser derrotada por Barry Allen. Iris, Kamilla e Allegra mais tarde descobrem que uma organização secreta chamada Buraco Negro é responsável por Esperanza se tornar uma assassina. Ultravioleta mais tarde ataca Sue, uma "velha amiga" dela antes que ela possa roubar um diamante conectado ao Buraco Negro.
- Mitch Romero (interpretado por Shawn Stuart) - Um traficante de armas de quem Ramsey Rosso tenta comprar uma arma de matéria escura, apenas para ser morto pelos poderes do médico. Enquanto Rosso tenta examinar o que aconteceu com ele, Romero se torna uma criatura zumbi e o ataca. Após o ataque, ele ataca e mata sua própria tripulação para roubar matéria escura e se fortalecer antes de atacar os laboratórios S.T.A.R.. Barry e Nevasca geram uma overdose de matéria escura nele e o destroem.
- Remington Meister (interpretado por Carlo Rota) - Um criminoso alemão que realiza um leilão de um satélite armado a que ele se refere como o Anel de Fogo (em homenagem à música de Johnny Cash com o mesmo nome) em Midway City. Ele é ajudado em sua trama por Ultravioleta e conheceu Sue Dearbon em algum momento. O leilão de Remington foi frustrado por Barry Allen e Ralph Dibny. Ele e o Ultravioleta são presos depois.
- Jefferson Pierce / Raio Negro (interpretado por Cress Williams) - Um professor com energia elétrica de uma Terra não especificada que Barry e seus aliados recrutam para ajudá-los a parar uma crise de destruição de vários universos. Williams reprisa seu papel de Raio Negro.
- Kate Kane / Batwoman (interpretada por Ruby Rose) - A prima de Bruce Wayne, que dirige a Wayne Enterprises e luta contra o crime depois que Bruce deixou Gotham City por razões desconhecidas, três anos atrás. Rose reprisa seu papel de Batwoman.
- Ryan Choi (interpretado por Osric Chau) - Um cientista que trabalha na Ivy Town University e fã de Ray Palmer que já trabalhou com miniaturização antes. Ray, Iris e Ralph o recrutam para ajudá-los a salvar o multiverso durante a crise. Antes de fazer sua primeira aparição física, Choi foi mencionado anteriormente na quinta temporada, quando Nora West-Allen afirma que ele foi quem desenvolveu o traje de Barry's Flash Ring.
- Lex Luthor (interpretado por Jon Cryer) - Um inimigo de Superman e Supergirl da Terra-38 que o Monitor recruta para evitar a Crise. Cryer reprisa seu papel de Supergirl.
- Mia Smoak / Arqueira Verde (interpretado por Katherine McNamara) - A filha do Arqueiro Verde que foi trazida do ano 2040 pelo Monitor. McNamara reprisa seu papel de Arrow.
- John Constantine (interpretado por Matt Ryan) - Um ex-vigarista enigmático e irreverente virou detetive sobrenatural relutante e membro das Lendas. Ryan reprisa seu papel de Constantine e Legends of Tomorrow.
- Helena Kyle / Caçadora (interpretada por Ashley Scott) - Uma super-heroína meio-metahumana da Terra-203 e filha do Batman e da Mulher Gato nesse mundo. Scott reprisa seu papel de Birds of Prey.
- Lucifer Morningstar (interpretado por Tom Ellis) - O Senhor do Inferno que se aposentou para se tornar proprietário de uma boate e consultor da polícia de Los Angeles na Terra-666. Ellis reprisa seu papel de Lúcifer.
- Jim Corrigan (interpretado por Stephen Lobo) - Um policial de uma Terra não especificada que abrigou o Espectro antes de passar seu poder para Oliver Queen para que ele pudesse salvar o multiverso.
- Joseph Carver (interpretado por Eric Nenninger) - O CEO da McCulloch Tecnologias e marido de Eva McCulloch com conexões com uma organização chamada Buraco Negro.
- Dra. Kimiyo Hoshi / Doutora Luz (interpretado por Emmie Nagata) - Uma assassina armado com uma arma de UV que trabalha para o Buraco Negro.
- Gene Huskk (interpretado por William MacDonald) - Um informante de Iris com informações sobre o Buraco Negro. Anteriormente, ele trabalhou para a McCulloch Tecnologiais antes de ser demitido quando alegou que uma das armas espelhadas desapareceu. Gene foi morto mais tarde pela Doutora Luz.
- John Loring (interpretado por Silver Kim) - Um criminoso que Sue Dearbon mirou, pois ele tinha um diamante que ela queria. Ele recebeu o nome de Jean Loring, personagem da DC Comics.
- Frida Novikov / Tartaruga II (interpretada por Vanessa Walsh) - Uma metahumana cronocinética que pode usar bolhas do tempo para congelar tudo ao seu redor. Enquanto planeja sua vingança por uma série de crimes fracassados, ela é derrotada por Flash, Kid Flash e Joe West usando uma fórmula Velocity-X para negar seus poderes.

Dina Meyer faz uma participação especial não creditada em "Crise nas Infinitas Terras, Parte 3"; reprisando seu papel como Barbara Gordon / Oráculo de Birds of Prey.

## Aparições
Lista de aparições na série, por temporada, dos personagens principais, recorrentes e participações especiais notáveis.